# Liste der Biografien/Ak
Liste der Biografien |
Portal Biografien |
Personensuche
# |
A |
B |
C |
D |
E |
F |
G |
H |
I |
J |
K |
L |
M |
N |
O |
P |
Q |
R |
S |
T |
U |
V |
W |
X |
Y |
Z |
?
 
Aa |
Ab |
Ac |
Ad |
Ae |
Af |
Ag |
Ah |
Ai |
Aj |
Ak |
Al |
Am |
An |
Ao |
Ap |
Aq |
Ar |
As |
At |
Au |
Av |
Aw |
Ax |
Ay |
Az
Die Liste der Biografien führt alle Personen auf, die in der deutschsprachigen Wikipedia einen Artikel haben. Dieses ist eine Teilliste mit 1038 Einträgen von Personen, deren Namen mit den Buchstaben „Ak“ beginnt.

## Ak
- AK Ausserkontrolle, DeutschrapperAK Ausserkontrolle

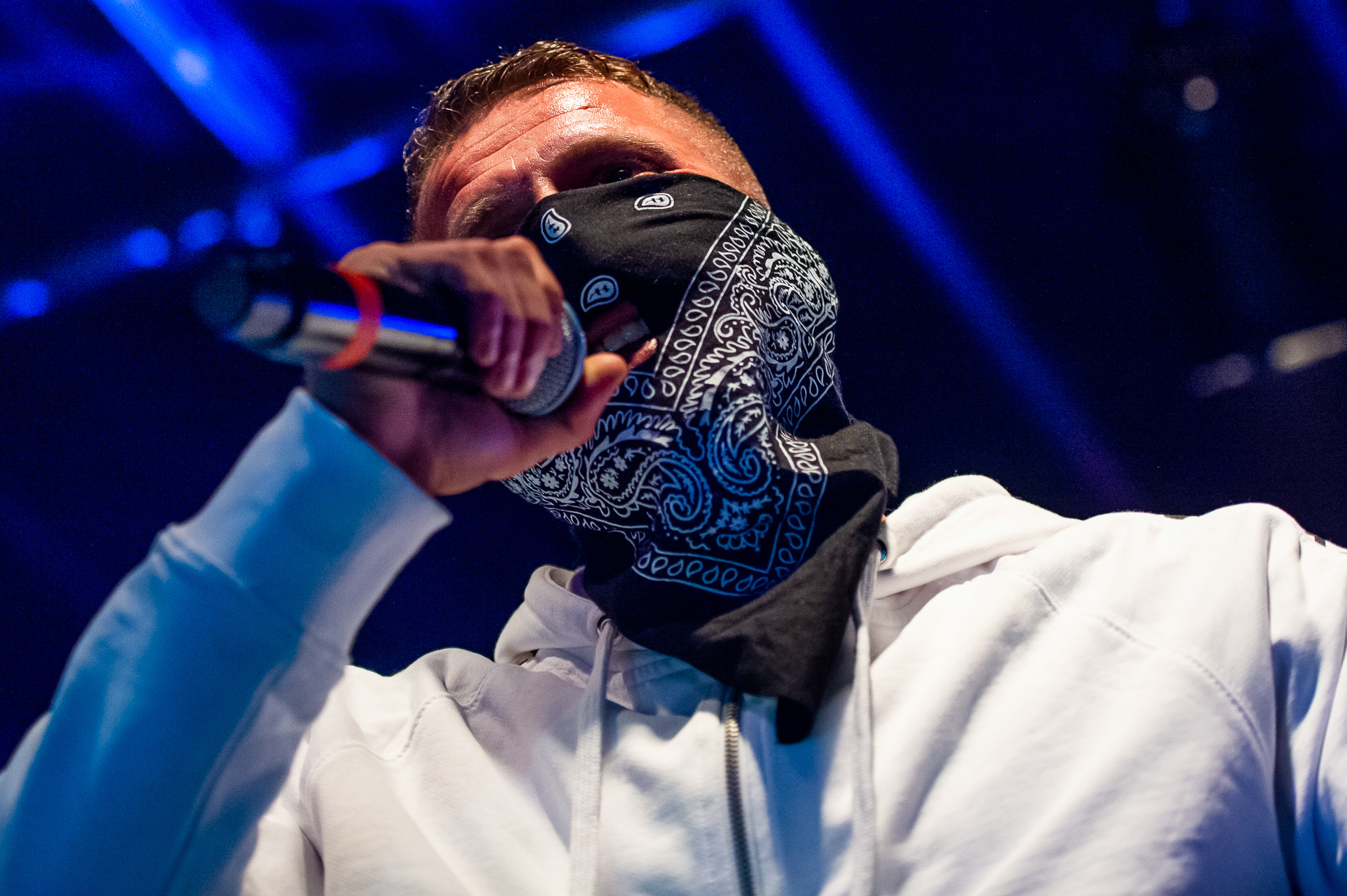
AK Ausserkontrolle

- Ak, Ahmet (* 1966), türkischer Ringer
- Ak, Anatole (* 1956), österreichischer Maler
- Ak, Aytaç (* 1985), türkischer Fußballspieler
- Ak, Çağan Efe (* 2007), türkischer Kinderdarsteller
- Ak, Derya Pınar (* 2003), türkische Schauspielerin
- Ak, Orhan (* 1979), türkischer Fußballspieler und -trainer
- Ak, Suad (* 2002), deutscher Futsal- und Fußballspieler

### Aka
- Aka 7even (* 2000), italienischer Popsänger
- Aka, Christine (* 1962), deutsche Kulturanthropologin und Volkskundlerin
- Aka, Joseph Kakou (* 1967), ivorischer römisch-katholischer Geistlicher und Bischof von Yamoussoukro
- Aka, Kubilay (* 1995), türkischer Schauspieler
- Aka-Anghui, Hortense (1933–2017), ivorische Politikerin
- Akaba Edoa, Henriette Michele (* 1992), kamerunische Fußballspielerin
- Akaba, Houessou († 1708), vierter König von Dahomey
- Akaba, Suekichi (1910–1990), japanischer Illustrator
- Akaba, Yukiko (* 1979), japanische Langstreckenläuferin
- Ak’abal, Humberto (1952–2019), guatemaltekischer Poet, Dichter und Schriftsteller
- Akabori, Shirō (1900–1992), japanischer Chemiker und Biochemiker
- Akabueze, Chukwuma (* 1989), nigerianischer Fußballspieler
- Akabusi, Kriss (* 1958), britischer Leichtathlet und Olympiateilnehmer
- Akache, Zohair Youssif (1954–1977), palästinensischer Terrorist
- Akacsos, Barna-Zsolt (* 1967), rumänischer Handballspieler und Handballtrainer
- Akad, Ömer Lütfi (1916–2011), türkischer Filmregisseur und Drehbuchautor
- Akadiri, Saliou (* 1950), beninischer Politiker und Diplomat
- Akadlı, Ömer Lütfi (1902–1988), türkischer Politiker, Präsident des Verfassungsgerichts der Türkei (1964–1966)
- Akaffou, Rita (* 1986), ivorische Fußballspielerin
- Akafia, Benedictus Kodzo (* 1940), ghanaischer Generalleutnant und Diplomat
- Akagawa, Jirō (* 1948), japanischer Schriftsteller
- Akagi Munenori (1904–1993), japanischer Politiker
- Akagi, Kei (* 1953), US-amerikanischer Jazzpianist und Hochschullehrer
- Akagi, Masao (1887–1972), japanischer Ingenieur
- Akagi, Norihiko (* 1959), japanischer Politiker
- Akagündüz, Muhammet (* 1978), türkisch-österreichischer Fußballspieler
- Akahomen, Marvin (* 2007), Schweizer Fußballspieler
- Akahori, Satoru (* 1965), japanischer Schriftsteller
- Akahoshi, Kaima (* 1997), japanischer Fußballspieler
- Akahoshi, Takafumi (* 1986), japanischer Fußballspieler
- Akahoshi, Taku (* 1984), japanischer Fußballspieler
- Akahoshi, Yūsuke (* 1994), japanischer Fußballspieler
- Akai, Hideyuki (* 1985), japanischer Fußballspieler
- Akai, Shūichi (* 1981), japanischer Fußballspieler
- Akai, Takami (* 1961), japanischer Illustrator, Character Designer und Spieleschöpfer
- Akaïchi, Ahmed (* 1989), tunesischer Fußballspieler
- Akaike, Annerose (1939–2011), deutsche Medizinerin
- Akaike, Hirotsugu (1927–2009), japanischer Statistiker
- Akainyah, Nelly, ghanaische Badmintonspielerin
- Akaishi, Kōsei (* 1965), japanischer Ringer
- Akaitcho († 1838), Häuptling der Kupferminenindianer
- Akajew, Askar (* 1944), kirgisischer StaatspräsidentAskar Akajew (* 1944)

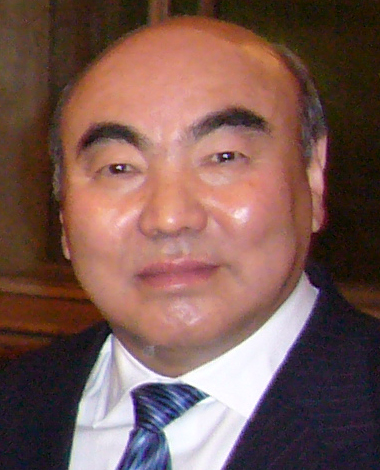
Askar Akajew (* 1944)

- Akajew, Dschanarbek (* 1986), kirgisischer Journalist und Politiker
- Akaji, Yūsai (1906–1984), japanischer Lackkünstler
- Akaka, Daniel (1924–2018), US-amerikanischer Politiker
- Akakariyama, Yukio (* 1975), japanischer Poolbillardspieler
- Akakios Agathangelos, Bischof von Antiochia (ad Orontem) oder wahrscheinlicher Antiochia in Pisidien
- Akakios der Jüngere († 1730), griechisch-orthodoxer Mönch und Asket
- Akakios von Kaisareia, spätantiker griechischer Rhetor und Rechtsanwalt
- Akakios von Konstantinopel († 489), Patriarch von Konstantinopel
- Akakios von Melitene, Bischof von Melitene
- Akakpo, David Cyrill (* 1997), deutscher Handballspieler
- Akakpo, Komi Biova (* 1995), togoischer Fußballspieler
- Akakpo, Naomi (* 2000), französisch-togoische Hürdenläuferin
- Akakpo, Serge (* 1987), togoisch-beninisch-französischer Fußballspieler
- Akakpo, Stella (* 1994), französische Leichtathletin
- Akal, Haşmet (1918–1960), türkischer Kunstmaler und Hochschullehrer
- Akala (* 1983), britischer Rapper und Grime-Musiker
- Akalamdug, König des sumerischen Stadtstaates Ur
- Akalay, Birce (* 1984), türkische Schauspielerin
- Akalé, Kanga (* 1981), ivorischer Fußballspieler
- Akalın, Besim Ömer (1862–1940), türkischer Mediziner und Abgeordneter
- Akalın, Çağla (* 1990), türkische Schauspielerin und Model
- Akalın, Demet (* 1972), türkische Sängerin und ModelDemet Akalın (* 1972)

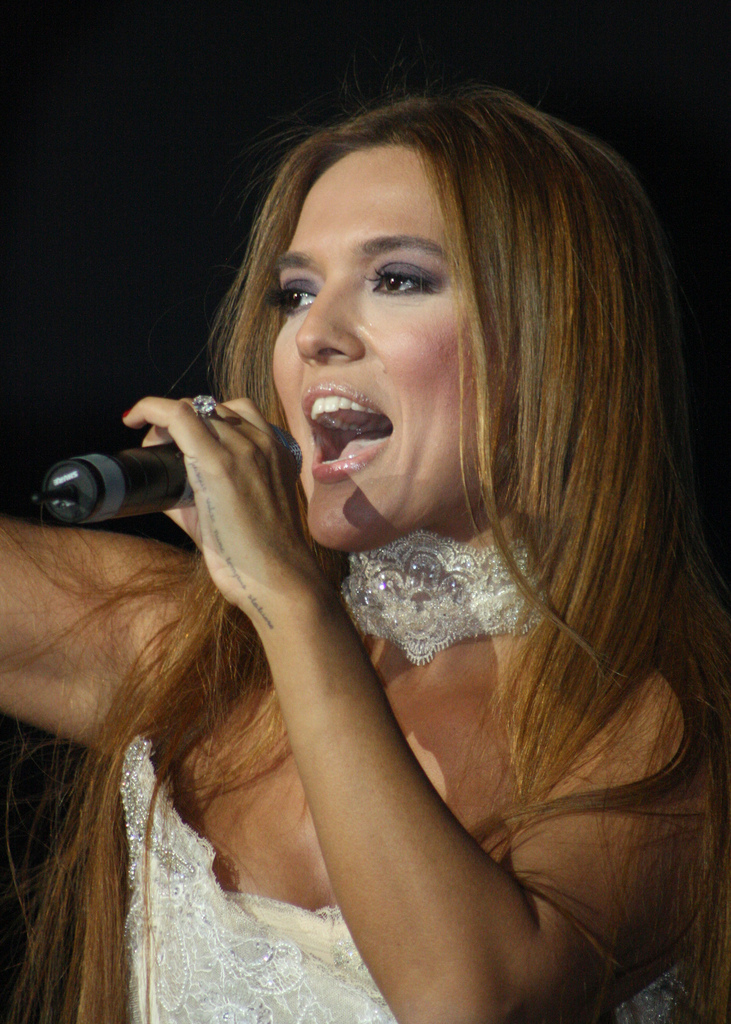
Demet Akalın (* 1972)

- Akalın, Eda (* 1994), türkische Schauspielerin
- Akalski, Kiril (* 1985), bulgarischer Fußballtorhüter
- Akam (* 1993), kanadischer Wrestler
- Akam, Dave (* 1960), britischer Radrennfahrer
- Akam, Michael Edwin (* 1952), britischer Zoologe und Entwicklungsbiologe
- Akama Bunzō (1899–1973), japanischer Politiker (LDP)
- Akama, Jirō (* 1968), japanischer Politiker
- Akama-Eseme, Glen (* 1987), kamerunischer Fußballspieler
- Akamatsu, Hirotaka (* 1948), japanischer Politiker
- Akamatsu, Kaname (1896–1974), japanischer Ökonom
- Akamatsu, Katsumaro (1894–1955), japanischer Politiker
- Akamatsu, Ken (* 1968), japanischer Manga-Zeichner
- Akamatsu, Mitsusuke (1381–1441), japanischer Samurai
- Akamatsu, Rinsaku (1878–1953), japanischer Maler
- Akamatsu, Ryōichi (* 1995), japanischer Hochspringer
- Akamatsu, Shūya (* 1993), japanischer Fußballspieler
- Akamatsu, Toshiro (* 1941), japanischer Radrennfahrer
- Akamatsu, Unrei (1892–1958), japanischer Maler im Nihonga-Stil
- Akamine, Shingo (* 1983), japanischer Fußballspieler
- Akaminko, Jerry (* 1988), ghanaischer Fußballspieler
- Akan (1136–1207), buddhistischer Mönch der japanischen Hossō-shū
- Akan, İlyas (* 1991), türkischer Fußballspieler
- Akan, Mahmut (* 1994), türkischer Fußballspieler
- Akan, Metin (* 1983), türkischer Fußballspieler
- Akan, Tarık (1949–2016), türkischer Schauspieler
- Akana, Anna (* 1989), US-amerikanische Schauspielerin, Komikerin, Regisseurin, Musikerin und YouTuberin
- Akana, Ron (* 1928), US-amerikanischer Flugbegleiter
- Akanbi, Ronke (* 2004), nigerianische Leichtathletin
- Akane, Tomoko (* 1956), japanische Juristin, Hochschullehrerin und Richterin am Internationalen Strafgerichtshof
- Akanishi, Jin (* 1984), japanischer Sänger und Schauspieler
- Akanji, Manuel (* 1995), Schweizer FußballspielerManuel Akanji (* 1995)

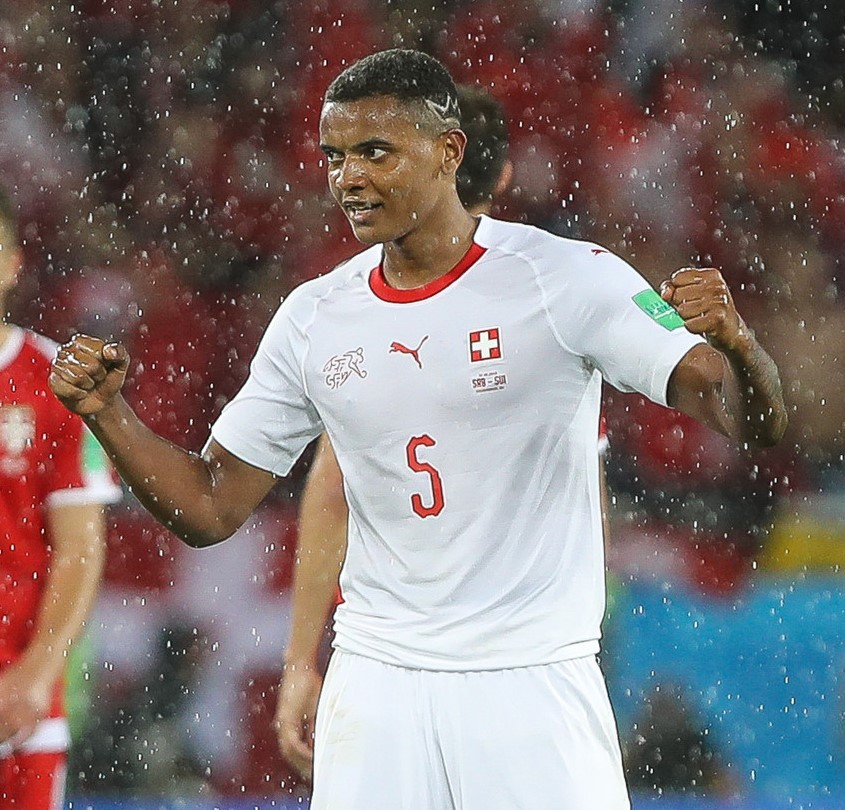
Manuel Akanji (* 1995)

- Akanji, Sarah (* 1993), Schweizer Fußballspielerin und Politikerin (SP)
- Akankam, Hicham (* 1998), marokkanischer Leichtathlet
- Akanksha, Arora (* 1986), indisch-kanadische Auditorin und Prüfungskoordinatorin bei den Vereinten Nationen
- Akanlu, Rudolph A. (1922–2001), ghanaischer Geistlicher, katholischer Bischof
- Akanmidu, Barnabas Friday (* 1993), nigerianischer Fußballspieler
- Akanmu, Iyabo (* 1968), nigerianische Tischtennisspielerin
- Akanowicz, Stanisław (1935–2018), litauischer Politiker, Mitglied des Seimas
- Akao, Aki (* 1982), japanische Badmintonspielerin
- Akao, Akira (* 1988), japanischer Fußballspieler
- Akao, Michiko (* 1949), japanische Yokobuespielerin (Querflötistin)
- Akao, Miyo (* 1981), japanische Badmintonspielerin
- Akao, Yōji (1928–2016), japanischer Spezialist für strategische Planungen
- Akao, Yoshinobu (* 1975), japanischer Fußballspieler
- Akar, Eslem (* 1998), türkische Schauspielerin
- Akar, Furkan (* 2002), türkischer Shorttracker
- Akar, Hulusi (* 1952), türkischer GeneralstabschefHulusi Akar (* 1952)

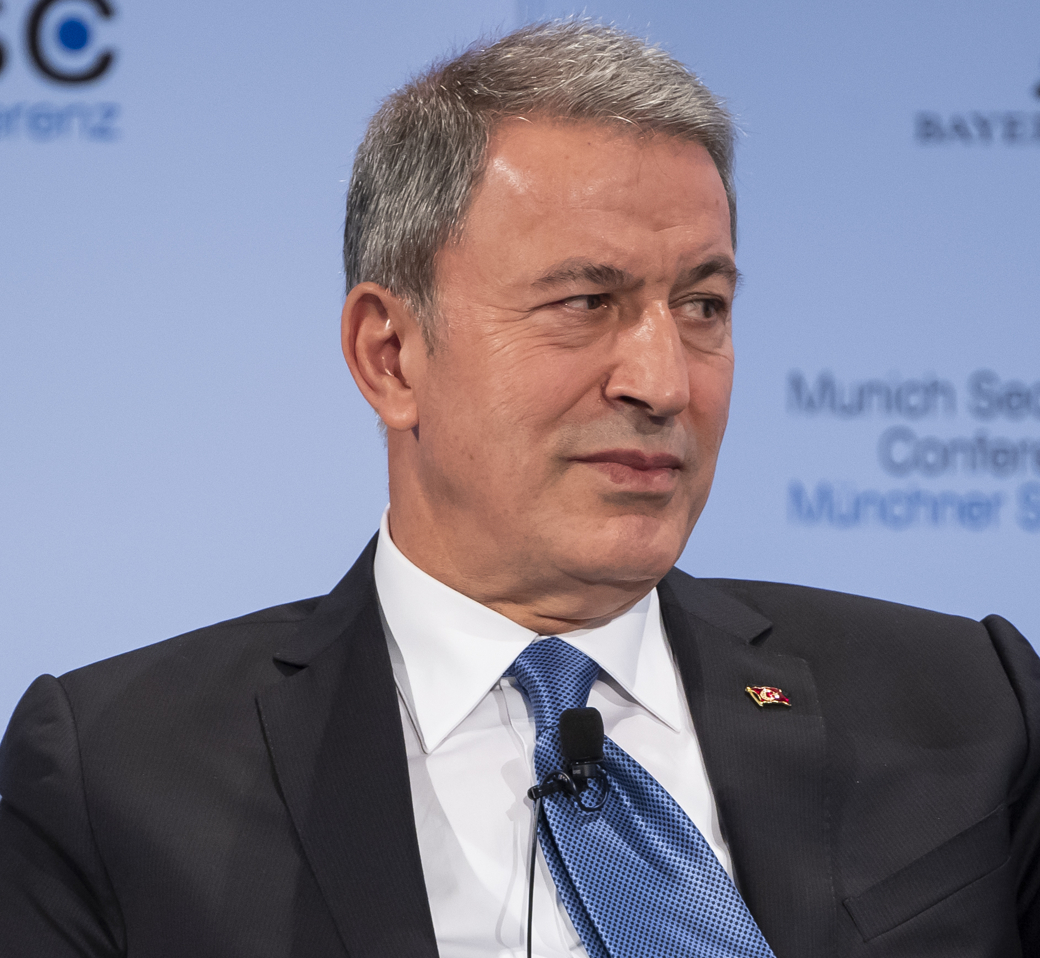
Hulusi Akar (* 1952)

- Akar, Mikail (* 2012), deutscher Künstler
- Akar, Nasuh (1925–1984), türkischer Ringer
- Akar, Zeina, libanesische Politikerin
- Akarachai Khaoprasert (* 2001), thailändischer Fußballspieler
- Akarapon Chaikirin (* 1995), thailändischer Fußballspieler
- Akarapong Pumwisat (* 1995), thailändischer Fußballspieler
- Akarat Punkaew (* 1990), thailändischer Fußballspieler
- Akarawin Sawasdee (* 1990), thailändischer Fußballspieler
- Akarawit Saemaram (* 1997), thailändischer Fußballspieler
- Akarawit Techovongsakul (* 2006), thailändischer Fußballspieler
- Akarca, Mehmet (* 1963), türkischer Jurist und Generalstaatsanwalt beim Kassationshof
- Akari Akase (* 2001), japanische Cosplayerin, Webvideoproduzentin, Sängerin, Schauspielerin und Gravure Idol
- Akarkad, Mostafa (* 1989), marokkanischer Fußballschiedsrichterassistent
- Akarpol Meesawad (* 1991), thailändischer Fußballspieler
- Akarslan, Muhammed (* 1995), türkischer Fußballspieler
- Akarsu, Barış (1979–2007), türkischer Rockmusiker und SchauspielerBarış Akarsu (1979–2007)

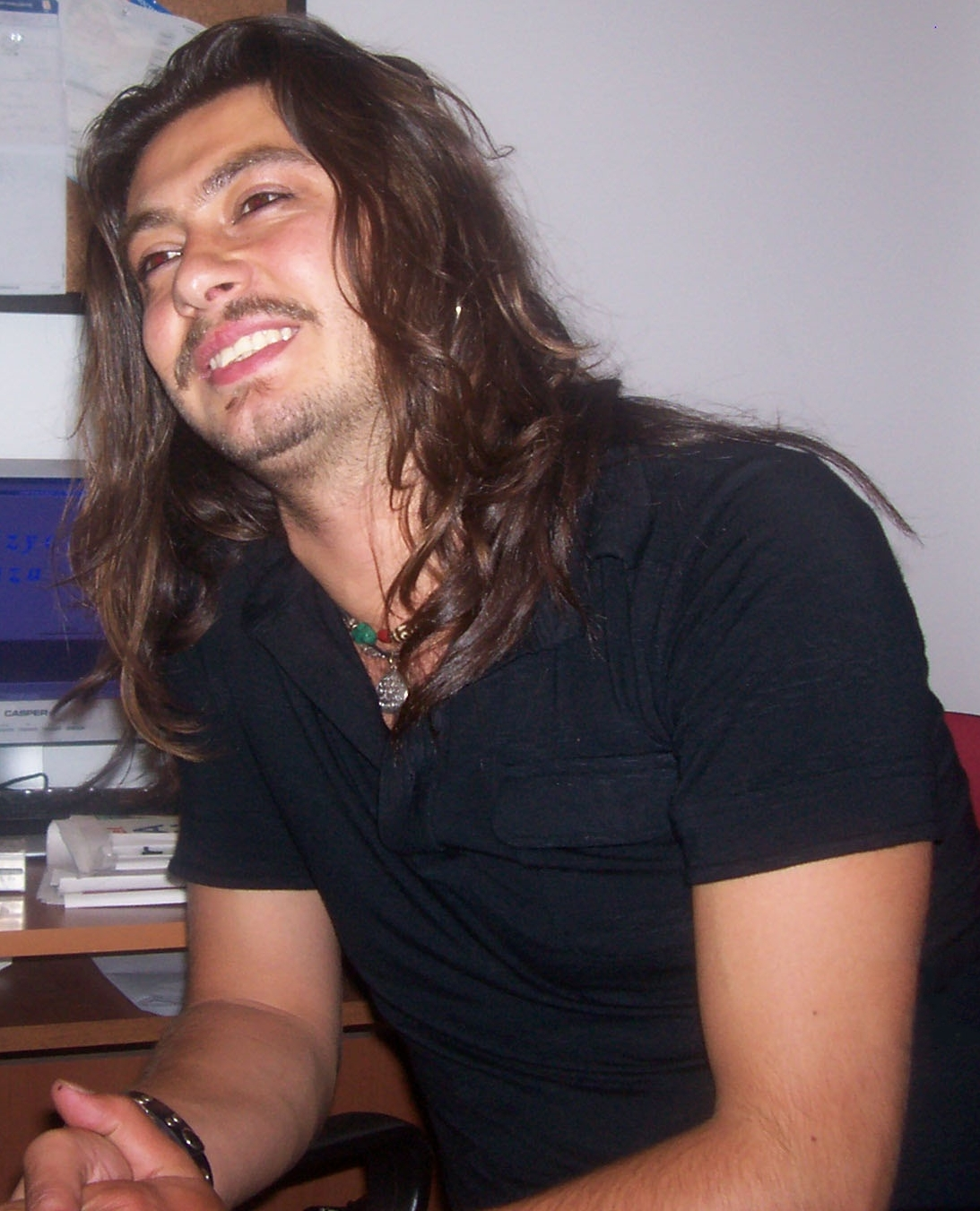
Barış Akarsu (1979–2007)

- Akarsu, Hikmet Temel (* 1960), türkischer Roman- und Novellenschreiber und Satiriker
- Akarsu, Muhlis (1948–1993), kurdisch-alevitischer Bağlama-Spieler und Sänger
- Akarsu, Selahattin (* 1958), alevitischer Sänger und Sazspieler
- Akasaka, Aka (* 1988), japanischer Mangaka und Schriftsteller
- Akasaka, Mari (* 1964), japanische Schriftstellerin
- Akasaka, Yūichi (* 1967), japanischer Shorttracker
- Akasaki, Isamu (1929–2021), japanischer Wissenschaftler und Entwickler der blauen LeuchtdiodeIsamu Akasaki (1929–2021)

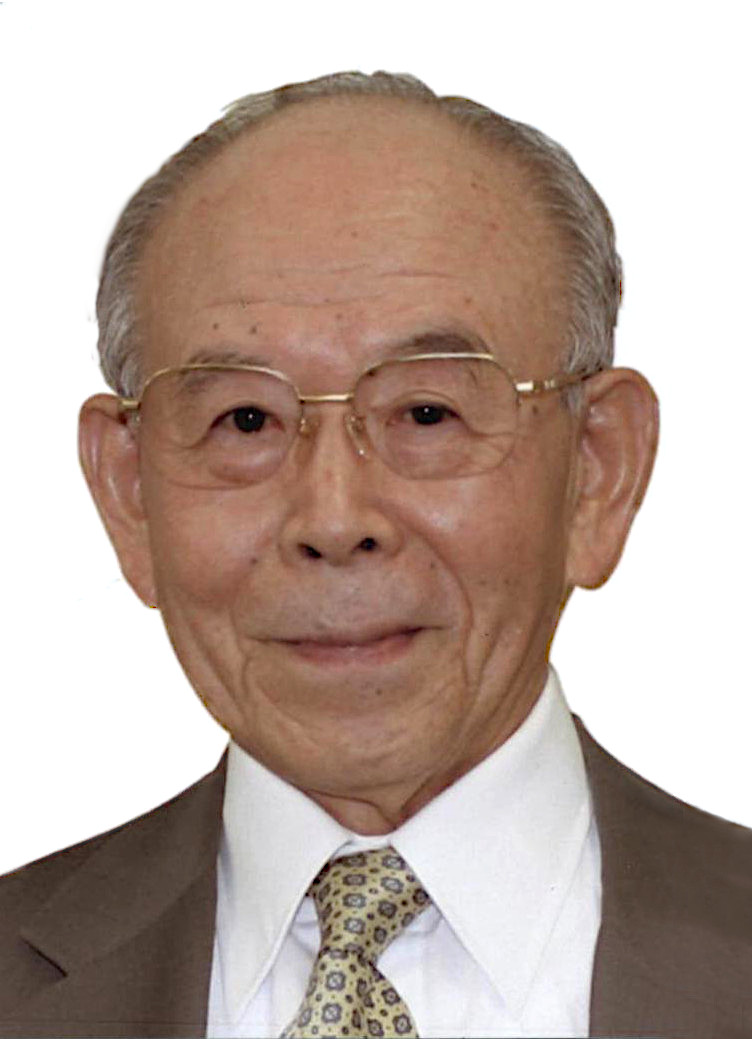
Isamu Akasaki (1929–2021)

- Akasaki, Shūhei (* 1991), japanischer Fußballspieler
- Akaschew, Konstantin Wassiljewitsch (1888–1931), russisch-sowjetischer Pilot und Hochschullehrer
- Akasegawa, Genpei (1937–2014), japanischer Avantgardekünstler und Schriftsteller
- Akashe-Böhme, Farideh (1951–2008), iranisch-deutsche Autorin
- Akasheh, Khaled (* 1954), jordanischer römisch-katholischer Geistlicher, Islamexperte
- Akashi Kakuichi († 1371), buddhistischer Mönch des japanischen Mittelalters (Namboku-chō)
- Akashi, Kaijin (1901–1939), japanischer Lyriker
- Akashi, Miyoko (* 1946), japanische Diplomatin
- Akashi, Motojirō (1864–1919), General der kaiserlich japanischen Armee, Generalgouverneur von Taiwan
- Akashi, Shiganosuke, legendärer erster YokozunaAkashi Shiganosuke

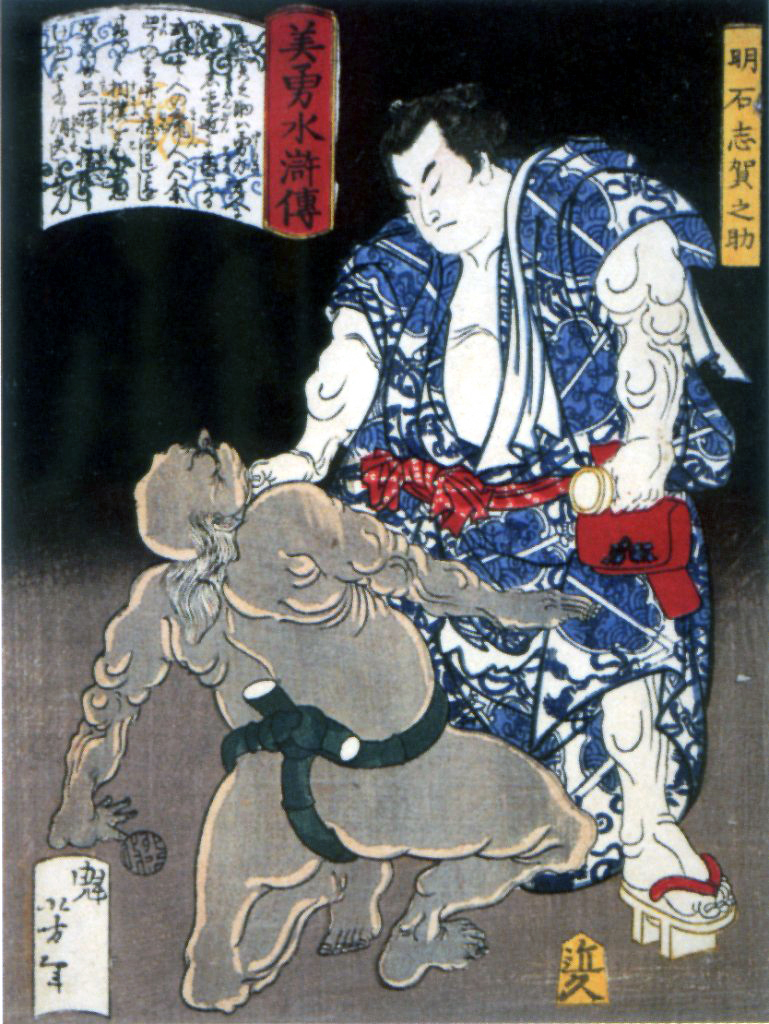
Akashi Shiganosuke

- Akashi, Yasushi (* 1931), japanischer Diplomat und UN-Funktionär
- Akasoy, Anna Ayşe (* 1977), deutsche Orientalistin und Hochschullehrerin
- Akatjewa, Sofja Dmitrijewna (* 2007), russische Eiskunstläuferin
- Akatow, Albert Wassiljewitsch (1930–2016), sowjetischer Konteradmiral
- Akatsuka, Fujio (1935–2008), japanischer Manga-Zeichner
- Akatsuka, Mikhael (* 2000), japanischer Fußballspieler
- Akavia, Miriam (1927–2015), israelische Schriftstellerin
- Akay, Aydın Sefa (* 1950), türkischer Diplomat und Richter
- Akay, Batuhan (* 1995), türkischer Eishockeyspieler
- Akay, Büşra (* 2005), türkische Sprinterin
- Akay, Elter (* 1940), türkischer Kugelstoßer, Jugend-Volleyballtrainer
- Akay, Ezel (* 1961), türkischer Schauspieler, Filmregisseur und -produzent
- Akay, Izzet (1949–2002), türkischer Kameramann
- Akay, Miray (* 2000), ukrainisch-türkische Schauspielerin
- Akay, Şenay (* 1980), türkische Schauspielerin und Model
- Akay, Sezgi Sena (* 1991), türkische Schauspielerin, Model und ehemalige Volleyballspielerin
- Akaydin, Samet (* 1994), türkischer Fußballspieler
- Akazawa Masamichi (1907–1982), japanischer Politiker
- Akazawa, Ryōsei (* 1960), japanischer Politiker
- Akazome, Akiko (1974–2017), japanische Schriftstellerin
- Akazome, Emon († 1041), japanischer Lyrikerin und Schriftstellerin

### Akb
- Akbaba, Çağlar Şahin (* 1995), türkischer Fußballtorhüter
- Akbaba, Emine (* 1987), Fotografin und Dokumentarfilmerin
- Akbaba, Emre (* 1992), französisch-türkischer Fußballspieler
- Akbaba, Eser (* 1979), österreichische Fernsehmoderatorin
- Akbaba, Ülkü (* 1958), türkisch-österreichische Schauspielerin, Dramaturgin, Regisseurin, Film- und Theaterautorin
- Akbal, Nilüfer (* 1969), türkische Sängerin
- Akbar (1542–1605), Sohn Humayuns, Großmogul von Indien (1556–1605)Akbar (1542–1605)

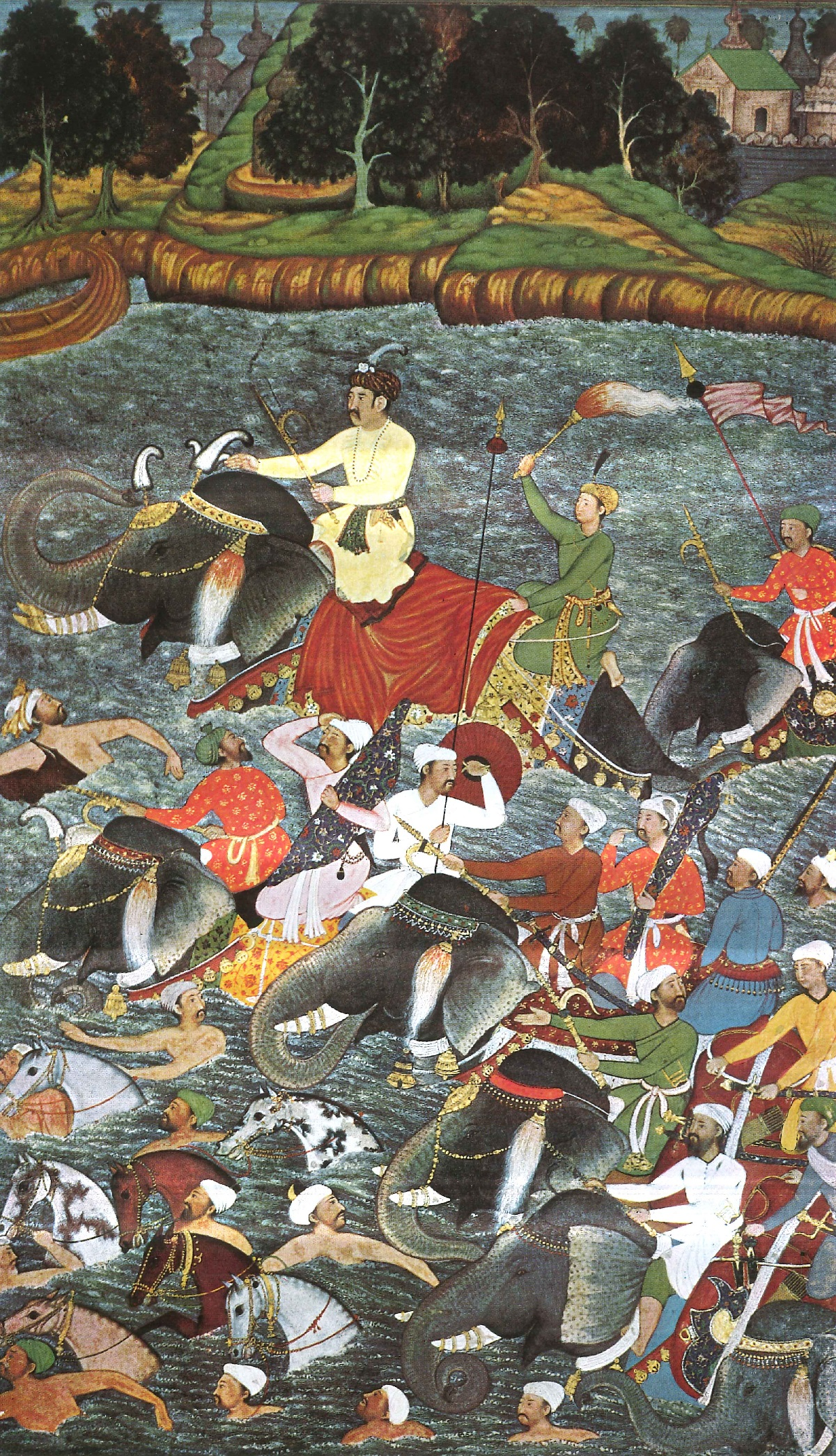
Akbar (1542–1605)

- Akbar Hydari (1869–1941), Politiker des indischen Fürstenstaats Hyderabad
- Akbar Shah II. (1760–1837), Großmogul von Indien
- Akbar, Abdul Jalilul († 1659), Sultan von Brunei
- Akbar, Azim (* 2001), singapurischer Fußballspieler
- Akbar, Hamza (* 1993), pakistanischer Snookerspieler
- Akbar, Harris (* 1998), englischer Boxer
- Akbar, Mohammed (1816–1845), afghanischer Stammesführer
- Akbar, Omar (* 1948), deutscher Stadtplaner
- Akbar, Omar (* 1992), deutscher Schauspieler
- Akbar, Saifullah (* 1999), singapurischer Fußballspieler
- Akbar, Sarimah, malaysische Diplomatin
- Akbaraly, Ylias (* 1959), madagassischer Unternehmer
- Akbari, Ahmad (1947–2022), iranischer Fechter
- Akbari, Alireza (1961–2023), iranischer Politiker, Emigrant im Vereinigten KönigreichAlireza Akbari (1961–2023)

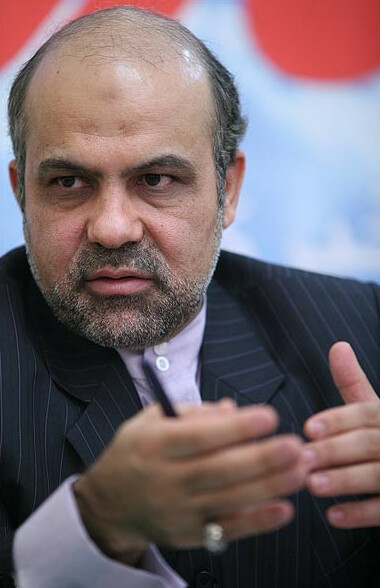
Alireza Akbari (1961–2023)

- Akbari, Javad (* 1989), iranischer Grasskiläufer
- Akbari, Mohammad Anwar (* 1992), afghanischer Fußballspieler
- Akbarizarinkolaei, Essatollah Abbas (* 1992), iranischer Ringer
- Əkbərov, Nizami (* 1960), aserbaidschanischer Chemiker
- Akbarzada, Freschta (* 1996), Schweizer Popsängerin
- Akbarzada, Mir Ali Asghar, afghanischer Fußballtrainer
- Akbarzada, Musa Khan (* 1950), afghanischer Gouverneur
- Akbarzadeh, Masud, deutsch-iranischer Stand-up-Comedian und KabarettistMasud Akbarzadeh

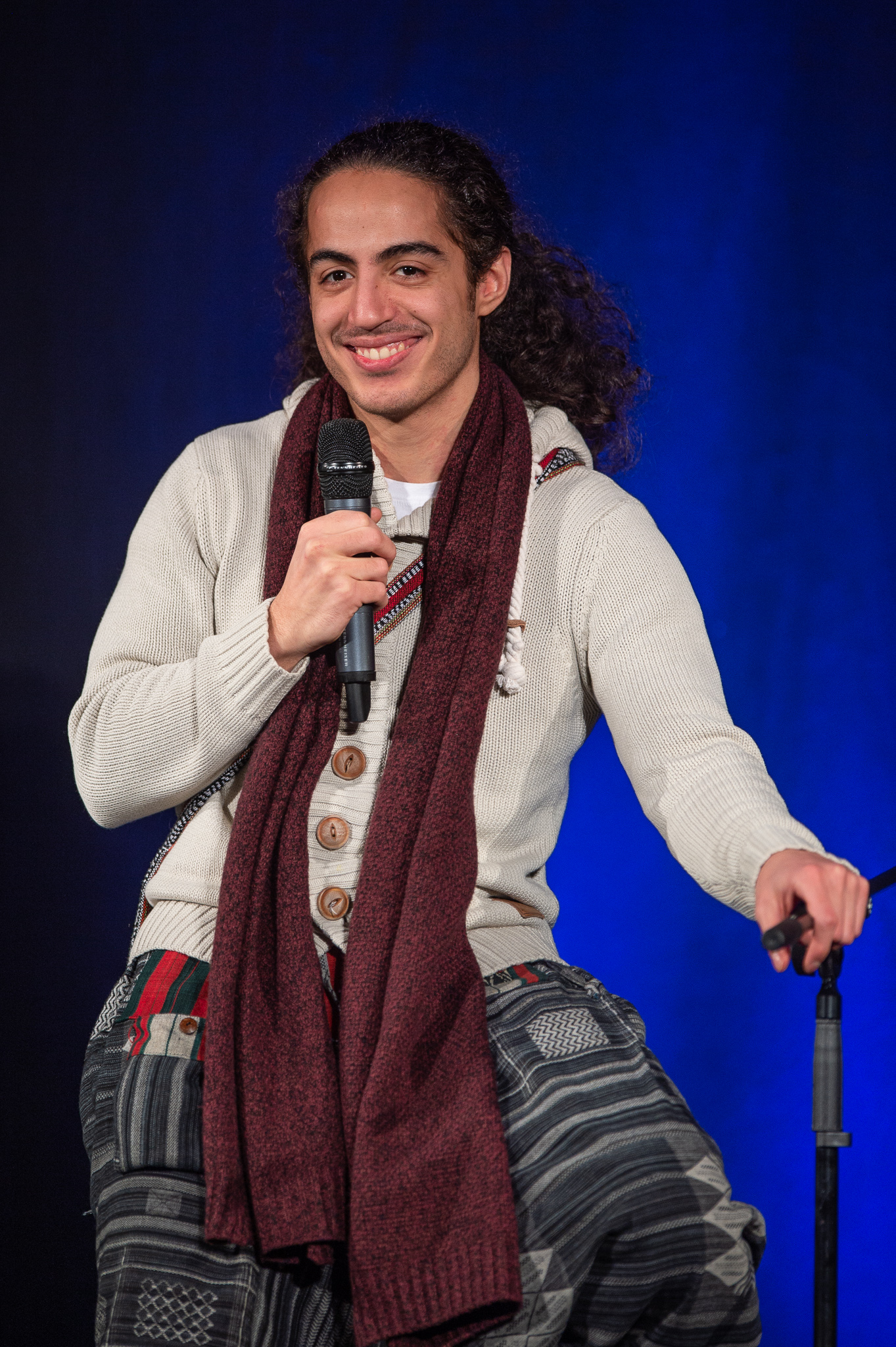
Masud Akbarzadeh

- Akbaş, Ali (* 1965), deutscher Unternehmer
- Akbaş, Başak (* 2000), türkische Tennisspielerin
- Akbaş, Hatice (* 2001), türkische Boxerin und Weltmeisterin
- Akbaş, Hüseyin (1933–1989), türkischer Ringer
- Akbaş, Melda (* 1991), deutsche Buchautorin
- Akbaş, Mustafa (* 1990), türkischer Fußballspieler
- Akbaş, Saffet (* 1968), türkischer Fußballspieler
- Akbaş, Sitare (* 1988), türkische Schauspielerin
- Akbaschew, Roman Radikowitsch (* 1991), russischer Fußballspieler
- Akbaşlı, İsmail (* 1963), türkischer Fußballspieler und -trainer
- Akbaşoğlu, Muhammet Emin (* 1968), türkischer Politiker und Jurist
- Akbaşoğulları, Sezin (* 1981), türkische Schauspielerin
- Akbay, Hamit (* 1900), türkischer Fußballtorhüter
- Akbay, Ismail (1930–2003), türkischer Ingenieur
- Akbay, Nihat (1945–2020), türkischer Fußballspieler
- Akbay, Onur (* 1986), türkischer Fußballspieler
- Akbayir, Hamide (* 1959), deutsche Politikerin (Die Linke), MdL
- Akbayrak, Sebahattin (* 1971), türkischer Fußballtrainer
- Akbayram, Edip (1950–2025), türkischer Komponist und SängerEdip Akbayram (1950–2025)

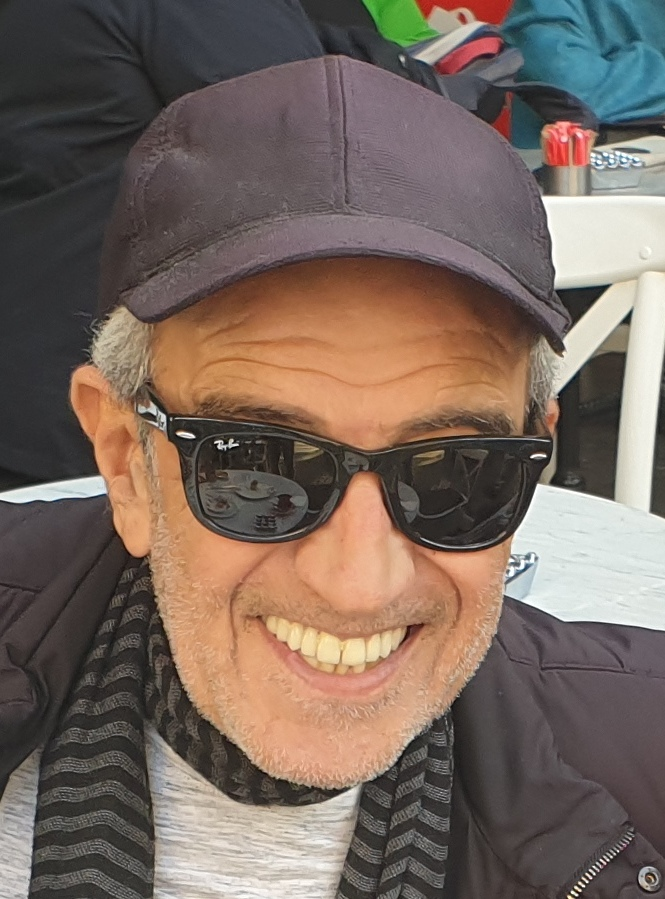
Edip Akbayram (1950–2025)

- Akbaytogan, Ali Sait (1872–1950), osmanischer und türkischer General
- Akbelge, Suzan (* 1974), nordmazedonisch-türkische Schauspielerin
- Akber-Sade, Christian (* 1982), deutscher Fernsehreporter, Sportjournalist
- Akbin, Ayhan (* 1955), türkischer Fußballspieler und -trainer
- Akboga, Kazim (1982–2017), deutscher Werbetexter, YouTuber und Musiker
- Akbulut, Arda (* 2001), türkischer Fußballtorhüter
- Akbulut, Deniz (* 1960), türkische Schauspielerin
- Akbulut, Gökay (* 1982), deutsche Politikerin (Die Linke), MdBGökay Akbulut (* 1982)

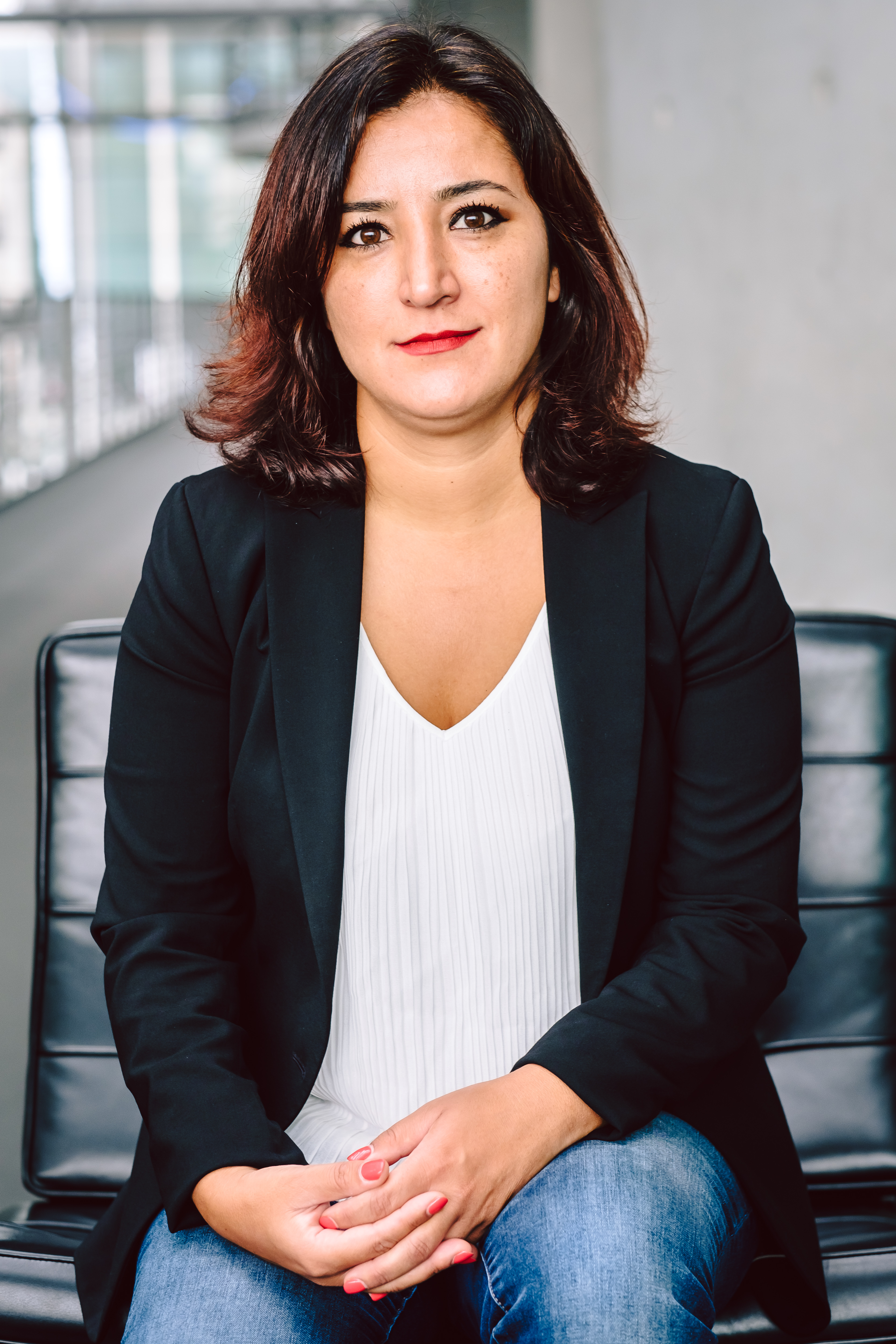
Gökay Akbulut (* 1982)

- Akbulut, Kadir (* 1960), türkischer Fußballspieler
- Akbulut, Melih (* 2006), österreichischer Fußballspieler
- Akbulut, Selim (* 1984), türkischer Fußballspieler
- Akbulut, Selman (* 1949), türkischer Mathematiker
- Akbulut, Veli (* 1995), türkischer Fußballspieler
- Akbulut, Yıldırım (1935–2021), türkischer Jurist und Politiker
- Akbunar, Halil (* 1993), türkischer Fußballspieler
- Akburç, Ali (* 1988), türkischer Fußballspieler

### Akc
- Akca, Kaan (* 1994), türkischer Fußballspieler
- Akça, Münir (1951–2016), türkischer Schauspieler
- Akça, Murat (* 1990), türkischer Fußballspieler
- Akça, Tuncay (1963–2024), türkischer Film- und Fernsehschauspieler
- Akçakın, Artun (* 1993), türkischer Fußballspieler
- Akçal, Erol Yılmaz (1931–2016), türkischer Politiker, Abgeordneter und Minister
- Akçam, Alper (* 1987), türkischer Fußballspieler
- Akçam, Berke (* 2002), türkischer Leichtathlet
- Akçam, Dursun (1930–2003), türkischer Schriftsteller in Deutschland
- Akçam, Taner (* 1953), türkischer Historiker, Soziologe und Autor
- Akcan, Esra (* 1968), türkisch-amerikanische Architektin und Hochschullehrerin
- Akcan, Melda (* 1989), deutsche Taekwondoin
- Akçatepe, Halit (1938–2017), türkischer FilmschauspielerHalit Akçatepe (1938–2017)

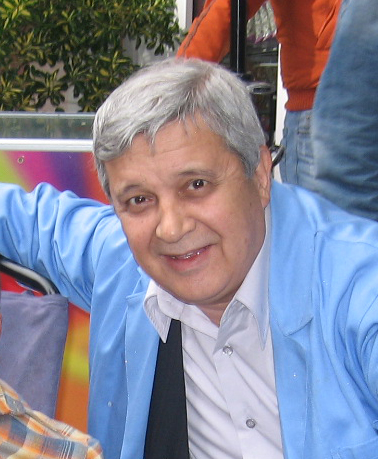
Halit Akçatepe (1938–2017)

- Akçay, Gurbet (* 1995), deutsche Fußballspielerin
- Akçay, Halil İbrahim (* 1960), türkischer Fußballspieler
- Akçay, İsmail (* 1942), türkischer Marathonläufer
- Akçay, Mücahit Can (* 1998), türkischer Fußballspieler
- Akçay, Murat (* 1990), türkischer Fußballspieler
- Akçay, Mustafa (* 1983), türkischer Fußballspieler
- Akçay, Mustafa Reşit (* 1958), türkischer Fußballtrainer
- Akcay, Safak (* 1974), österreichische Politikerin (SPÖ), Landtagsabgeordnete
- Akcayli, Tolga (* 1993), vincentischer Schwimmer, Filmemacher
- Akcelik, Engin (1940–2005), türkischer Schauspieler
- Akçelik, Nefise (1955–2003), türkische Bauingenieurin
- Akchoté, Noël (* 1968), französischer Gitarrist
- Akcicek, Güney (* 2000), österreichischer Fußballspieler
- Akçiçek, Yusuf (* 2006), türkischer Fußballspieler
- Akçıl, Sinan (* 1982), türkischer PopmusikerSinan Akçıl (* 1982)

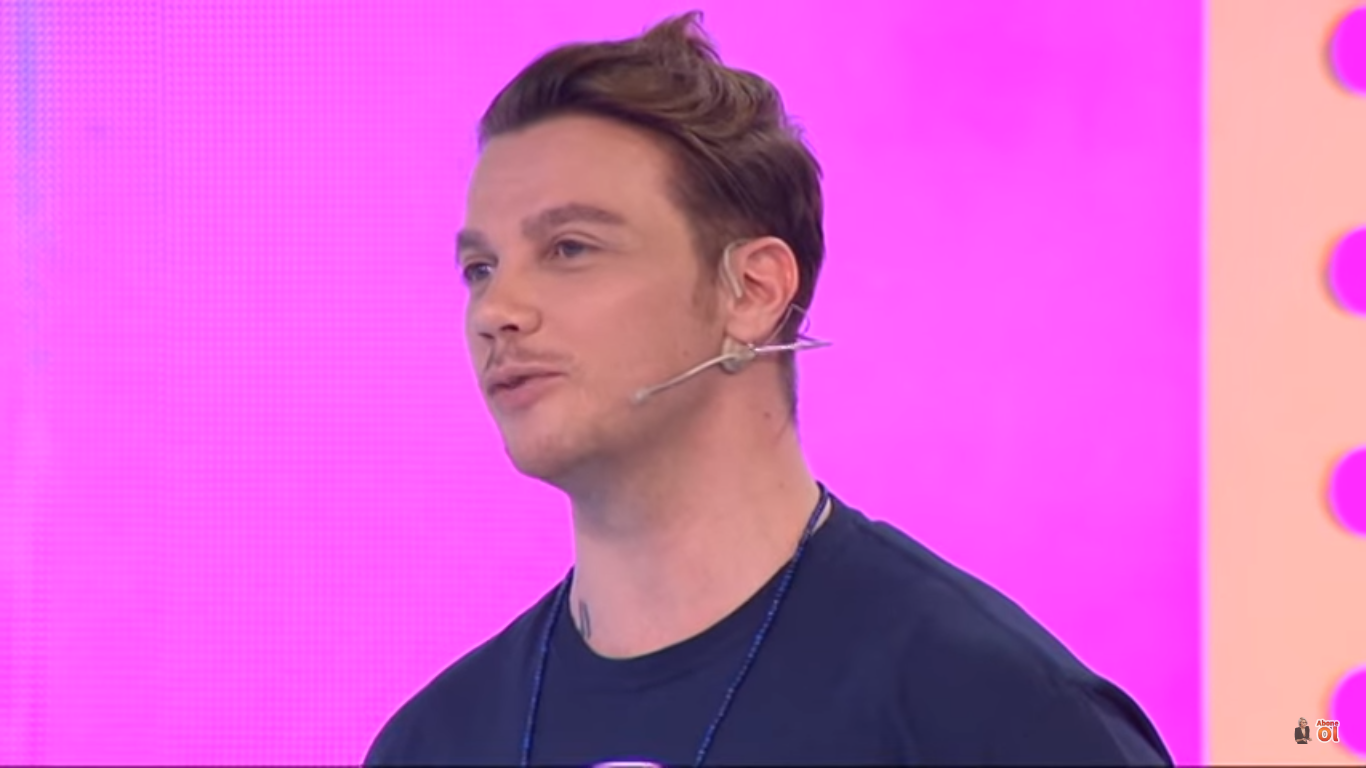
Sinan Akçıl (* 1982)

- Akçokraklı, Osman (1879–1938), krimtatarischer Schriftsteller, Journalist, Historiker, Archäologe, Ethnograf und Lehrer
- Akçöl, Meltem (* 2001), türkische Schauspielerin
- Akçura, Yusuf (1876–1935), Vertreter des Turanismus und Panturkismus

### Akd
- Akdağ, Emre (* 1995), türkischer Fußballspieler
- Akdağ, Erol Can (* 1996), türkischer Fußballspieler
- Akdağ, İbrahim (* 1991), türkischer Fußballspieler
- Akdağ, Meryem (* 1992), türkische Langstreckenläuferin
- Akdağ, Önder (* 1991), türkischer Fußballspieler
- Akdağ, Recep (* 1960), türkischer Politiker und Gesundheitsminister
- Akdağ, Sinan (* 1989), deutscher EishockeyspielerSinan Akdağ (* 1989)

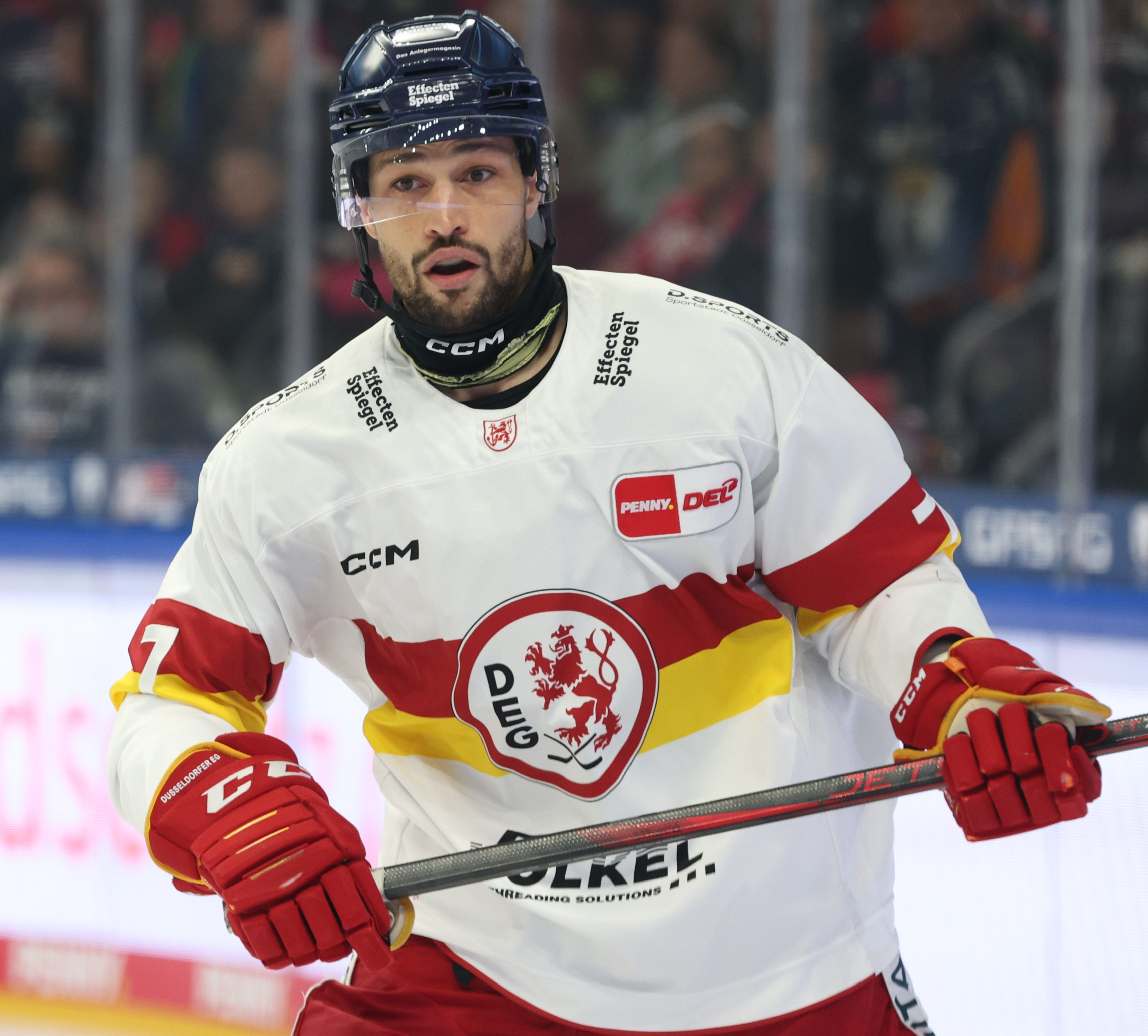
Sinan Akdağ (* 1989)

- Akdağ, Tarık Langat (* 1988), türkischer Hindernis- und Langstreckenläufer kenianischer Herkunft
- Akdağ, Vehbi (1949–2020), türkischer Ringer
- Akdarı, Erdal (* 1993), deutsch-türkischer Fußballspieler
- Akdemir Şahin, Ayşegül (* 1979), türkische Schauspielerin
- Akdemir, Ali (* 1963), türkischer Wirtschaftswissenschaftler
- Akdemir, Uğur (* 1988), türkischer Fußballspieler
- Akdeniz, Barbara (* 1960), deutsche Politikerin (Bündnis 90/Die Grünen)
- Akdeniz, Deniz (* 1990), australischer Schauspieler mit türkischen Wurzeln
- Akdeniz, Ersin (* 1987), türkischer Fußballtorhüter
- Akdeniz, Sinan (* 1994), Schweizer Fußballspieler
- Akder, Necati (1901–1986), türkischer politischer Philosoph, Soziologe, Hochschullehrer
- Akdiş, Burak (* 1977), türkischer Fußballspieler
- Akdoğan, İlayda (* 1998), türkische Schauspielerin
- Akdoğan, Muzaffer (* 1980), türkischer Fußballspieler
- Akdoğan, Necla (* 1971), türkische Fußballspielerin
- Akdogan, Onur (* 1994), deutsch-türkischer Fußballspieler
- Akdoğan, Tuncay (1959–2004), alevitisch-türkischer Sänger
- Akdoğan, Yalçın (* 1969), türkischer Journalist und Politiker
- Akdülger, Metin (* 1988), türkischer Film- und Theaterschauspieler
- Akduman, İbrahim Eren (* 1990), türkischer Fußballspieler

### Ake
- Aké Assi, Laurent (1931–2014), ivorischer Botaniker
- Ake, Claude (1939–1996), nigerianischer Politikwissenschaftler
- Ake, David (* 1961), US-amerikanischer Jazzmusiker (Piano, Komposition) und Musikwissenschaftler
- Ake, H. Ross (1878–1954), US-amerikanischer Bankier und Politiker
- Aké, Marley (* 2001), französisch-ivorischer Fußballspieler
- Aké, Nathan (* 1995), niederländisch-ivorischer Fußballspieler
- Akebono, Tarō (1969–2024), US-amerikanischer und japanischer Sumō-Ringer
- Akeboshi (* 1978), japanischer Pop- und Folkmusiker
- Åkeby, Sören (* 1952), schwedischer Fußballtrainer
- Akechi, Mitsuhide (1528–1582), japanischer GeneralAkechi Mitsuhide (1528–1582)

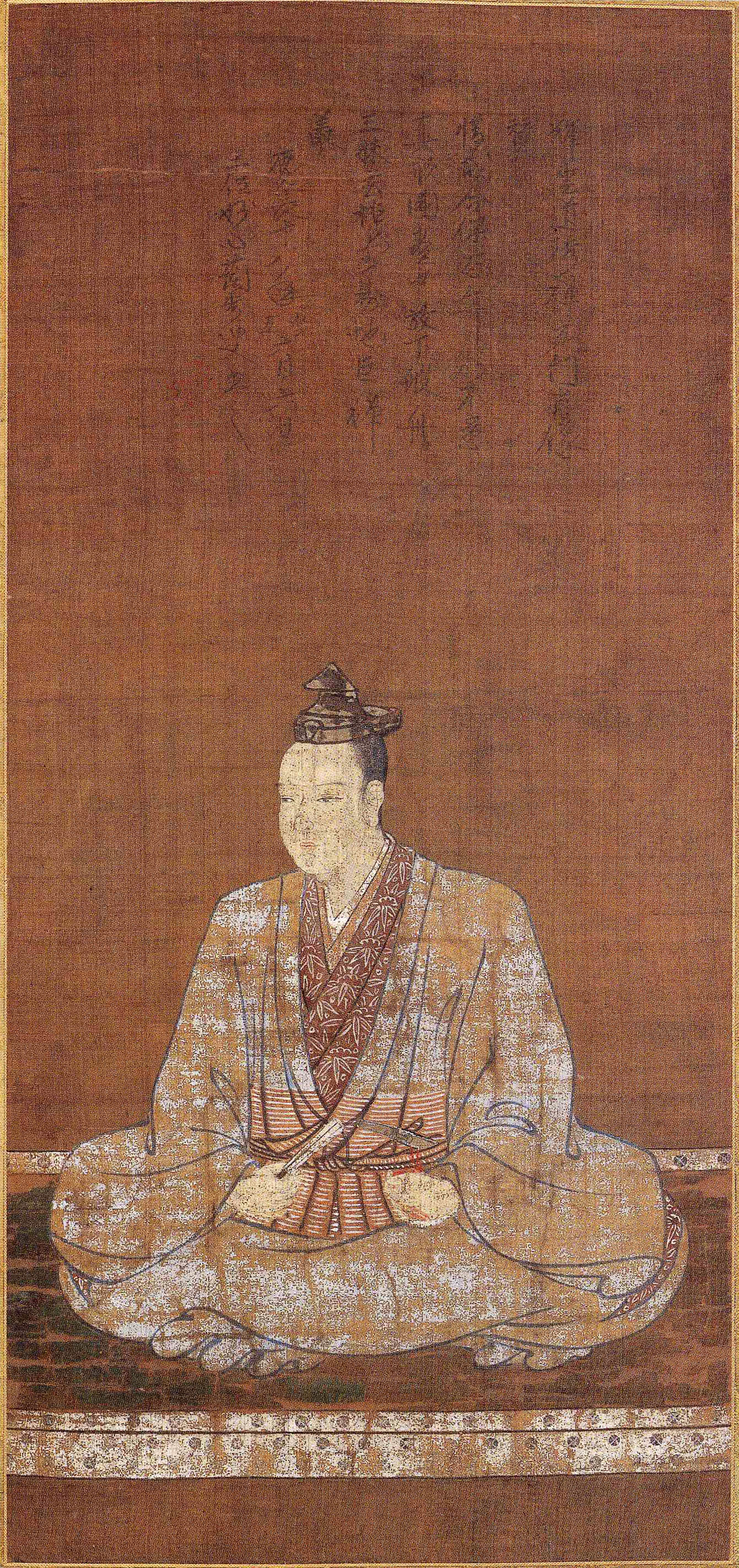
Akechi Mitsuhide (1528–1582)

- Akeeagok, David, kanadischer Politiker (Nunavut)
- Akeeagok, P.J. (* 1984), kanadischer Politiker
- Akefian, Mohammad (* 1984), iranischer Sprinter
- Akehurst, John (1930–2007), britischer General
- Akel, Friedrich Karl (1871–1941), estnischer Politiker und Diplomat
- Akelaitis, Mikalojus (1829–1887), litauischer Schriftsteller
- Akelé, Stanislas, beninischer Fußballspieler
- Akeley, Carl Ethan (1864–1926), amerikanischer Jäger, Taxidermist, Naturforscher, Professor, Künstler und Erfinder
- Akeley, Delia (1875–1970), US-amerikanische Entdeckerin und Autorin
- Akeley, Lewis Ellsworth (1861–1961), US-amerikanischer Naturwissenschaftler sowie Hochschullehrer
- Akeley, Mary Jobe (1878–1966), US-amerikanische Entdeckerin, Naturforscherin, Fotografin, Kartografin und Autorin
- Akeli, Serafina (* 1978), samoanische Speerwerferin
- Akello, Grace (* 1950), ugandische Dichterin, Volkskundlerin und Politikerin
- Akeman, David (1915–1973), US-amerikanischer Country-Musiker
- Aken, Adolph Christoph von (1713–1768), deutscher evangelisch-lutherischer Geistlicher und Autor
- Aken, Frank van (* 1970), niederländischer Opernsänger
- Aken, Jan van (* 1961), deutscher Biologe und Politiker (Die Linke), MdBJan van Aken (* 1961)

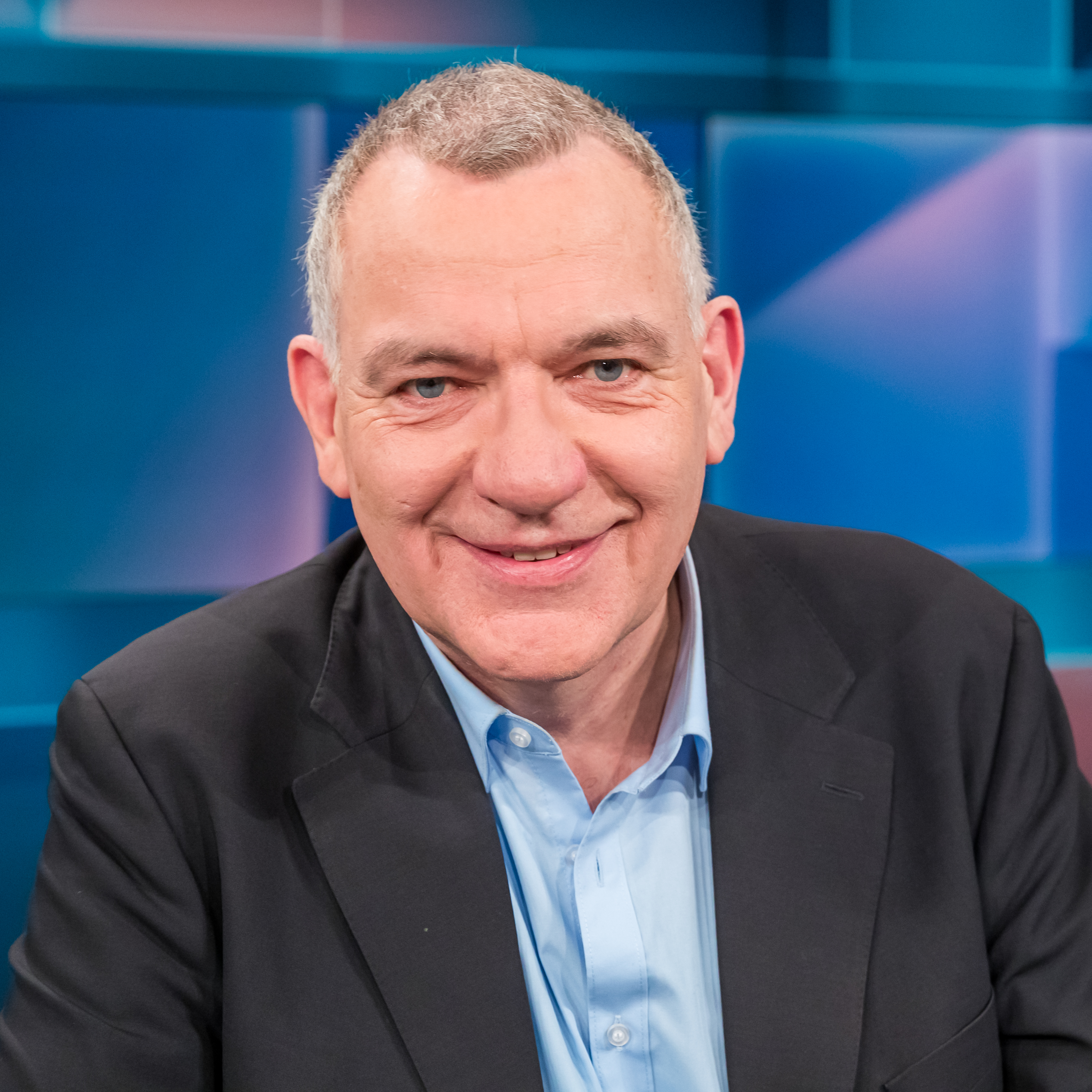
Jan van Aken (* 1961)

- Aken, Jan van (* 1961), niederländischer Schriftsteller
- Aken, Johann († 1689), Maler
- Aken, Johann van (1915–1988), deutscher Politiker (CDU), MdL
- Aken, Joost van (* 1994), niederländischer Fußballspieler
- Aken, Sigrid van (* 1970), Vorstandsvorsitzende der Postcode Lottery Group
- Akendengué, Pierre (* 1943), gabunischer Sänger und Musiker
- Akene, Susan (* 1989), nigerianische Sprinterin
- Akens, Jewel (1933–2013), US-amerikanischer Sänger
- Akenside, Mark (1721–1770), englischer Arzt und Dichter
- Akenson, Donald (* 1941), US-amerikanischer Historiker und Schriftsteller
- Akentjew, Anatoli Wassiljewitsch (1939–2023), sowjetischer Skilangläufer
- Akepsimas, Jo (* 1940), griechisch-französischer Chansonnier und Komponist
- Aker, Hüseyin Avni (1899–1944), türkischer Sportfunktionär
- Aker, Mustafa Ertuğrul (1892–1961), türkischer Offizier
- Aker, Tim Mark (* 1985), britischer Politiker, MdEP
- Akera, Kankō (1740–1800), japanischer Lyriker
- Åkerberg, Erik (1860–1938), schwedischer Komponist
- Åkerblad, Johan David (1763–1819), schwedischer Diplomat, Paläograf und Orientalist
- Åkerblom, Anne (* 1960), finnische Judoka
- Åkerblom, Fredrik (1839–1901), schwedischer Zeitschriftenredakteur, Autor und Reichstagsabgeordneter
- Akerboom, Kees (* 1952), niederländischer Basketballspieler
- Akeret, Alexandra (* 1973), Schweizer Politikerin (SP) und Kantonsrätin
- Akeret, Erwin (1915–1987), Schweizer Politiker (BGB/SVP)
- Åkerfeldt, Mikael (* 1974), schwedischer RockmusikerMikael Åkerfeldt (* 1974)

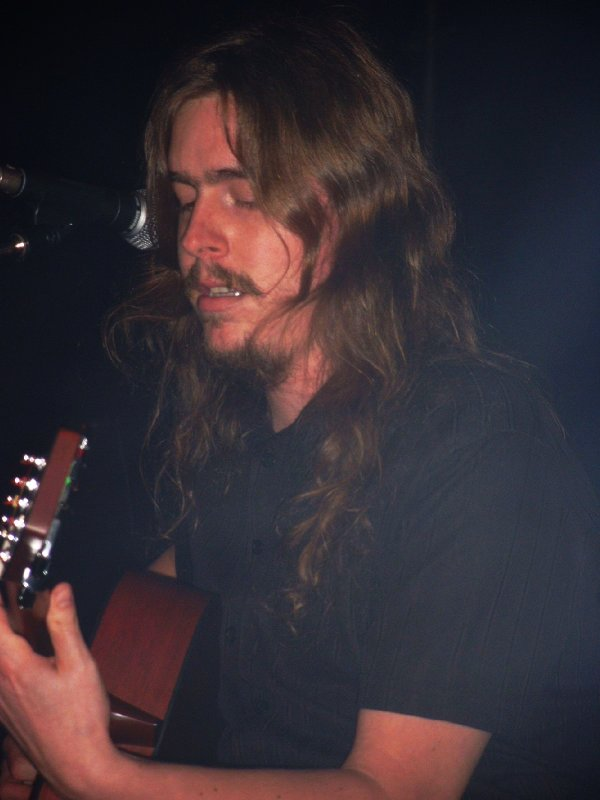
Mikael Åkerfeldt (* 1974)

- Akerhaugen, Toril Hetland (* 1982), norwegische Fußballspielerin
- Åkerhielm, Anna (1642–1698), schwedische Hofdame, Reisende und Tagebuchschreiberin
- Åkerhielm, Gustaf (1833–1900), schwedischer Jurist, Mitglied des Riksdag und Premierminister
- Åkerhielm, Sigrid (1875–1967), schwedische Heilgymnastikerin und Frauenrechtlerin
- Åkerlindh, Nils (1913–1992), schwedischer Ringer
- Akerlof, George A. (* 1940), US-amerikanischer Wirtschaftswissenschaftler
- Åkerlund, Eric (* 1943), schwedischer Schriftsteller und Lehrer
- Åkerlund, Gunnar (1923–2006), schwedischer Kanute
- Åkerlund, Jonas (* 1965), schwedischer Musikvideo- und FilmregisseurJonas Åkerlund (* 1965)

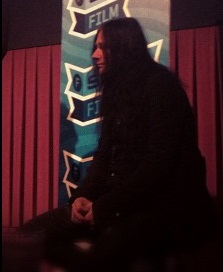
Jonas Åkerlund (* 1965)

- Åkerlund, Olle (1911–1978), schwedischer Segler
- Akerma, Karim (* 1965), deutscher Philosoph und Übersetzer
- Akerman, Achim von (1909–1945), deutschbaltischer Schriftsteller und Philologe
- Akerman, Amos T. (1821–1880), US-amerikanischer Jurist und Politiker (Republikanische Partei)
- Akerman, Andreas (1723–1778), schwedischer Kupferstecher und Hersteller von Globen
- Akerman, Chantal (1950–2015), belgische Filmregisseurin, Drehbuchautorin und Schauspielerin
- Akerman, Jacqueline (* 1976), kanadische Biathletin und Biathlontrainerin
- Åkerman, Johan (* 1972), schwedischer Eishockeyspieler und -trainer
- Åkerman, Malin (* 1978), schwedisch-amerikanische SchauspielerinMalin Åkerman (* 1978)

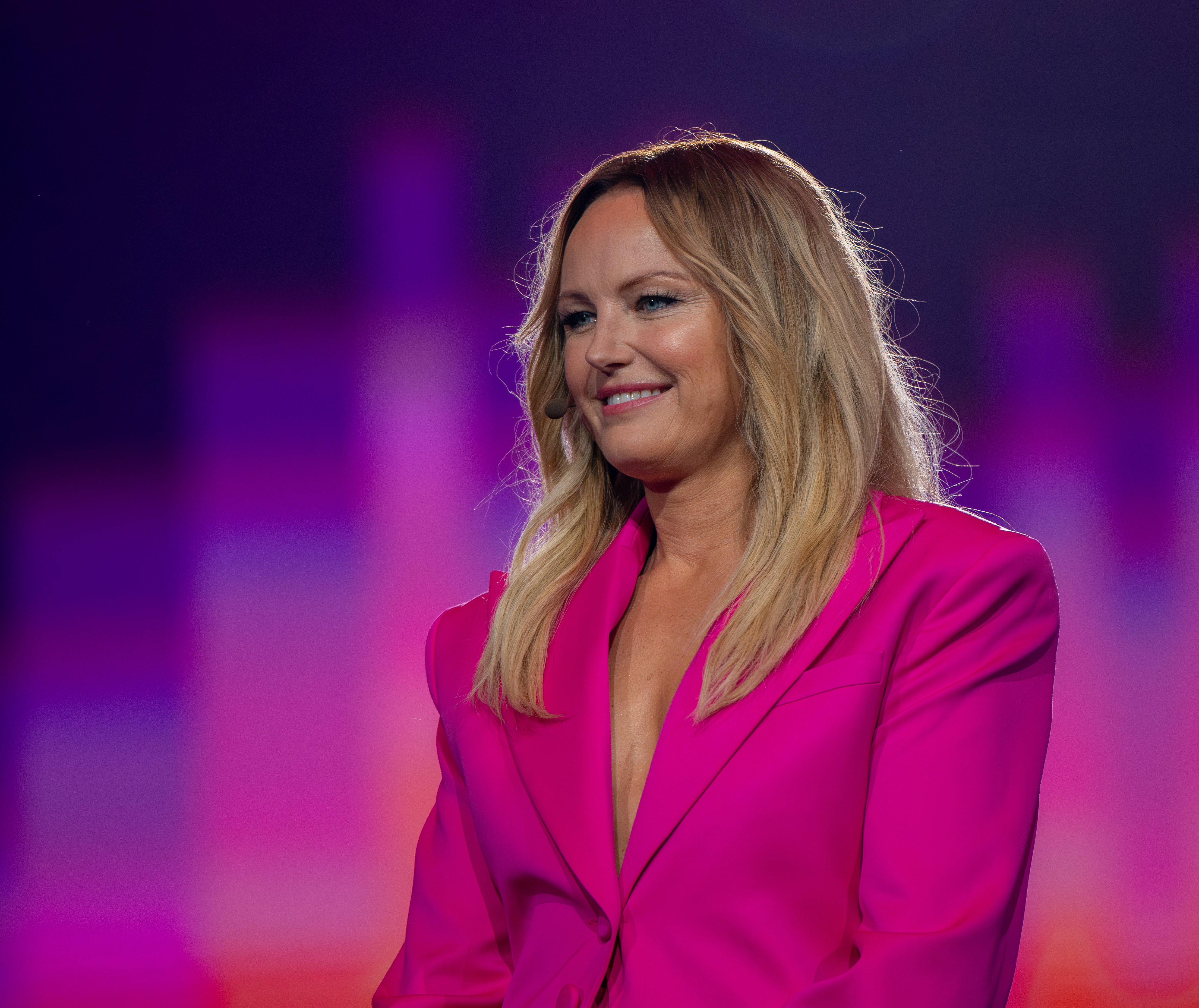
Malin Åkerman (* 1978)

- Akerman, Mariano (* 1963), argentinischer Maler und Kunsthistoriker
- Åkerman, Per Larsson (1826–1876), schwedischer Orgelbauer
- Akerman, Pıtırcık (* 1962), türkische Schauspielerin und Balletttänzerin
- Akerman, Rachel († 1544), Dichterin
- Åkerman, Rickard (* 1991), schwedischer Handballspieler
- Akermann Silva (* 1995), venezolanisch-chilenischer Fußballspieler
- Akermann-Hasslacher, Bertha (1840–1904), deutsche Schriftstellerin
- Åkermark, Arne (1902–1962), schwedischer Filmarchitekt
- Åkermark, Björn (* 1933), schwedischer Chemiker
- Akers, Angela (* 1976), US-amerikanische Beachvolleyballspielerin und -trainerin
- Akers, Cam (* 1999), US-amerikanischer American-Football-Spieler
- Akers, Charlie (1939–2016), US-amerikanischer Skilangläufer und Biathlet
- Akers, David (* 1974), US-amerikanischer American-Football-Spieler
- Akers, Dolly (1901–1986), US-amerikanische Politikerin
- Akers, Garfield, US-amerikanischer Bluesmusiker
- Akers, John F. (1906–1967), US-amerikanischer Botaniker
- Akers, John Fellows (1934–2014), US-amerikanischer Manager
- Akers, Karen (* 1945), US-amerikanische Schauspielerin und Sängerin
- Akers, Michelle (* 1966), US-amerikanische Fußballspielerin
- Akers, Ronald L. (1939–2024), US-amerikanischer Soziologe und Kriminologe
- Akers, Thomas Dale (* 1951), US-amerikanischer Astronaut
- Akers, Thomas Peter (1828–1877), US-amerikanischer Politiker
- Akers, Tim (* 1972), US-amerikanischer Schriftsteller
- Akers, Vic (* 1946), englischer Fußballspieler und -trainer
- Akers-Douglas, Aretas, 1. Viscount Chilston (1851–1926), britischer Peer und Politiker (Conservative Party)
- Akers-Douglas, Aretas, 2. Viscount Chilston (1876–1947), britischer Peer und Diplomat, Mitglied des House of Lords
- Akersloot-Berg, Betzy (1850–1922), norwegisch-niederländische Landschafts- und Marinemalerin
- Akerson, Daniel (* 1948), US-amerikanischer Manager
- Akerson, George E. (1889–1937), US-amerikanischer Journalist und Pressesprecher
- Akerson, Rom (* 1984), costa-ricanischer Triathlet
- Åkerstrøm, Dion (* 1973), dänischer Bahnradsportler
- Åkerström, Fabian (* 1988), schwedischer Tischtennisspieler
- Åkerström, Fred (1937–1985), schwedischer Liedermacher und Sänger
- Åkerström, Frida (* 1990), schwedische Leichtathletin
- Akert, Ernst (* 1871), Schweizer Freidenker
- Akert, Konrad (1919–2015), Schweizer Hirnforscher und Rektor der Universität Zürich
- Akesaka, Satomi (* 1988), japanische Seiyū, Schauspielerin und Musikerin
- Akesbi, Hassan (1934–2024), marokkanischer Fußballspieler
- Akesbi, Karim (* 1977), marokkanischer Skirennläufer
- Akeson, Jason (* 1990), schweizerisch-kanadischer Eishockeyspieler
- Åkesson, Birgit (1908–2001), schwedische Tänzerin und Choreographin
- Åkesson, Fredrik, schwedischer Metal-GitarristFredrik Åkesson

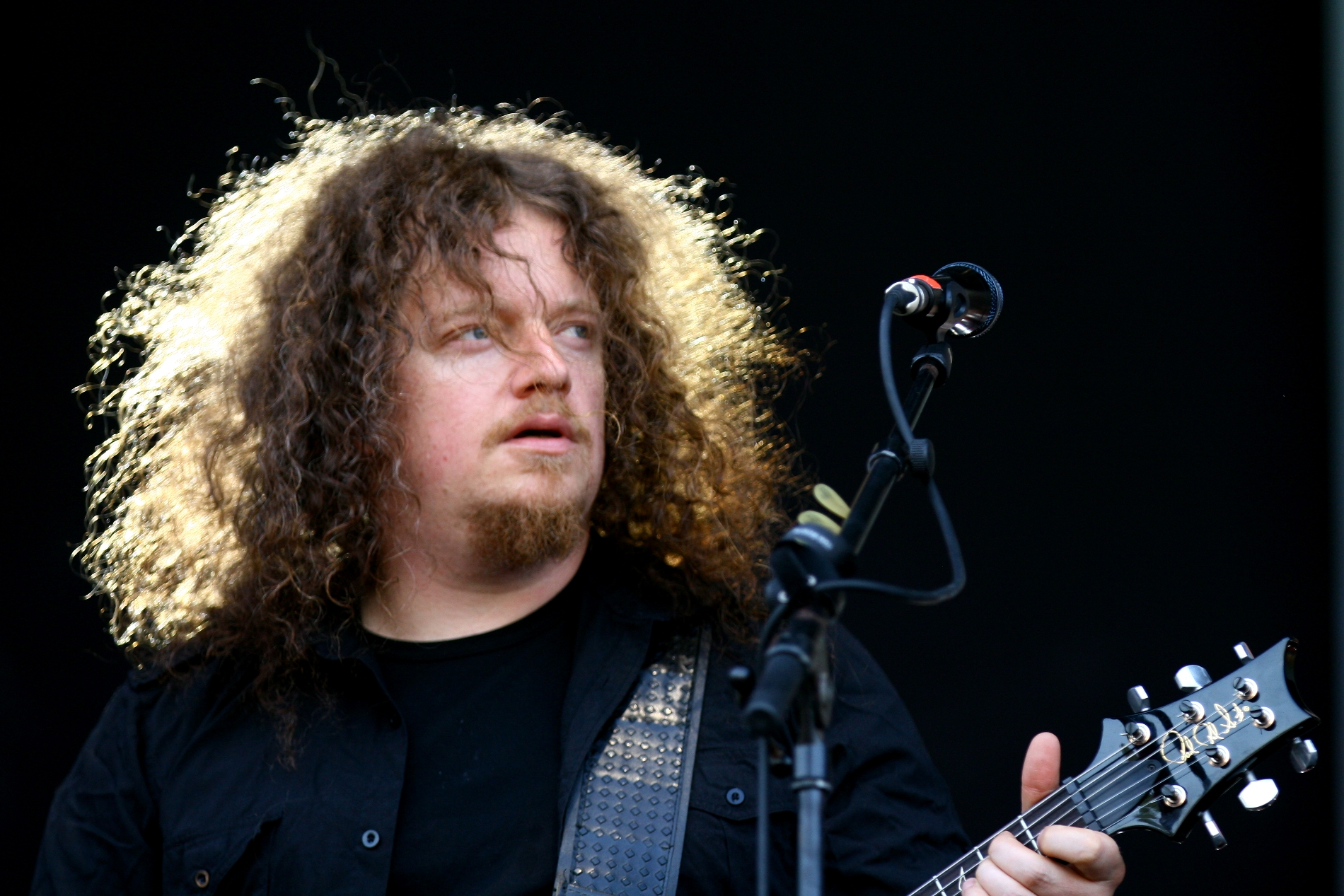
Fredrik Åkesson

- Åkesson, Jimmie (* 1979), schwedischer Politiker (Sverigedemokraterna), Mitglied des RiksdagJimmie Åkesson (* 1979)

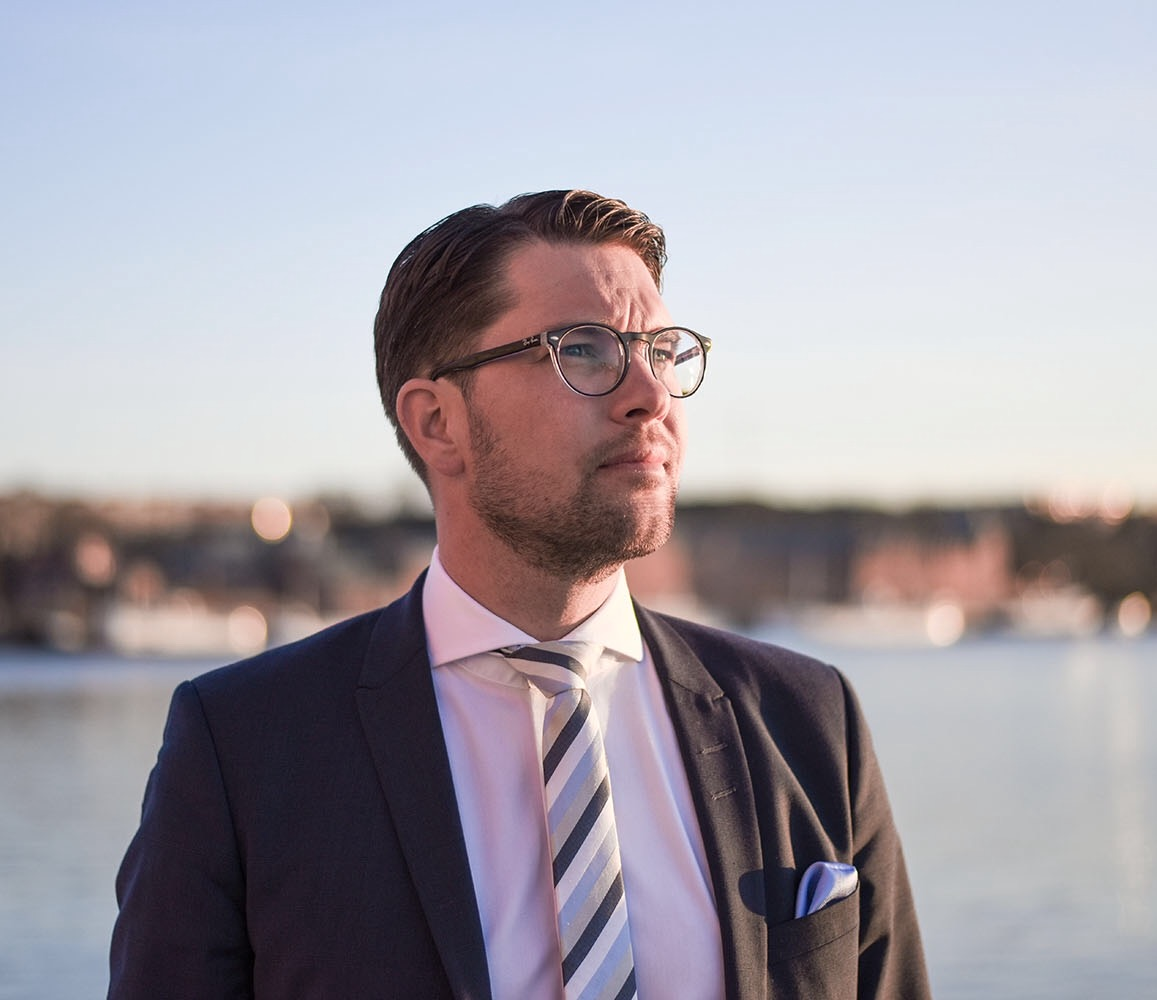
Jimmie Åkesson (* 1979)

- Åkesson, Ralf (* 1961), schwedischer Schachgroßmeister
- Åkesson, Sonja (1926–1977), schwedische Schriftstellerin und Künstlerin
- Akestor, griechischer Bildhauer
- Akestorides, Athener Archon
- Akestorides, griechischer Mythograph
- Akestorides, griechischer Olympiasieger
- Akestorides von Korinth, Strategos in Syrakus
- Aketagawa, Shōji (1950–2024), japanischer Jazzpianist
- Aketxe, Ager (* 1993), spanischer Fußballspieler

### Akg
- Akgöl, İsa (* 1989), türkischer Fußballspieler
- Akgöz, Gizem (* 2001), türkische Weit- und Dreispringerin
- Akgül, Bekir (* 1973), türkischer Eishockeyspieler
- Akgül, Bilal (* 1982), türkischer Mountainbiker und Straßenradrennfahrer
- Akgül, Burak Berkay (* 1997), türkischer Schauspieler
- Akgül, Elif, türkische Journalistin
- Akgül, Ferman (* 1979), türkischer Songwriter und Sänger der Rockband maNga
- Akgül, Oğuz (* 1988), türkischer Leichtathlet
- Akgül, Sezer (* 1988), türkischer Ringer
- Akgül, Taha (* 1990), türkischer Ringer
- Akgün Göktepe, Nurceren (* 1992), türkische Handball- und Beachhandballspielerin
- Akgün, Antigone (* 1993), freischaffende Dramaturgin, Schauspielerin, Performerin und Autorin
- Akgün, Avni (* 1932), türkischer Leichtathlet
- Akgün, Aykut (* 1987), türkischer Fußballspieler
- Akgün, Enes Can (* 1995), französisch-türkischer Fußballspieler
- Akgün, Feride (* 1973), türkische Fußballnationalspielerin
- Akgün, Kaptan Kaan (* 1995), türkischer Fußballspieler
- Akgün, Lale (* 1953), türkisch-deutsche Politikerin (SPD)Lale Akgün (* 1953)

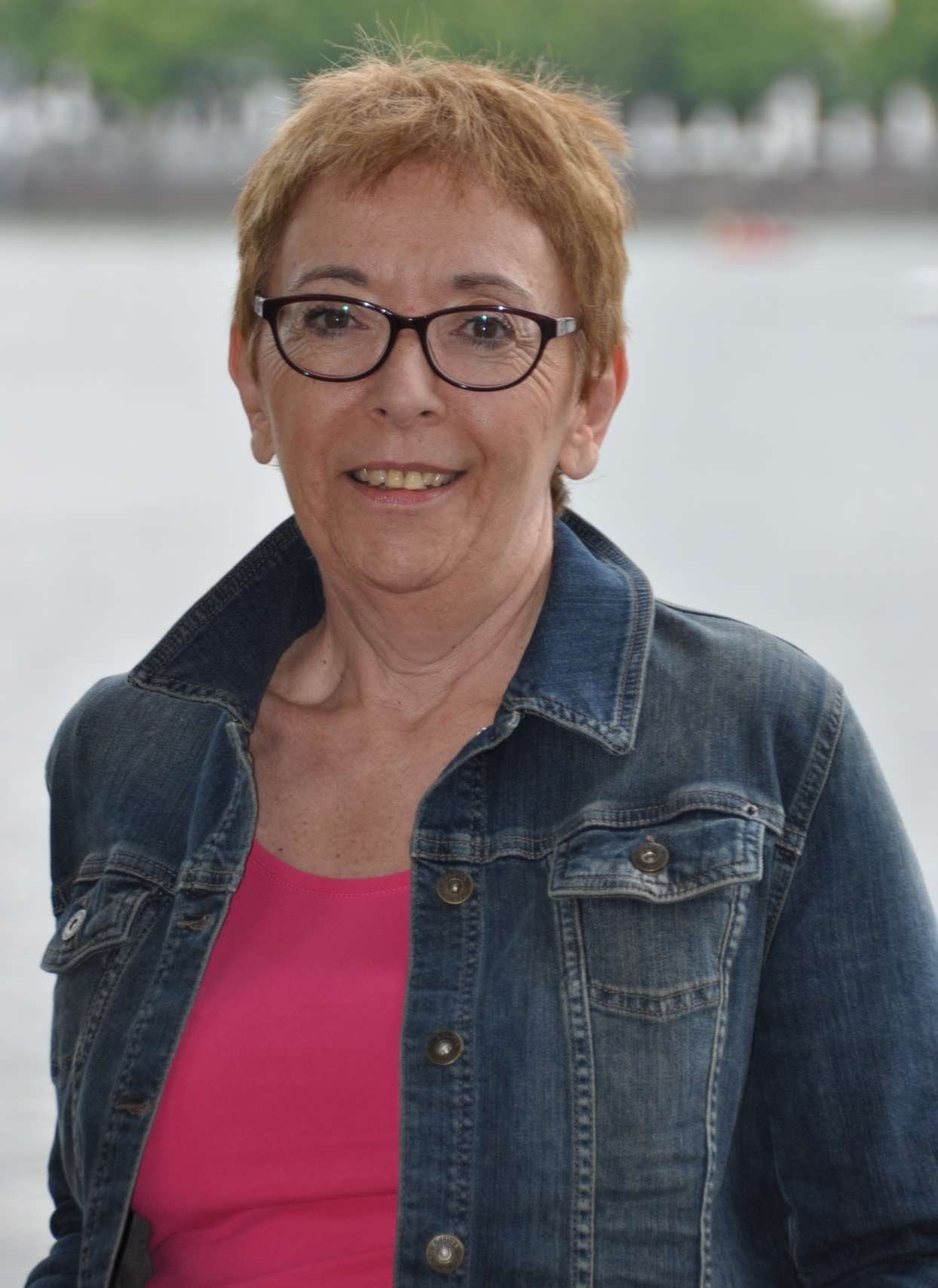
Lale Akgün (* 1953)

- Akgün, Mehmet (* 1986), deutsch-türkischer Fußballspieler
- Akgün, Yunus (* 2000), türkischer Fußballspieler
- Akgün, Yusuf (* 1984), türkischer Schauspieler
- Akgüvercin, Bilal (* 1992), deutsch-türkischer Fußballspieler

### Akh
- Akhan, Selda (* 1969), deutsch-türkische Schauspielerin und Regisseurin
- Akhani, Hossein (* 1965), persischer Botaniker
- Akhanlı, Doğan (1957–2021), türkischer Schriftsteller
- Akharraz, Osama (* 1990), dänisch-marokkanischer Fußballspieler
- Akhavan, Desiree (* 1984), US-amerikanische Schauspielerin, Filmregisseurin und Drehbuchautorin
- Akhavan, Hamid (* 1961), US-amerikanischer Manager
- Akhavan, Navíd (* 1980), iranischer Schauspieler
- Akhbar, Umar (* 1996), singapurischer Fußballspieler
- Akheddiou, Myriem (* 1978), belgisch-marokkanische Schauspielerin
- Akhenaton (* 1968), französischer Rapper
- Akhennouch, Aziz (* 1961), marokkanischer Politiker und UnternehmerAziz Akhennouch (* 1961)

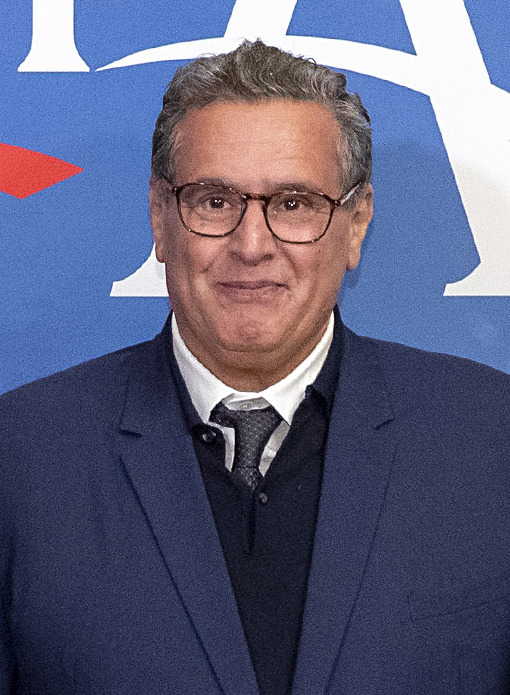
Aziz Akhennouch (* 1961)

- Akhidjan, Ignatius Andreas (1622–1677), katholischer Patriarch von Antiochia der Syrer
- Akhlagi, Davoud (* 1944), iranischer Radrennfahrer
- Akhmanova, Anna (* 1967), russisch-niederländische Zellbiologin
- Akhmat Khan († 1481), Khan der Großen Horde (1465–1481)
- Akhnoukh, Pola Ayoub Matta Usama Shafik (* 1971), ägyptischer koptisch-katholischer Geistlicher und Bischof von Ismayliah
- Akhomach, Ilias (* 2004), spanischer Fußballspieler
- Akhondy, Maryam (* 1957), iranische Sängerin
- Akhondzadeh, Masoud Haji (* 1978), iranischer Judoka
- Akhoundzadeh, Mohammad-Mehdi (* 1955), iranischer Politiker und Diplomat
- Akhtar, Adeel (* 1980), britischer Schauspieler
- Akhtar, Asifa (* 1971), pakistanische Molekularbiologin
- Akhtar, Ayad (* 1970), US-amerikanischer Schriftsteller, Dramatiker und TheaterschauspielerAyad Akhtar (* 1970)

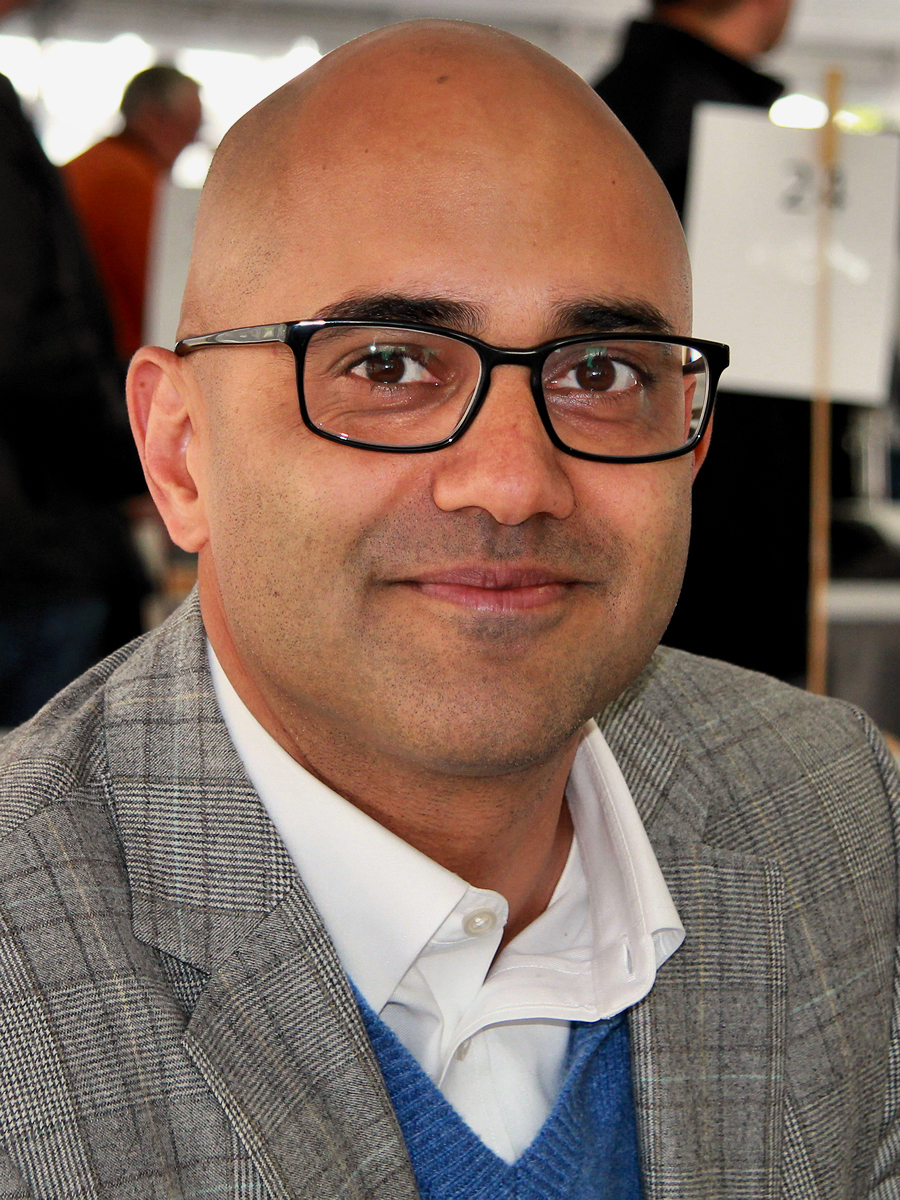
Ayad Akhtar (* 1970)

- Akhtar, Farhan (* 1974), indischer Filmregisseur des Bollywoodfilms
- Akhtar, Gulraiz (1943–2021), pakistanischer Hockeyspieler
- Akhtar, Javed (* 1945), indischer Drehbuchautor, Poet und Liedtexter
- Akhtar, Most Ritu (* 2000), bangladeschische Hochspringerin
- Akhtar, Najma (* 1962), britische Jazz-Sängerin
- Akhtar, Salman (* 1946), indisch-amerikanischer Psychoanalytiker und Hochschullehrer
- Akhtar, Shamim (1924–2020), pakistanische Politikermutter
- Akhtar, Shoaib (* 1975), pakistanischer Cricketspieler
- Akhter, Doli (* 1986), bangladeschische Schwimmerin
- Akhter, Halida Hanum, bangladeschische Ärztin
- Akhter, Sanjida (* 2001), bangladeschische Fußballspielerin
- Akhter, Sayeba (* 1953), bangladeschische Ärztin, Trägerin des Ekushey Padak
- Akhter, Sharmin (* 1995), bangladeschische Cricketspielerin
- Akhter, Shirin (* 1954), Politikerin in Bangladesch
- Akhter, Taslima (* 1974), bangladeschische Fotografin
- Akhund, Dadullah (1966–2007), afghanischer Taliban-Anführer
- Akhund, Iqbal Ahmed (1924–2020), pakistanischer Diplomat
- Akhurst, Daphne (1903–1933), australische Tennisspielerin
- Akhurst, Lucy (* 1975), britische Schauspielerin, Filmregisseurin und Filmproduzentin
- Akhwari, John Stephen (* 1942), tansanischer Langstreckenläufer

### Aki
- Aki Ra, kambodschanischer Kindersoldat und Initiator der Organisation Cambodian Self Help Demining
- Aki, Angela (* 1977), japanische Singer-Songwriterin
- Aki, Bundee (* 1990), neuseeländisch-irischer RugbyspielerBundee Aki (* 1990)

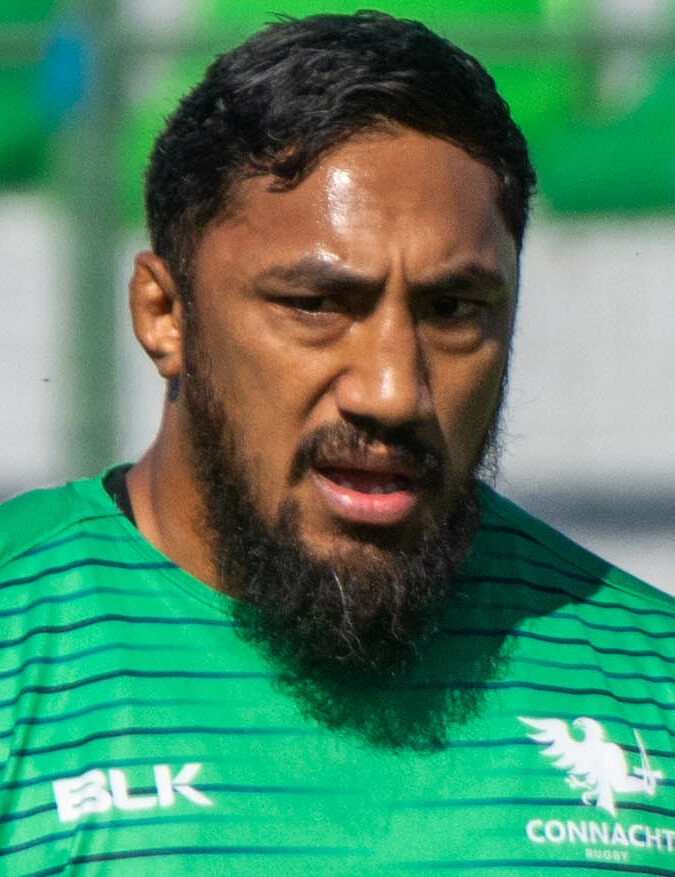
Bundee Aki (* 1990)

- Aki, Erkan (* 1969), Schweizer Popsänger
- Aki, Ginji (* 1994), japanischer Fußballspieler
- Aki, Keiiti (1930–2005), japanischer Seismologe und Geophysiker
- Aki, Masatoshi (* 1990), japanischer Fußballspieler
- Aki-Sawyerr, Yvonne (* 1968), sierra-leonische Politikerin und Bürgermeisterin von Freetown
- Akiba, Masaru (* 1984), japanischer Fußballspieler
- Akiba, Nobuhide (* 1985), japanischer Fußballspieler
- Akiba, Ryūji (* 1984), japanischer Fußballspieler
- Akiba, Tadahiro (* 1975), japanischer Fußballspieler
- Akiba, Tadatoshi (* 1942), japanischer Politiker und Bürgermeister von Hiroshima
- Akiba, Takashi (1888–1954), japanischer Religionssoziologe
- Akiba, Tomoichirō (1903–1983), japanischer Mediziner
- Akiba, Yōichi (* 1983), japanischer Fußballspieler
- Akichi, Joseph (1933–1993), ivorischer römisch-katholischer Geistlicher und Bischof von Grand-Bassam
- Akıcı, Alper (* 1977), türkischer Fußballspieler
- Akid, Mohammed Ali (1949–1979), tunesischer Fußballspieler
- Akide-Udoh, Mercy (* 1975), nigerianische Fußballspielerin
- Akieme, Sergio (* 1997), spanisch-äquatorialguineischer Fußballspieler
- Akihary, Esther (* 1987), niederländische Sprinterin
- Akihary, Monica (* 1964), niederländische Jazz- und Weltmusik-Sängerin
- Akihito (* 1933), emeritierter TennōAkihito (* 1933)

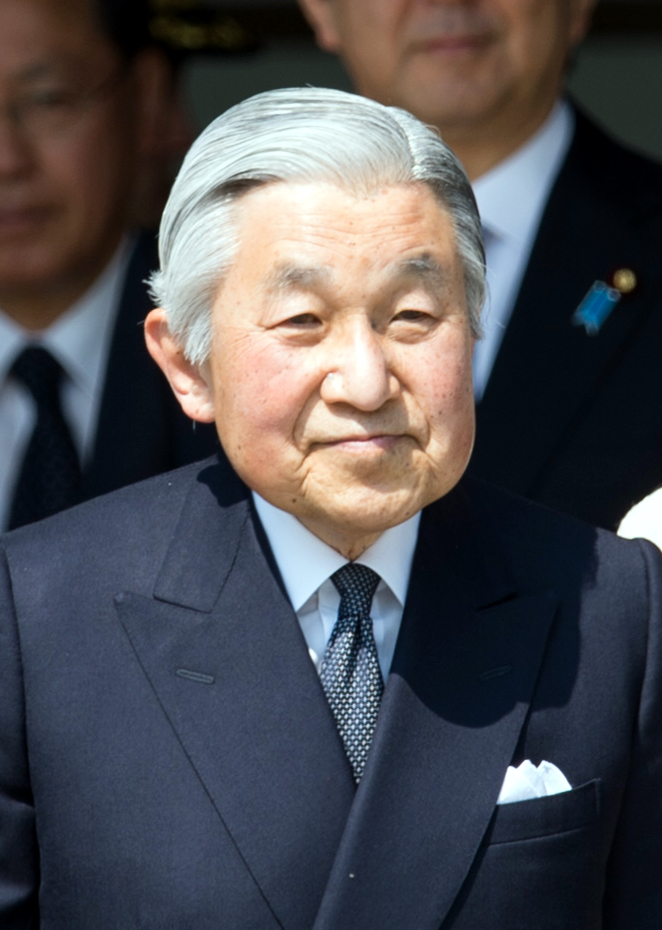
Akihito (* 1933)

- Akii-Bua, John (1949–1997), ugandischer Leichtathlet
- Akikawa, Tetsuya (* 1962), japanischer Autor und Dichter
- Akil, Hakkı (* 1953), türkischer Botschafter
- Akil, Huda (* 1945), syrisch-amerikanische Neurowissenschaftlerin
- Akil, Pelin (* 1986), türkische Schauspielerin
- Akilade, Eubha (* 1998), schottische Schauspielerin und Tänzerin
- Akili, Sid Ali (* 1974), algerischer Tennisspieler
- Akilow, Gleb Pawlowitsch (1921–1986), sowjetischer Mathematiker
- Akilow, Rakhmat, usbekischer Terrorist
- Akimenko, Fjodor (1876–1945), russisch-ukrainischer Komponist, Pianist und Musikpädagoge
- Akimenko, Michail Sergejewitsch (* 1995), russischer Leichtathlet
- Akimitsu, Yoshitaka (* 1929), japanischer Jazzmusiker
- Akimoto, Denis (* 1991), japanischer Eishockeyspieler
- Akimoto, Hiroyuki (* 1986), japanischer Judoka
- Akimoto, Masahiro (* 1956), japanischer Skispringer
- Akimoto, Masahiro (* 1979), japanischer Fußballspieler
- Akimoto, Matsuyo (1911–2001), japanische Bühnenautorin
- Akimoto, Michitaka (* 1982), japanischer Fußballspieler
- Akimoto, Takahiro (* 1998), japanischer Fußballspieler
- Akimoto, Yasushi (* 1958), japanischer Fernsehproduzent, Songwriter, Musikproduzent
- Akimoto, Yōta (* 1987), japanischer Fußballspieler
- Akimov, Pekka (1885–1956), finnischer Komponist, Dirigent und Musikpädagoge
- Akimova, Vera (1959–2009), usbekische Hürdenläuferin
- Akimow, Alexander Fjodorowitsch (1953–1986), sowjetischer Nukleartechniker
- Akimow, Alexei Semjonowitsch (* 1799), russischer Schiffbauer
- Akimow, Anatoli Iwanowitsch (1947–2002), sowjetischer Wasserballspieler
- Akimow, Boris Borissowitsch (* 1946), sowjetisch-russischer Tänzer und Choreograph
- Akimow, Fjodor Jakowlewitsch (1909–1966), sowjetischer Konteradmiral
- Akimow, Maxim Alexejewitsch (* 1970), russischer Politiker
- Akimow, Nikolai Pawlowitsch (1901–1968), sowjetischer Theaterregisseur und -produzent, Bühnenbildner sowie Grafiker
- Akimow, Wjatscheslaw Anatoljewitsch (* 1990), russischer Biathlet
- Akimow, Wladimir Iwanowitsch (1953–1987), sowjetischer Wasserballspieler
- Akimowa, Olga Dmitrijewna (1883–1969), russische bzw. sowjetische Phykologin und Hochschullehrerin
- Akimowa, Tatjana Andrejewna (* 1990), russische Biathletin
- Akin, Abdulsamed (* 1991), deutscher Fußballspieler
- Akin, Asım (* 1940), türkischer Mediziner, Hochschullehrer und Freimaurer
- Akın, Azra (* 1981), türkisches Fotomodell und Schauspielerin
- Akin, Bob (1936–2002), US-amerikanischer Unternehmer, Automobilrennfahrer und Rennstallbesitzer
- Akın, Bülent (* 1978), belgisch-türkischer Fußballspieler
- Akin, Cem (* 1970), Schauspieler
- Akin, Fatih (* 1973), deutscher Filmregisseur türkischer HerkunftFatih Akin (* 1973)

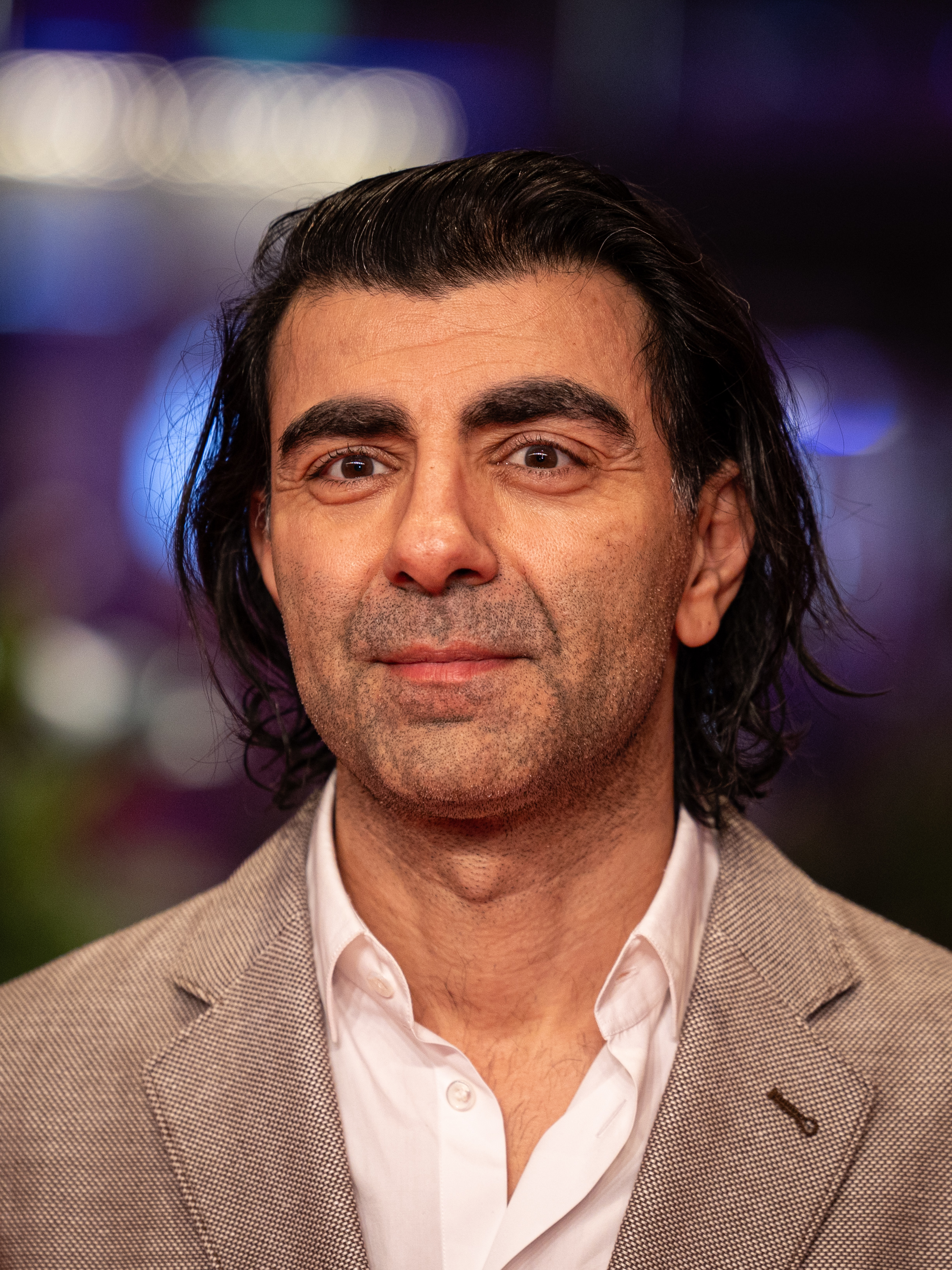
Fatih Akin (* 1973)

- Akın, Feride Hilal (* 1996), türkische Popmusikerin
- Akın, Filiz (1943–2025), türkische Schauspielerin
- Akın, İbrahim (* 1961), türkischer Politiker
- Akın, İbrahim (* 1984), türkischer Fußballspieler
- Akin, Jimmy (* 1965), US-amerikanischer römisch-katholischer Apologet, Autor, Redner und Podcaster
- Akin, Levan (* 1979), schwedischer Filmregisseur und Drehbuchautor
- Akin, Monique, deutsch-mexikanische Schauspielerin und Regisseurin
- Akın, Murat (* 1986), belgisch-türkischer Fußballspieler
- Akin, Philip (* 1950), kanadischer Schauspieler jamaikanischer Herkunft
- Akın, Şenol (* 1984), türkischer Fußballspieler
- Akın, Serhat (* 1981), türkischer FußballspielerSerhat Akın (* 1981)

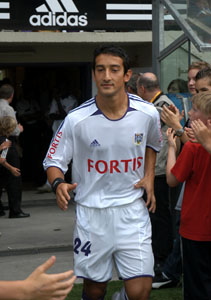
Serhat Akın (* 1981)

- Akin, Spencer (1889–1973), US-amerikanischer Offizier der US Army
- Akin, Theron (1855–1933), US-amerikanischer Politiker
- Akin, Todd (1947–2021), US-amerikanischer Politiker
- Akin, Warren senior (1811–1877), US-amerikanischer Jurist und Politiker
- Akinade, Fisayo (* 1987), britischer Schauspieler
- Akınay, Hasan Hüseyin (* 1994), türkischer Fußballtorhüter
- Akinbiyi, Ade (* 1974), nigerianischer Fußballspieler
- Akinbiyi, Akinbode (* 1946), britisch-nigerianischer Fotograf, Autor und Kurator
- Akıncı, Bülent (* 1967), deutscher Filmregisseur und Drehbuchautor
- Akıncı, Eşref (1912–1990), türkischer General
- Akıncı, Gün (* 1988), türkischer Schauspieler
- Akıncı, Halil (* 1945), türkischer Botschafter
- Akıncı, Mustafa (* 1947), türkisch-zyprischer Politiker
- Akindele, Funke (* 1976), nigerianische Filmschauspielerin, Drehbuchautorin und Filmproduzentin
- Akindele, Oyeronke (* 1946), nigerianische Sprinterin
- Akindele, Tesho (* 1992), kanadischer Fußballspieler
- Akinfejew, Igor Wladimirowitsch (* 1986), russischer Fußballspieler
- Akinfenwa, Adebayo (* 1982), englisch-nigerianischer Fußballspieler
- Akinian, Nerses (1883–1963), armenischer Philologe und Kirchenhistoriker
- Akinidad, nubischer Beamter
- Akinjirin, Ann (* 1984), britische Schauspielerin, Autorin und Theaterregisseurin
- Akinkunle, Adebayo (* 1975), US-amerikanischer Basketballspieler
- Akinkunmi, Taiwo (1936–2023), nigerianischer Staatsbeamter
- Akinleminu, Jide Tom (* 1981), dänischer Kameramann und Filmregisseur
- Akinmurele, Stephen (1978–1999), britischer mutmaßlicher Serienmörder nigerianischer Herkunft
- Akinmusire, Ambrose (* 1982), US-amerikanischer Jazz-Komponist und Trompeter
- Akinnagbe, Gbenga (* 1978), nigerianisch-US-amerikanischer Schauspieler
- Akinnuoye-Agbaje, Adewale (* 1967), britischer SchauspielerAdewale Akinnuoye-Agbaje (* 1967)

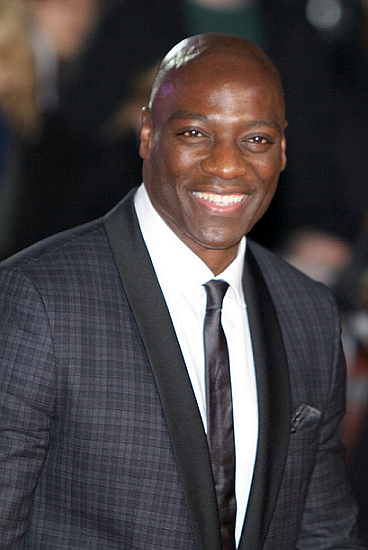
Adewale Akinnuoye-Agbaje (* 1967)

- Akino, Fuku (1908–2001), japanische Malerin
- Akino, Hiroki (* 1994), japanischer Fußballspieler
- Akinola, Ayo (* 2000), kanadisch-US-amerikanischer Fußballspieler
- Akinola, Peter (* 1944), nigerianischer Erzbischof, Metropolit und Primas der anglikanischen Church of Nigeria und Bischof von Abuja
- Akinola, Tim (* 2001), nigerianisch-englischer Fußballspieler
- Akinosun, Morolake (* 1994), US-amerikanische Sprinterin
- Akınözü, Akın (* 1990), türkischer Schauspieler
- Akinradewo, Foluke (* 1987), US-amerikanische Volleyballspielerin
- Akinremi, Omolade (* 1974), nigerianische Leichtathletin
- Akinremi, Omotayo (* 1974), nigerianische Leichtathletin
- Akins, Claude (1918–1994), US-amerikanischer Schauspieler
- Akins, Nia (* 1998), US-amerikanische Leichtathletin
- Akins, Rhett (* 1969), US-amerikanischer Countrysänger und Songschreiber
- Akins, Tyron (* 1986), nigerianischer Hürdenläufer US-amerikanischer Herkunft
- Akins, Virgil (1928–2011), US-amerikanischer Boxer im Weltergewicht
- Akins, Willie (1939–2015), US-amerikanischer Jazzmusiker (Tenorsaxophon) und Musikpädagoge
- Akins, Zoë (1886–1958), US-amerikanische Schriftstellerin
- Akinsanya, Dotun (* 1981), nigerianischer Badmintonspieler
- Akinsanya, Kayode (* 1976), nigerianischer Badmintonspieler
- Akinschina, Oxana Alexandrowna (* 1987), russische Schauspielerin
- Akintaya, Lukas (* 1991), deutscher Jazzmusiker (Schlagzeug, Komposition)
- Akintche, Sudabeh (* 1966), deutsche Richterin am Bundespatentgericht
- Akintola, Alaba (* 2001), nigerianischer Sprinter
- Akintola, Samuel (1910–1966), nigerianischer Politiker
- Akintschyz, Fabijan (1886–1943), belarussischer Politiker
- Akinwande, Henry (* 1965), nigerianisch-britischer Boxer
- Akio, Morita (1921–1999), japanischer Unternehmer
- Akira, Asa, japanisch-amerikanische Pornodarstellerin und ModelAsa Akira

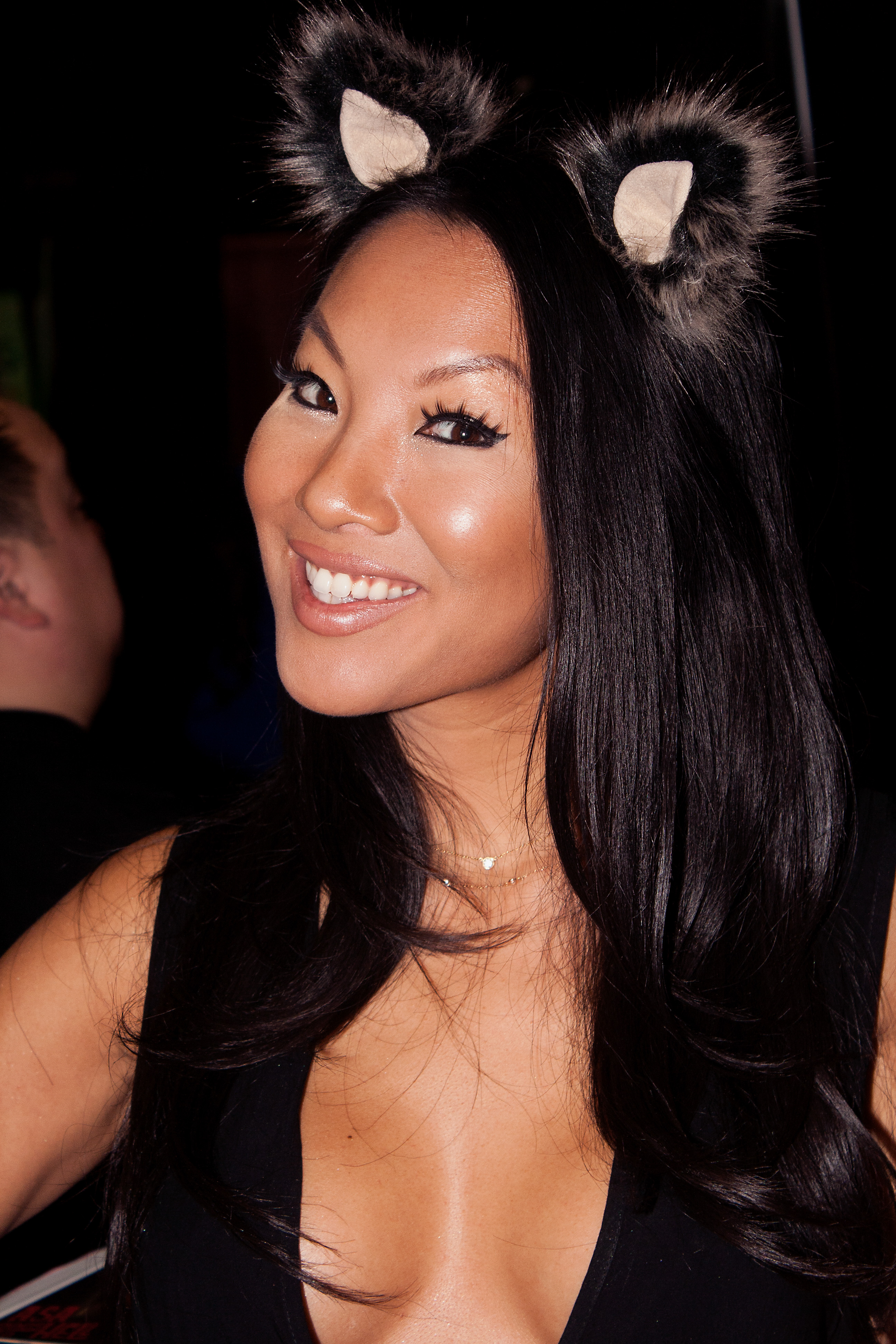
Asa Akira

- Akira, Shizuo (* 1953), japanischer Immunologe
- Akiremy, Georges (* 1983), gabunischer Fußballspieler
- Akischin, Anatoli Iwanowitsch (* 1926), sowjetischer und russischer Kernphysiker
- Akishino (* 1965), japanischer PrinzAkishino (* 1965)

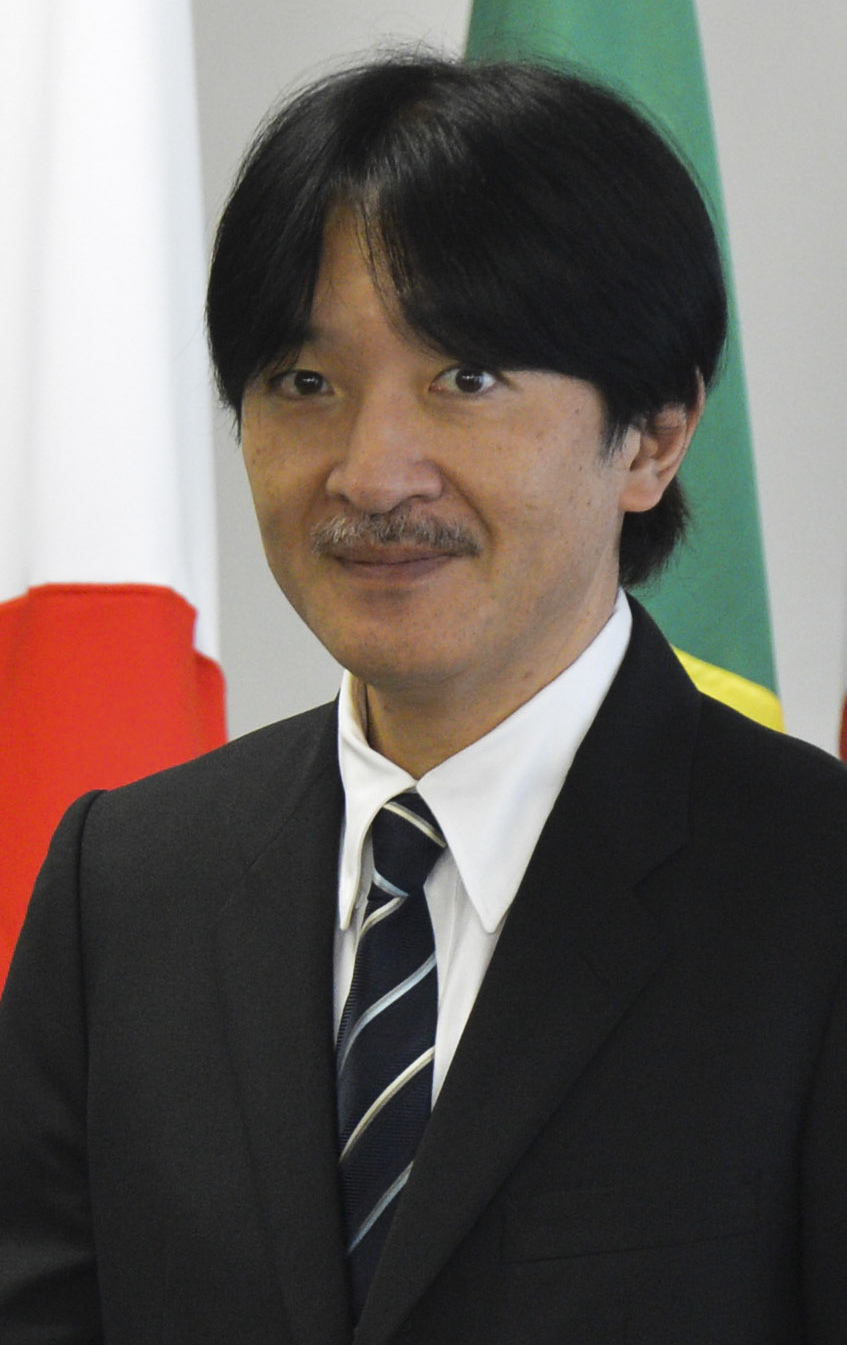
Akishino (* 1965)

- Akishino (* 1966), japanische Ehefrau von Prinz Akishino von Japan
- Akister, John (* 1937), australischer Politiker, Mitglied der Legislativversammlung und Minister von New South Wales
- Akita, Daisuke (1906–1988), japanischer Politiker
- Akita, Hideyoshi (* 1974), japanischer Fußballspieler
- Akita, Masami (* 1956), japanischer Musiker, Künstler
- Akita, Masateru (* 1982), japanischer Fußballspieler
- Akita, Shiho (* 1990), japanische Tennisspielerin
- Akita, Yutaka (* 1970), japanischer Fußballspieler und -trainer
- Akitsu, Mikami, japanische Comiczeichnerin
- Akiwo, Roylin (* 2000), palauische Schwimmerin
- Akiwumi, Augustus Molade, zweiter Sprecher des Parlaments in Ghana
- Akiyama, Daichi (* 1994), japanischer Fußballspieler
- Akiyama, Denis (1952–2018), kanadischer Schauspieler und Synchronsprecher
- Akiyama, Diana, 11. Bischöfin der Diözese Oregon der Episkopalkirche der Vereinigten Staaten von Amerika
- Akiyama, Hiroki (* 2000), japanischer Fußballspieler
- Akiyama, Hiromi (1937–2012), japanischer Bildhauer
- Akiyama, Kazumasa (* 1955), japanischer Jazz- und Fusionmusiker
- Akiyama, Kazuyoshi (1941–2025), japanischer Dirigent
- Akiyama, Kuniharu (1929–1996), japanischer Musikwissenschaftler, Musik- und Kunstkritiker, Dichter und Klangkünstler
- Akiyama, Makio (* 1950), japanischer Astronom
- Akiyama, Masanosuke (1866–1937), japanischer Diplomat und Jurist
- Akiyama, Masao (* 1943), japanischer Badmintonspieler
- Akiyama, Minami (* 1995), japanische Tennisspielerin
- Akiyama, Monzō (1891–1944), Konteradmiral der Kaiserlich Japanischen Marine
- Akiyama, Natsumi (* 1994), japanische Handballspielerin
- Akiyama, Nobutomo (1531–1575), Samurai der Sengoku-Zeit in Japan
- Akiyama, Saneyuki (1868–1918), japanischer Marineoffizier
- Akiyama, Shōtarō (1920–2003), japanischer Fotograf
- Akiyama, Shun (1930–2013), japanischer Literaturkritiker und Buchautor
- Akiyama, Takashi (* 1992), japanischer Fußballspieler
- Akiyama, Takuya (* 1994), japanischer Fußballspieler
- Akiyama, Teisuke (1868–1950), japanischer Politiker und Verleger
- Akiyama, Toshio (* 1929), japanischer Komponist und Professor
- Akiyama, Toyohiro (* 1942), japanischer KosmonautToyohiro Akiyama (* 1942)

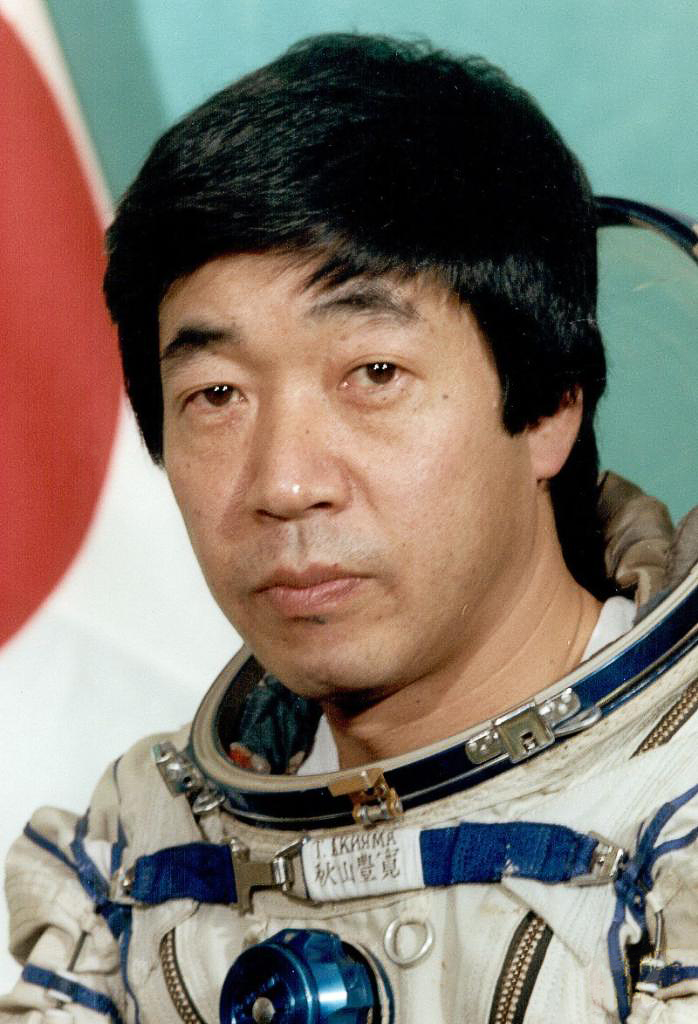
Toyohiro Akiyama (* 1942)

- Akiyama, Yoshifuru (1859–1930), General der kaiserlich japanischen Armee
- Akiyama, Yōsuke (* 1995), japanischer Fußballspieler
- Akiyama, Yuzuki (* 1993), japanische Schauspielerin
- Akiyoshi, Taisuke (* 1989), japanischer Fußballspieler
- Akiyoshi, Toshiko (* 1929), japanische Jazz-Pianistin und Big-Band-Leaderin
- Akizzi, König von Qatna

### Akk
- Akkabi, Achmed (* 1983), niederländischer Schauspieler und Fernsehmoderator marokkanischer Herkunft
- Akkad, Moustapha (1930–2005), syrischer Regisseur und Filmproduzent
- Akkajew, Chadschimurat Magomedowitsch (* 1985), russischer Gewichtheber
- Akkale, Belkıs (* 1954), türkische Sängerin und Schauspielerin
- Akkamis, Gökhan (* 1997), deutscher Politiker (FDP), MdBBGökhan Akkamis (* 1997)

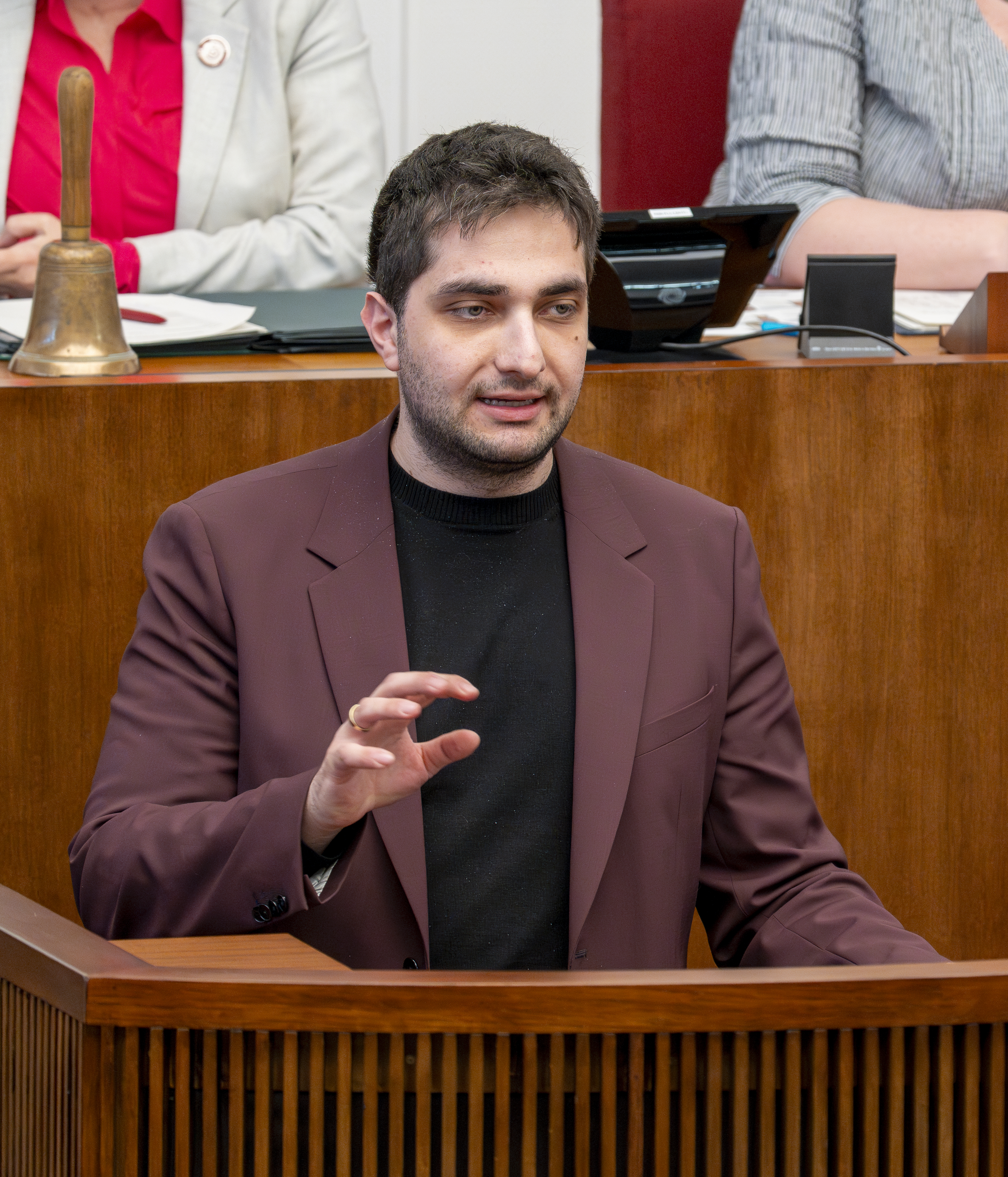
Gökhan Akkamis (* 1997)

- Akkan, Gökhan (* 1995), türkischer Fußballtorhüter
- Akkan, Gökhan (* 1998), türkischer Fußballspieler
- Akkanat, Cem (* 1980), belgisch-türkischer Schauspieler
- Akkaoui, Malika (* 1987), marokkanische Leichtathletin
- Akkapan Nuikaw (* 1986), thailändischer Fußballspieler
- Akkar, Yasemin (* 1982), deutsch-türkischer Popmusiker
- Akkaradech Satarntoong (* 1985), thailändischer Fußballspieler
- Akkari, Ahmed (* 1978), dänischer Imam
- Akkari, André (* 1974), brasilianischer Pokerspieler
- Akkari, Nazem (1902–1985), libanesischer Ministerpräsident
- Akkarin Pittaso (* 1996), thailändischer Fußballspieler
- Akkaş, Emre (* 1998), türkischer Fußballspieler
- Akkaş, Halil (* 1983), türkischer Langstreckenläufer
- Akkawy, Bilal (* 1993), australischer Boxer im Supermittelgewicht
- Akkaya, Begüm (* 1991), türkische Schauspielerin
- Akkaya, Ben (* 1983), deutsch-türkischer Schauspieler und Comedian
- Akkaya, Deniz (* 1977), türkische Schauspielerin und Model
- Akkaya, İlkay (* 1964), kurdisch-alevitische Sängerin und Mitglied der türkischen Musikgruppe Grup Kızılırmak
- Akkaynak, Atakan (* 1999), deutsch-türkischer Fußballspieler
- Akker, John van den (* 1966), niederländischer Radrennfahrer
- Akker, Marion van den (* 1956), niederländische Sängerin (Mezzosopran) und Gesangspädagogin
- Akker, Ryan van den (* 1960), niederländische Sängerin und Synchronsprecherin
- Akkerhaugen, Johs (* 1939), norwegischer Bogenschütze
- Akkeringa, Johannes Evert Hendrik (1861–1942), niederländischer Landschafts- und Stilllebenmaler
- Akkerman, Ferda (* 1964), türkischer Diplomat
- Akkerman, Jan (* 1946), niederländischer Musiker, Rock- und JazzgitarristJan Akkerman (* 1946)

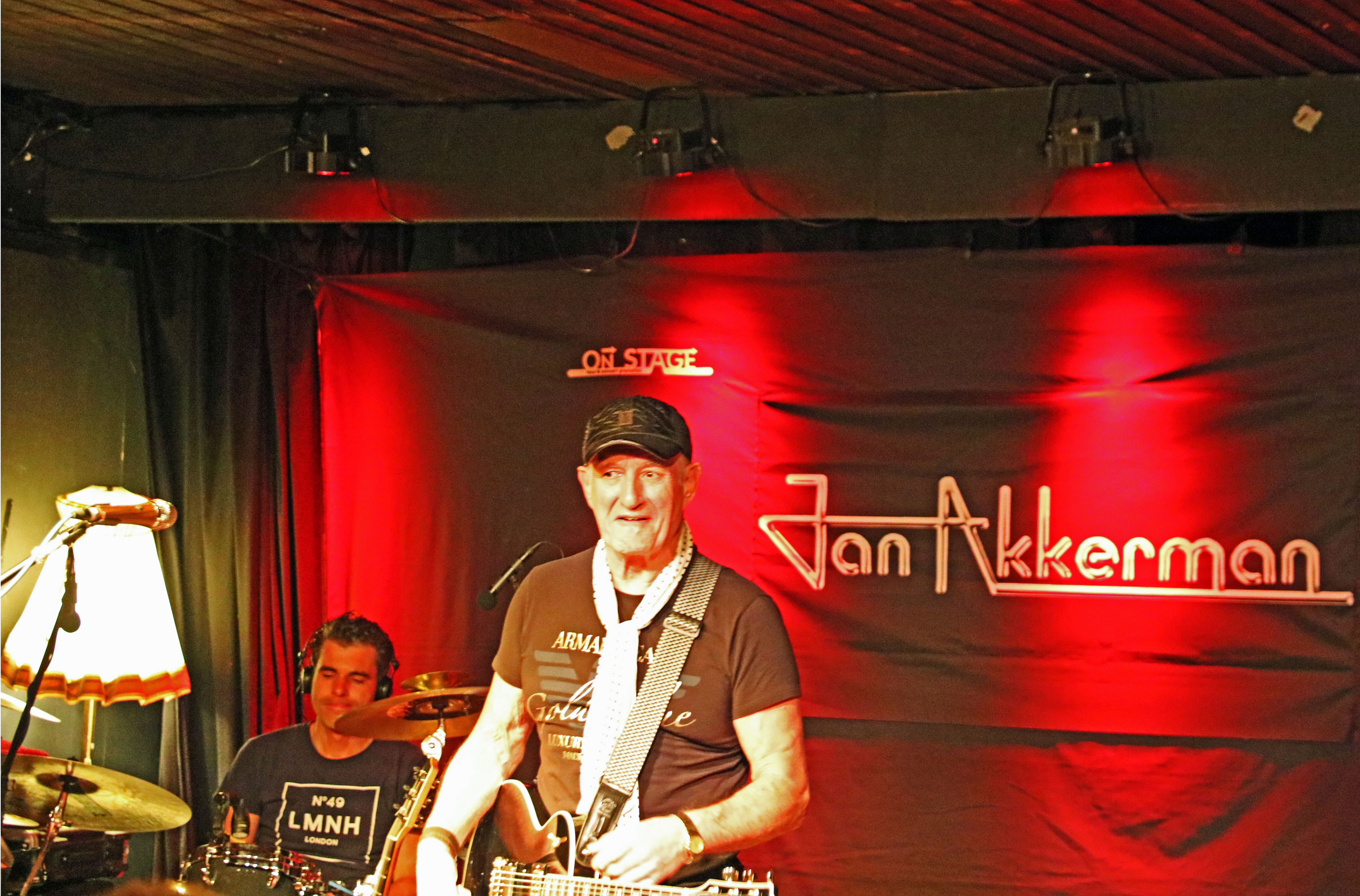
Jan Akkerman (* 1946)

- Akkermann, Annely (* 1972), estnische Politikerin, Mitglied des Riigikogu, Ministerin
- Akkermann, Hartwig (1953–2015), deutscher Autor
- Akkermann, Remmer (* 1943), deutscher Biologe und Hochschullehrer
- Akkermann, Siegfried (* 1935), deutscher Wissenschaftler, Arzt und Autor
- Akkermann, Theo (1907–1982), deutscher Bildhauer
- Akkermans, Jeroen (* 1963), niederländischer Korrespondent
- Akkersdijk, Erik (* 1989), niederländischer Speedcuber
- Akkersdijk, Jan (1887–1953), niederländischer Fußballspieler
- Akkhadet Suksiri (* 2000), thailändischer Fußballspieler
- Akkılıç, Şenol (* 1965), österreichischer Politiker (Grüne), Abgeordneter zum Wiener Landtag und Gemeinderat
- Akkiraz, Sabahat (* 1955), türkische Sängerin und Parlamentsabgeordnete (CHP)Sabahat Akkiraz (* 1955)

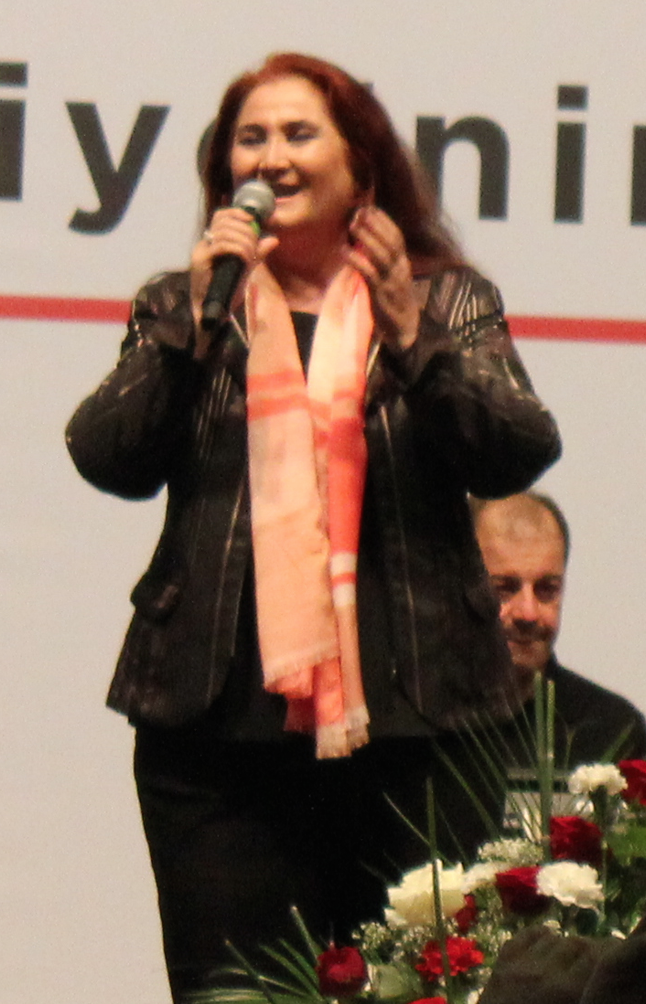
Sabahat Akkiraz (* 1955)

- Akkoç, Nebahat, türkische Frauenrechtlerin
- Akkordéon, Pètrus (* 1971), deutscher Künstler
- Akkouch, Hassan (* 1988), deutsch-libanesischer Schauspieler und Tänzer
- Akkoyun, Umut (* 2000), türkischer Tennisspieler
- Akkullanu, Schreiber, Gelehrter
- Akkunji, Ashwini (* 1987), indische Hürdenläuferin und Sprinterin
- Akkuratow, Walentin Iwanowitsch (1909–1993), sowjetisch-russischer Navigator, Polarforscher und Schriftsteller
- Akkurt, Orhan (* 1985), deutscher Fußballspieler
- Akkuş, Ahmet (* 1944), türkischer Fußballspieler
- Akkuş, Sinan (* 1970), türkischer Regisseur und SchauspielerSinan Akkuş (* 1970)

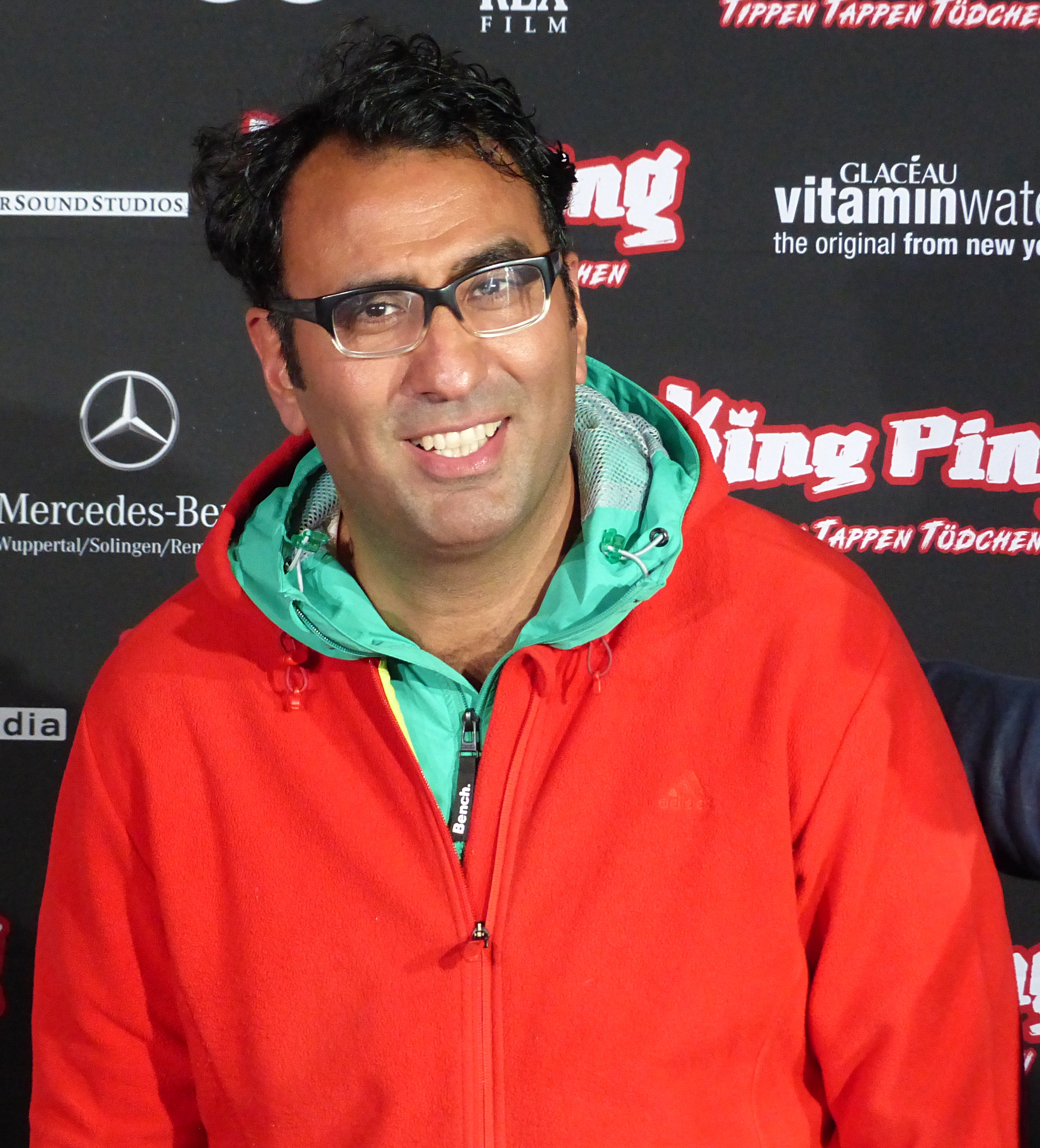
Sinan Akkuş (* 1970)

- Akkuzu, Can (* 1997), französischer Tischtennisspieler

### Akl
- Akl, Joseph (* 1936), libanesischer Jurist, Richter am Internationalen Seegerichtshof
- Akl, Said († 2014), libanesischer Dichter, Philosoph, Autor, Dramatiker und Reformator des Libanesisch-Arabischen
- Akl, Walid (1945–1997), französischer Pianist
- akLaff, Pheeroan (* 1955), US-amerikanischer Jazzmusiker
- Akli, Ayana (* 2001), US-amerikanische Tennisspielerin
- Akliouche, Maghnes (* 2002), französisch-algerischer Fußballspieler

### Akm
- Akmadžić, Igor (* 1972), kroatischer Fußballspieler
- Akmal, Syed (* 2000), singapurischer Fußballspieler
- Akman, Ali (* 2002), türkischer Fußballspieler
- Akman, Ayhan (* 1977), türkischer Fußballspieler
- Akman, Aykut Zahid (* 1958), türkischer Beamter, Vorsitzender der RTÜK
- Akman, Efe (* 2006), türkischer Fußballspieler
- Akman, Hakan (* 1989), türkischer Fußballspieler
- Akman, Hamza (* 2004), türkischer Fußballspieler
- Akmann, Torsten (* 1965), deutscher Jurist und politischer Beamter (SPD)Torsten Akmann (* 1965)

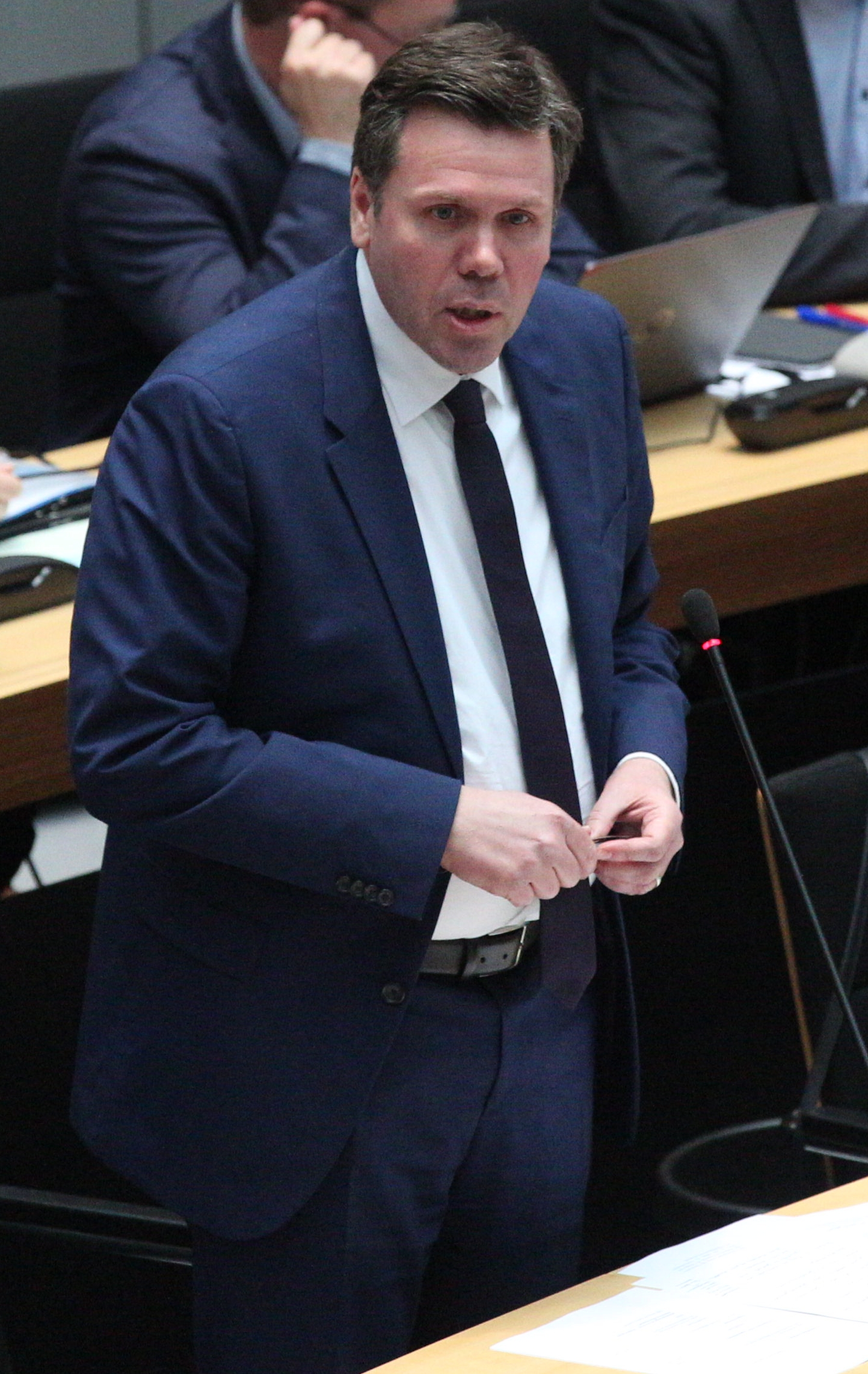
Torsten Akmann (* 1965)

- Akmaz, Hüseyin (* 1987), türkischer Fußballspieler
- Akmursin, Timur Andrejewitsch (* 1997), russischer Fußballspieler

### Akn
- Aknoz, Ahmet Nurettin (1898–1964), türkischer General

### Ako
- Ako-Adjei, Ebenezer (1916–2002), ghanaischer Politiker und Außenminister
- Akoak, Tony, kanadischer Politiker (Nunavut)
- Akobia, Iuri (1937–2014), georgischer Autor von Schachkompositionen
- Akobian, Varuzhan (* 1983), US-amerikanischer Schachgroßmeister armenischer Herkunft
- Akodo, Jules (* 1996), britischer Basketballspieler
- Akoğuz, İlhan (* 1937), türkischer Generalmajor
- Akogyiram, Eric (* 1969), ghanaischer Sprinter
- Akojew, Artur Wladimirowitsch (* 1966), sowjetischer bzw. russischer Gewichtheber
- Akoka, Gérard (* 1949), französischer Dirigent
- Akoka, Henri (1912–1976), französischer Klarinettist
- Akoka, Pierre (* 1952), französischer Pianist
- Akol, Lam (* 1950), südsudanesischer Politiker
- Akolo, Chadrac (* 1995), kongolesischer Fußballspieler
- Akolor, Kodjo (* 1981), schwedischer Komiker und Moderator
- Akolsin, Pawel (* 1990), russisch-kasachischer Eishockeyspieler
- Akomea, Nana, ghanaischer Minister für berufliche Ausbildung und Beschäftigung
- Akomi, Alego, sudanesischer Boxer
- Akon (* 1973), US-amerikanischer SängerAkon (* 1973)

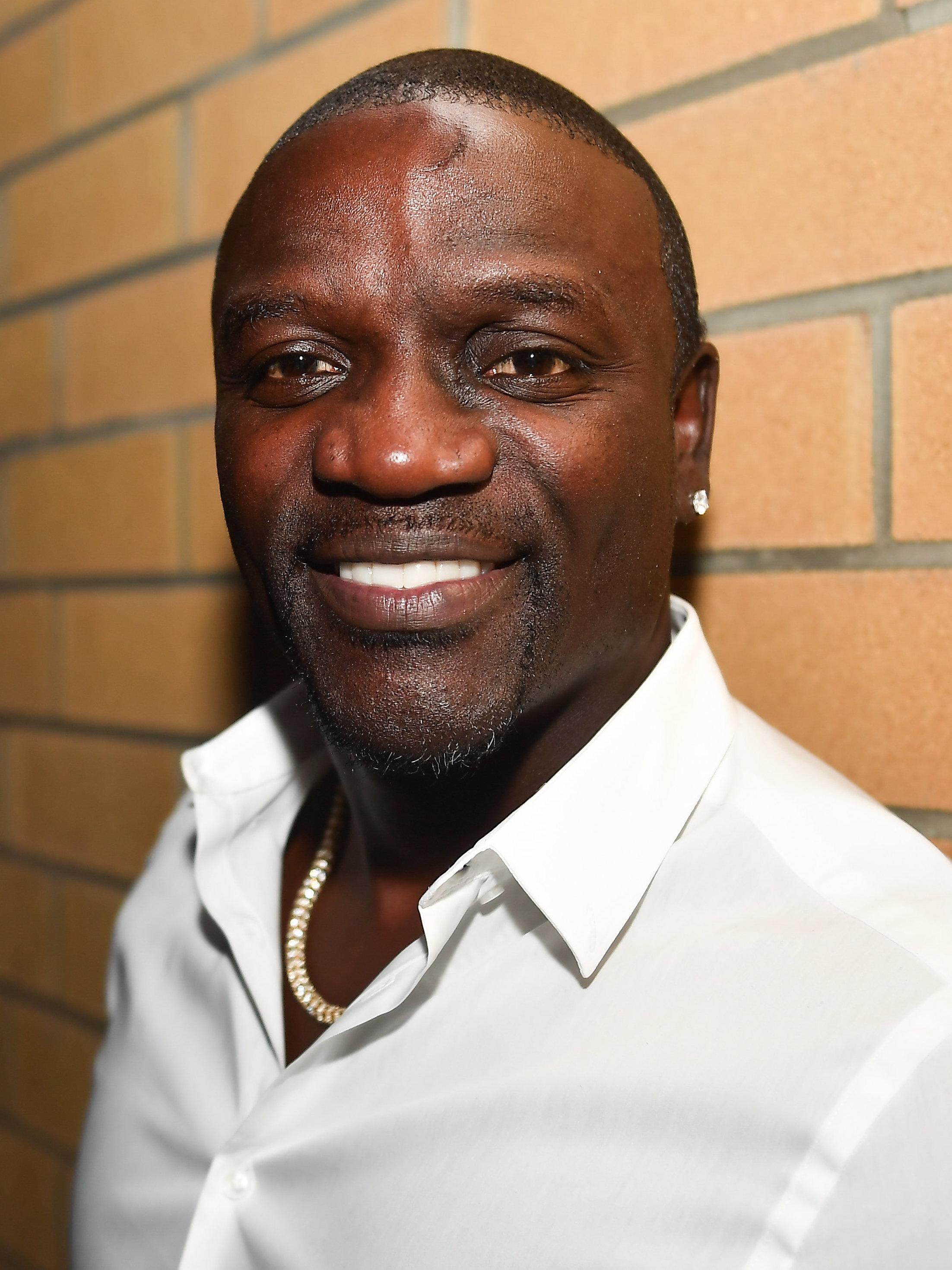
Akon (* 1973)

- Akong Rinpoche (1939–2013), tibetischer Arzt, Autor und Lama der Karma-Kagyü Schule des tibetischen Buddhismus
- Akongo, Joseph (* 1977), kamerunischer Fußballspieler
- Akonnor, Charles (* 1974), ghanaischer Fußballspieler und -trainer
- Akono, Cyrill (* 2000), deutscher Fußballspieler
- Akono, Pierre (* 2000), kamerunischer Fußballspieler
- Akonor, Florence Buerki (* 1969), ghanaische Botschafterin
- Akopian, Nelly (1941–2025), russische Pianistin
- Akopjan, Lewon Oganessowitsch (1944–2018), russischer Handballtrainer
- Akopjan, Olga Sergejewna (* 1985), russische Handballspielerin und -trainerin
- Akopova, Lilian (* 1983), armenisch-ukrainische Pianistin
- Akopyan, Gabriella (* 1999), armenische Tennisspielerin
- Ákos, Andor (1893–1940), deutsch-ungarischer Architekt, Offizier und Maler
- Akos, Francis (1922–2016), ungarisch-US-amerikanischer Violinist
- Ákos, Stefi (1919–2005), ungarische Sängerin
- Akotey, Mohamed, nigrischer Touareg-Politiker
- Akoto, Éric (* 1980), togoischer Fußballspieler
- Akoto, Mavis (* 1978), ghanaische Sprinterin
- Akoto, Michael (* 1997), ghanaisch-deutscher Fußballspieler
- Akoto, Osei Yaw († 1834), Asantehene (Herrscher) des Königreichs Ashanti
- Akouokou, Paul (* 1997), ivorischer Fußballspieler
- Akova, İbrahim Türker (* 1995), türkischer Fußballspieler

### Akp
- Akpa, Clément (* 2001), ivorisch-französischer FußballspielerClément Akpa (* 2001)

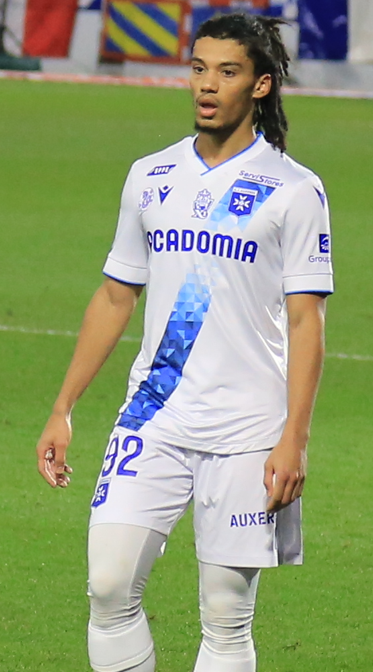
Clément Akpa (* 2001)

- Akpa-Akpro, Jean-Daniel (* 1992), ivorisch-französischer Fußballspieler
- Akpabio, George (* 1992), nigerianischer Fußballspieler
- Akpabot, Samuel Ekpe (1932–2000), nigerianischer Komponist
- Akpala, Joseph (* 1986), nigerianischer Fußballspieler
- Akpan, Donatus Edet (* 1952), nigerianischer Geistlicher und römisch-katholischer Bischof von Ogoja
- Akpan, Ime (* 1972), nigerianische Hürdenläuferin
- Akpan, Uwem (* 1971), nigerianischer Jesuit und Schriftsteller
- Akpana Assa, Nadia (* 1995), norwegische Weitspringerin
- Akpe-Moses, Gina (* 1999), irische Sprinterin
- Akpeki, Shedrack (* 2000), nigerianischer Leichtathlet
- AKpella, Schubi (* 2002), deutscher Rapper
- Akpeyi, Daniel (* 1986), nigerianischer Fußballtorhüter
- Akpınar, Erdal (* 1938), türkischer Fußballspieler
- Akpınar, Güven Murat (* 1988), türkischer Schauspieler
- Akpınar, İsmet (* 1995), deutsch-türkischer Basketballspieler
- Akpınar, Metin (* 1941), türkischer Schauspieler
- Akpınar, Murat (* 1999), türkisch-aserbaidschanischer Fußballspieler
- Akpınar, Mutlu (* 1983), türkischer Basketballspieler
- Akpınar, Nevzat (* 1968), türkischer Musiker, Bağlama-Spieler und Komponist
- Akpoborie, Jonathan (* 1968), nigerianischer FußballspielerJonathan Akpoborie (* 1968)

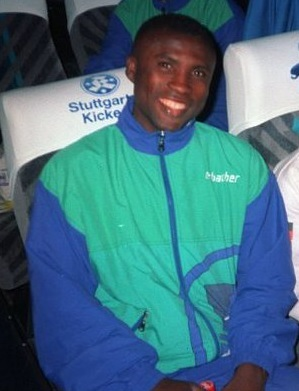
Jonathan Akpoborie (* 1968)

- Akpoguma, Kevin (* 1995), deutsch-nigerianischer Fußballspieler
- Akpom, Chuba (* 1995), englischer Fußballspieler
- Akpoti-Uduaghan, Natasha (* 1979), nigerianische Juristin und Politikerin

### Akr
- Akragas, antiker griechischer Toreut
- Akraka, Maria (* 1966), schwedische Mittelstreckenläuferin
- Akraka, Smart (1934–2016), nigerianischer Sprinter
- Akram Monfared Arya (* 1946), iranisch-schwedische Pilotin, Autorin und Malerin
- Akram, Abia (* 1985), pakistanische Behindertenrechtsaktivistin
- Akram, Assem (* 1965), afghanischer Historiker und Schriftsteller
- Akram, Barmak (* 1966), afghanischer Filmschaffender
- Akram, Nasch'at (* 1984), irakischer Fußballspieler
- Akram, Omar, afghanisch-US-amerikanischer New-Age-Musiker
- Akram, Wasim (* 1966), pakistanischer Cricketspieler
- Akram, Yasmine (* 1982), irische Schauspielerin, Theaterautorin und Komikerin
- Akrami, Bahareh (* 1983), französische Zeichnerin
- Akrap, Dominik (* 2001), österreichischer Fußballspieler
- Akrap, Doris (* 1974), deutsch-kroatische JournalistinDoris Akrap (* 1974)

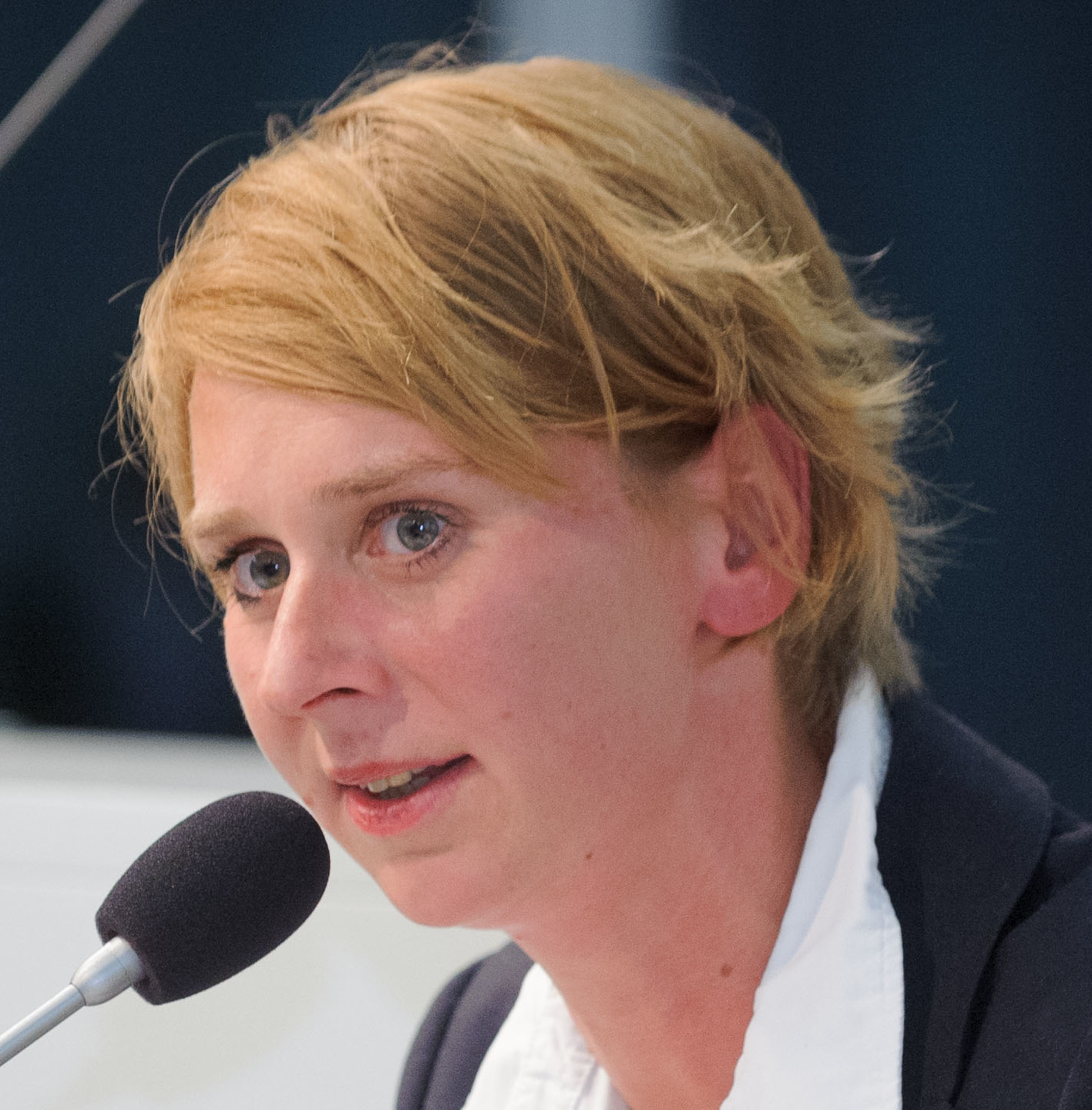
Doris Akrap (* 1974)

- Akrap, Valentin (* 2003), kroatischer Fußballspieler
- Akrapović, Bruno (* 1967), bosnisch-herzegowinischer Fußballspieler
- Akratopoulos, Aristidis, griechischer Tennisspieler
- Akratopoulos, Konstantinos, griechischer Tennisspieler
- Akre-Aas, Sigurd (1897–1968), norwegischer Fechter
- Akrich, Madeleine (* 1959), französische Soziologin
- Akritas, Pavlina (* 1985), zyprische Tennisspielerin
- Akritidis, Arthouros (* 1986), griechischer Gewichtheber
- Akrivos, Kostas (* 1958), griechischer Schriftsteller
- Akrobatik (* 1975), US-amerikanischer Rapper
- Akrom Mamood (* 2002), thailändischer Fußballspieler
- Akron (1948–2017), Schweizer Künstler, Musiker, Buchautor und OkkultistAkron (1948–2017)

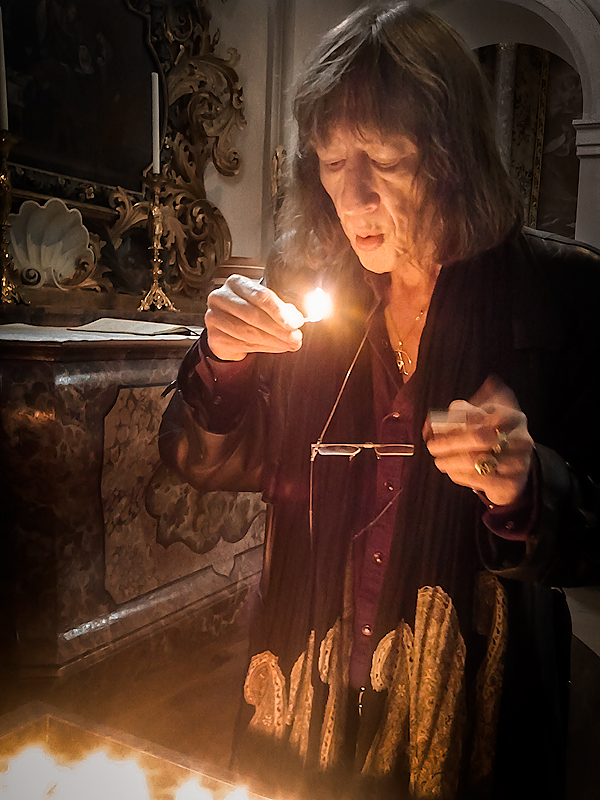
Akron (1948–2017)

- Akrong, Erasmus, ghanaischer Handballspieler
- Akropolis 24, Maler von, griechischer Vasenmaler
- Akropolis-Teller, Maler der, griechischer Vasenmaler des rotfigurigen Stils
- Akropolites, Georgios (1217–1282), byzantinischer Diplomat und Historiker
- Akrotatos, spartanischer Politiker
- Akrotatos († 262 v. Chr.), König von Sparta
- Akrout, Amir (* 1983), tunesischer Fußballspieler
- Akrout, Edward (* 1982), französischer Schauspieler in Theater, Film und Fernsehen

### Aks
- Aksaçlı, Akın (* 1947), türkischer Fußballspieler
- Aksaka, Baran (* 2003), türkischer Fußballspieler
- Aksakal, Ensar (* 2001), türkischer Fußballspieler
- Aksakallı, Zekai (* 1962), türkischer Militär, Generalleutnant der türkischen Streitkräfte
- Aksakow, Anatoli Gennadjewitsch (* 1957), russischer Wirtschaftswissenschaftler und Politiker
- Aksakow, Iwan Sergejewitsch (1823–1886), russischer Schriftsteller und Slawophiler
- Aksakow, Konstantin Sergejewitsch (1817–1860), russischer Schriftsteller
- Aksakow, Sergei Timofejewitsch (1791–1859), russischer Schriftsteller
- Aksalu, Mihkel (* 1984), estnischer Fußballspieler
- Aksamit, Monica (* 1990), US-amerikanische Säbelfechterin
- Aksamit, Petr († 1458), böhmischer Heeresführer der Brüderlichen Unität
- Akşan, Nagehan (* 1988), türkische Fußballspielerin
- Aksar, Onur (* 1995), türkischer Fußballspieler
- Aksarina, Nina Michailowna (1899–1979), russische Pädagogin und Hochschullehrerin
- Aksay, Hasan (* 1947), türkischer General und Kommandeur der Luftstreitkräfte
- Akscheislian, Barnabé (1838–1898), armenischer Bischof von Iskanderiya
- Aksel, Nuri (* 1953), deutscher Ingenieurwissenschaftler und Strömungsmechaniker
- Akselrod, Gan-ya Ben-gur (* 1987), amerikanisch-israelische Opernsängerin (Sopran)
- Akselrod, Tobias (1887–1938), russischer Revolutionär und Mitglied der Münchener Räteregierung
- Akselsen, Olav (1965–2021), norwegischer Politiker der Arbeiderpartiet (Ap)
- Akşemseddin († 1459), islamischer Religionsgelehrter
- Aksenenko, Ljudmila Jurjewna (* 1989), russische Naturbahnrodlerin
- Akşener, Meral (* 1956), türkische PolitikerinMeral Akşener (* 1956)

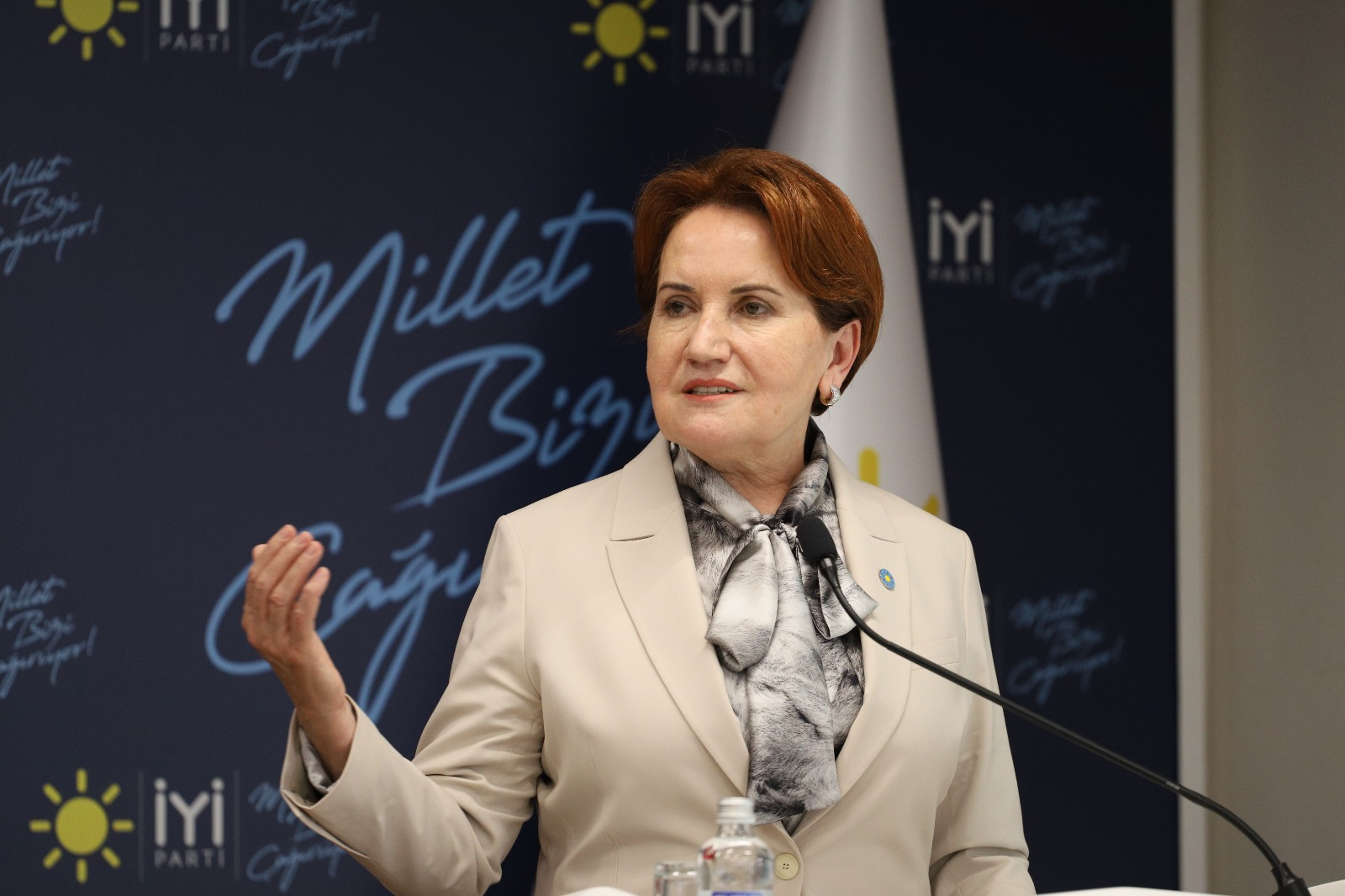
Meral Akşener (* 1956)

- Aksenfeld, Israel (1787–1866), jiddischer Schriftsteller
- Aksenoks, Aivars (* 1961), lettischer Politiker
- Aksentijević, Miodrag (* 1983), serbischer Futsaltorwart
- Aksentjewa, Sinaida Nikolajewna (1900–1969), sowjetische Geophysikerin und Astronomin
- Akses, Necil Kâzım (1908–1999), türkischer Komponist
- Aksinin, Alexander Timofejewitsch (1954–2020), sowjetischer Leichtathlet und Olympiasieger
- Akşit, Murat (* 2002), türkischer Fußballtorhüter
- Aksizoglu, Emre (* 1988), deutscher Schauspieler
- Aksjonenko, Alexander Sergejewitsch (* 1986), russischer Eishockeyspieler
- Aksjonow, Alexander Nikiforowitsch (1924–2009), sowjetischer Politiker, Parteifunktionär und Diplomat
- Aksjonow, Alexei Alexandrowitsch (* 1987), russischer Sprinter
- Aksjonow, Nikolai Fjodorowitsch (1928–1985), sowjetischer Politiker (KPdSU)
- Aksjonow, Sergei Walerjewitsch (* 1972), ukrainischer und russischer PolitikerSergei Walerjewitsch Aksjonow (* 1972)

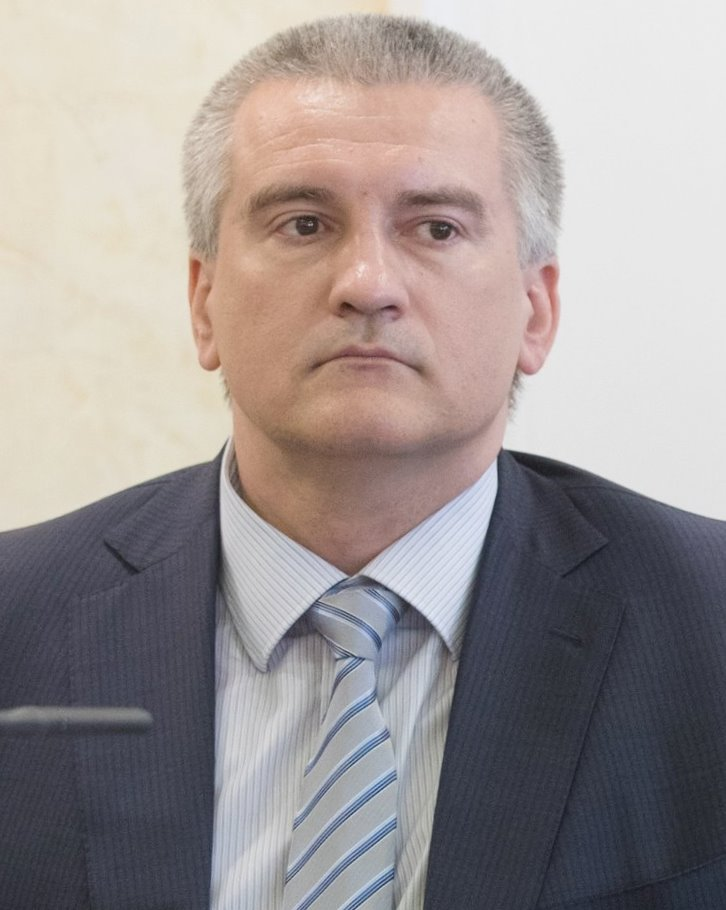
Sergei Walerjewitsch Aksjonow (* 1972)

- Aksjonow, Wassili Iwanowitsch (* 1957), sowjetischer und russischer Kernphysiker
- Aksjonow, Wassili Pawlowitsch (1932–2009), russischer Schriftsteller
- Aksjonow, Wjatscheslaw Wiktorowitsch (* 1958), russischer Politiker
- Aksjonow, Wladimir Wiktorowitsch (1935–2024), sowjetischer Kosmonaut
- Aksjonowa, Alissa Iwanowna (* 1931), sowjetische bzw. russische Museologin
- Aksjonowa, Larissa Michailowna (* 1945), sowjetische bzw. russische Lebensmittelingenieurin
- Aksjonowa, Lidija Walerianowna (1923–2019), sowjetische und moldawische Dirigentin, Pädagogin, Theoretikerin der Dirigierkunst und Musikautorin
- Aksjonowa, Ljubow Pawlowna (* 1990), russische Schauspielerin
- Aksjonowa, Ljudmila Wassiljewna (* 1947), sowjetische Sprinterin
- Aksjonowa, Ogdo (1936–1995), sowjetische bzw. russische Dichterin
- Aksjonowa, Xenija Alexandrowna (* 1988), russische Sprinterin
- Aksomaitis, Povilas (1938–2004), litauischer Politiker, Mitglied des Seimas
- Aksoy, Altan (* 1976), türkischer Fußballspieler
- Aksoy, Asuman, türkisch-amerikanische Mathematikerin und Hochschullehrerin
- Aksoy, Cüneyt (* 1977), deutsch-türkischer Basketballspieler
- Aksoy, Engin Can (* 2003), türkischer Fußballspieler
- Aksoy, Erol (* 1946), türkischer Unternehmer
- Aksoy, Fatih (* 1997), türkischer Fußballspieler
- Aksoy, İhsan (1944–2017), türkisch- und kurdischsprachiger Autor in Deutschland
- Aksoy, Lütfü (1911–1998), türkischer Fußballspieler, -schiedsrichter und -funktionär
- Aksoy, Mehmet (* 1939), türkischer Bildhauer, lebte lange in Berlin
- Aksoy, Merve (* 1994), deutsch-türkische Schauspielerin
- Aksoy, Mustafa (* 1942), türkischer Fußballspieler
- Aksoy, Ramazan (* 1990), türkischer Fußballspieler
- Aksoy, Saadet Işıl (* 1983), türkische SchauspielerinSaadet Işıl Aksoy (* 1983)

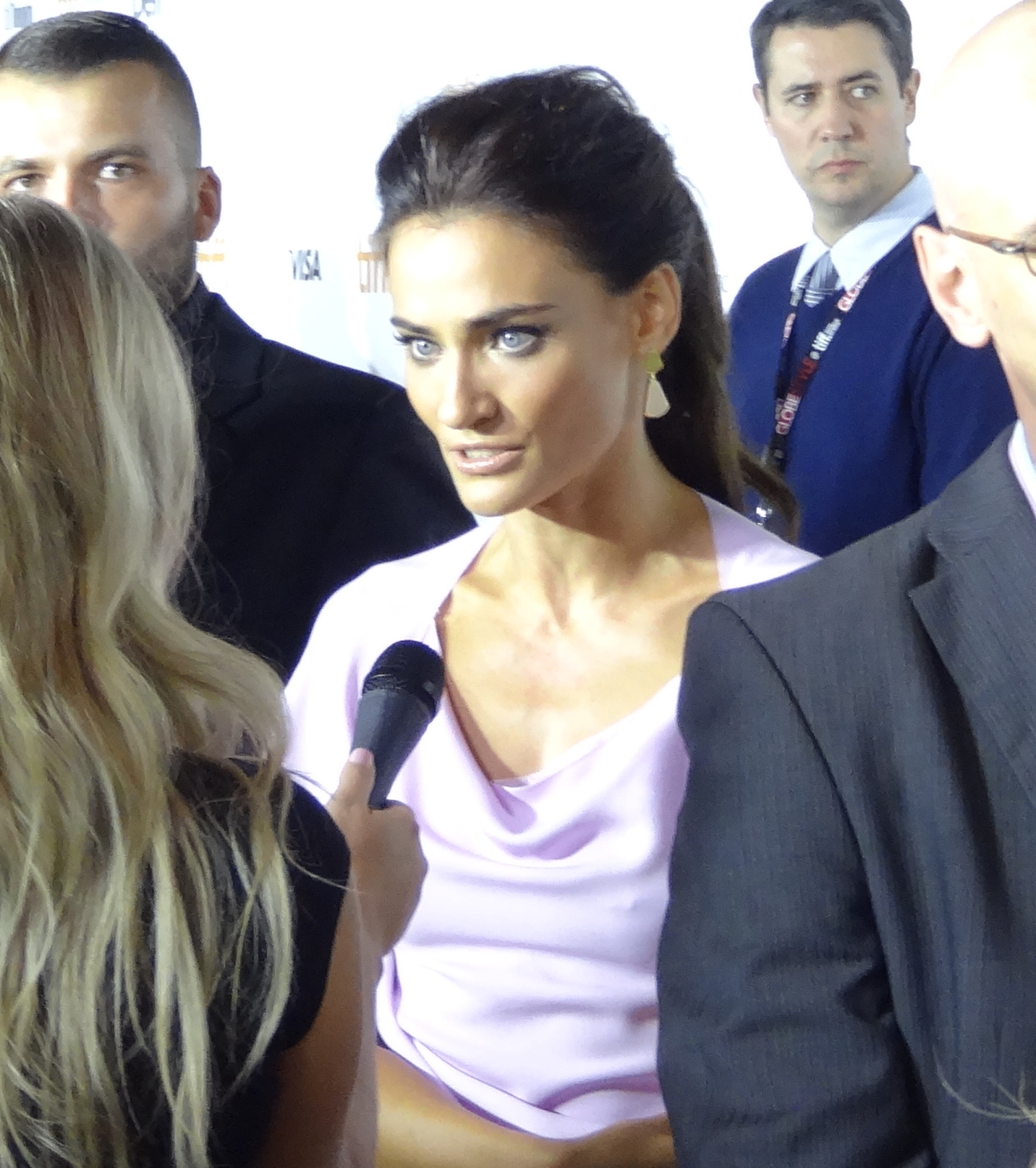
Saadet Işıl Aksoy (* 1983)

- Aksoy, Sefa (* 1989), türkischer Fußballspieler
- Aksoy, Taşkın (* 1967), türkischer Fußballspieler und -trainer
- Aksoy, Tayfun (* 1994), belgisch-türkischer Fußballspieler
- Aksoy, Tuncay (* 1979), türkischer Fußballspieler
- Aksoy-Woinek, Hatice (* 1968), türkisch-deutsche Pädagogin und Autorin
- Akst, Albert (1899–1958), US-amerikanischer Musiker und Filmeditor
- Akst, Harry (1894–1963), US-amerikanischer Pianist, Komponist, Liedtexter
- Akstinat, Simon (* 1978), deutscher Autor und FotografSimon Akstinat (* 1978)

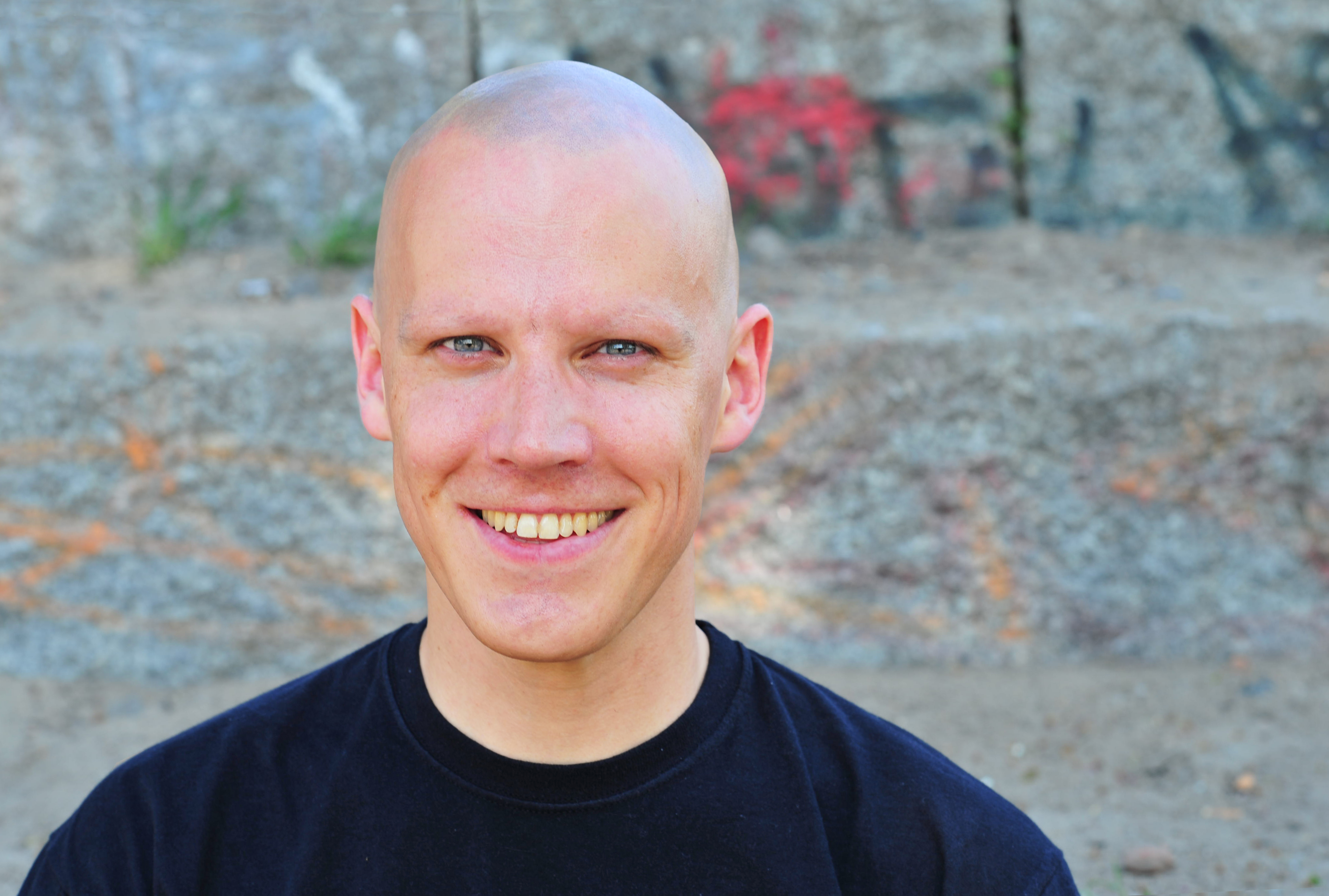
Simon Akstinat (* 1978)

- Akstinavičius, Arvydas (* 1960), litauischer Politiker
- Aksu, Abdülkadir (* 1944), türkischer Hochschulprofessor, Politiker und Bildungsminister
- Aksu, Asil (* 1996), türkischer Fußballspieler
- Aksu, Ayla (* 1996), türkische Tennisspielerin
- Aksu, Azra (* 2015), türkische Kinderdarstellerin
- Aksu, Cafercan (* 1987), türkischer Fußballspieler
- Aksu, Duhan (* 1997), türkischer Fußballspieler
- Aksu, Ozan (* 1991), deutsch-türkischer Schauspieler und Rapper
- Aksu, Sezen (* 1954), türkische Pop-SängerinSezen Aksu (* 1954)

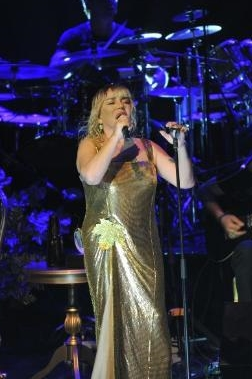
Sezen Aksu (* 1954)

- Aksu, Veysel (* 1985), türkischer Fußballspieler
- Aksüyek, Dilara (* 1987), türkische Schauspielerin

### Akt
- Akt, Erich (* 1898), deutscher Politiker (NSDAP), MdR und SA-Führer
- Aktan, Mehmet (* 1946), türkischer Fußballspieler und -trainer
- Aktaporn Chalitaporn (* 1982), thailändischer Fußballtrainer
- Aktar, Sonia (* 1997), bangladeschische Schwimmerin
- Aktar, Sumi (* 1997), bangladeschische Leichtathletin
- Aktaş, Abdi (* 1975), türkischer Fußballspieler
- Aktaş, Aksel (* 1999), französisch-türkischer Fußballspieler
- Aktaş, Bahriye (* 1975), deutsche Fachärztin für Gynäkologie und Geburtshilfe
- Aktaş, Deniz Can (* 1993), türkischer Schauspieler
- Aktaş, Emre (* 1986), türkischer Fußballspieler
- Aktaş, Faruk (* 1956), türkischer Fußballspieler
- Aktaş, Furkan (* 1998), türkischer Hürdenläufer
- Aktaş, Gülşen (* 1957), türkische Lehrerin und Politologin
- Aktaş, Hüseyin (1941–2012), türkischer Marathonläufer
- Aktaş, Kubilay (* 1995), türkischer Fußballspieler
- Aktaş, Mehmet (* 1966), türkischer Dokumentarfilmer und Journalist
- Aktaş, Metin (* 1977), türkischer Fußballtorhüter
- Aktaş, Nilsu Berfin (* 1998), türkische Schauspielerin
- Aktaş, Orhan (* 1994), türkischer Fußballspieler
- Aktaş, Serenay (* 1993), türkische Fußballspielerin und Schauspielerin
- Aktaş, Timotheos Samuel (* 1945), türkischer syrisch-orthodoxer Erzbischof und Metropolit von Tur Abdin
- Aktaş, Uğur (* 1990), türkischer Fußballspieler
- Aktaş, Uğur (* 1995), türkischer Karateka
- Aktav, Can Demir (* 1994), türkischer Fußballspieler
- Aktay, Fatih (* 1997), türkischer Fußballspieler
- Akte One (* 1978), deutscher Künstler (Rapper, Songwriter und Graffiti-Writer)
- Aktepe, Berat (* 1989), türkischer Eishockeyspieler
- Akter, Marufa (* 2005), bangladeschische Cricketspielerin
- Akter, Nahida (* 2000), bangladeschische Cricketspielerin
- Akter, Shirin (* 1994), bangladeschische Sprinterin
- Akter, Shorna (* 2007), bangladeschische Cricketspielerin
- Aktisanes, nubischer König
- Aktoprak, Levent (* 1959), deutscher Schriftsteller, Hörfunk- und Fernsehjournalist
- Aktories, Klaus (* 1948), deutscher Mediziner und Pharmakologe
- Aktschurina-Muftijewa, Nurija Munirowna (* 1958), sowjetische bzw. ukrainische bzw. russische Kunstwissenschaftlerin und Hochschullehrerin
- Aktuaryus, Toni (1893–1946), französischer Galerist
- Aktuna, Ercan (1940–2013), türkischer Fußballspieler und -trainer
- Aktuna, Yıldırım (1930–2007), türkischer Psychiater und Politiker
- Aktürk, Engin (* 1983), türkischer Fußballspieler
- Aktürk, Savaş (* 1989), türkischer Eishockeyspieler
- Aktürkoğlu, Kerem (* 1998), türkischer FußballspielerKerem Aktürkoğlu (* 1998)

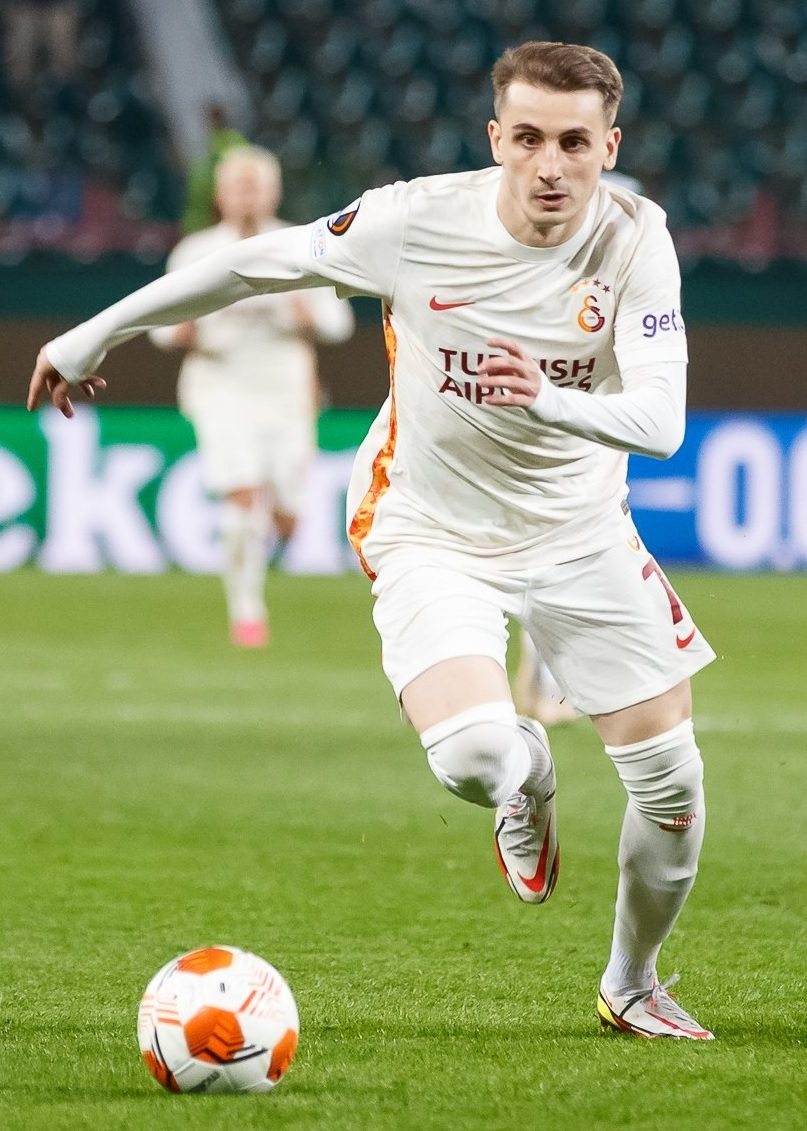
Kerem Aktürkoğlu (* 1998)

### Aku
- Aku, Martin (1913–1970), togoisch-französischer Arzt, Autor, Politiker und Mitglied der Französischen Nationalversammlung
- Aku, Yū (1937–2007), japanischer Songwriter, Schriftsteller, Rundfunkautor und Dichter
- Akua, Riddell (* 1963), nauruischer Politiker
- Akubeze, Augustine Obiora (* 1956), nigerianischer Geistlicher, Erzbischof von Benin City
- Akubor, Julius († 1974), nauruischer Politiker
- Akubuike, Uche (* 1980), nigerianischer Fußballspieler
- Akuda, Fanizani (1932–2011), simbabwischer Bildhauer
- Akude, John (* 1964), deutscher Politikwissenschaftlicher und Politiker (CDU)John Akude (* 1964)

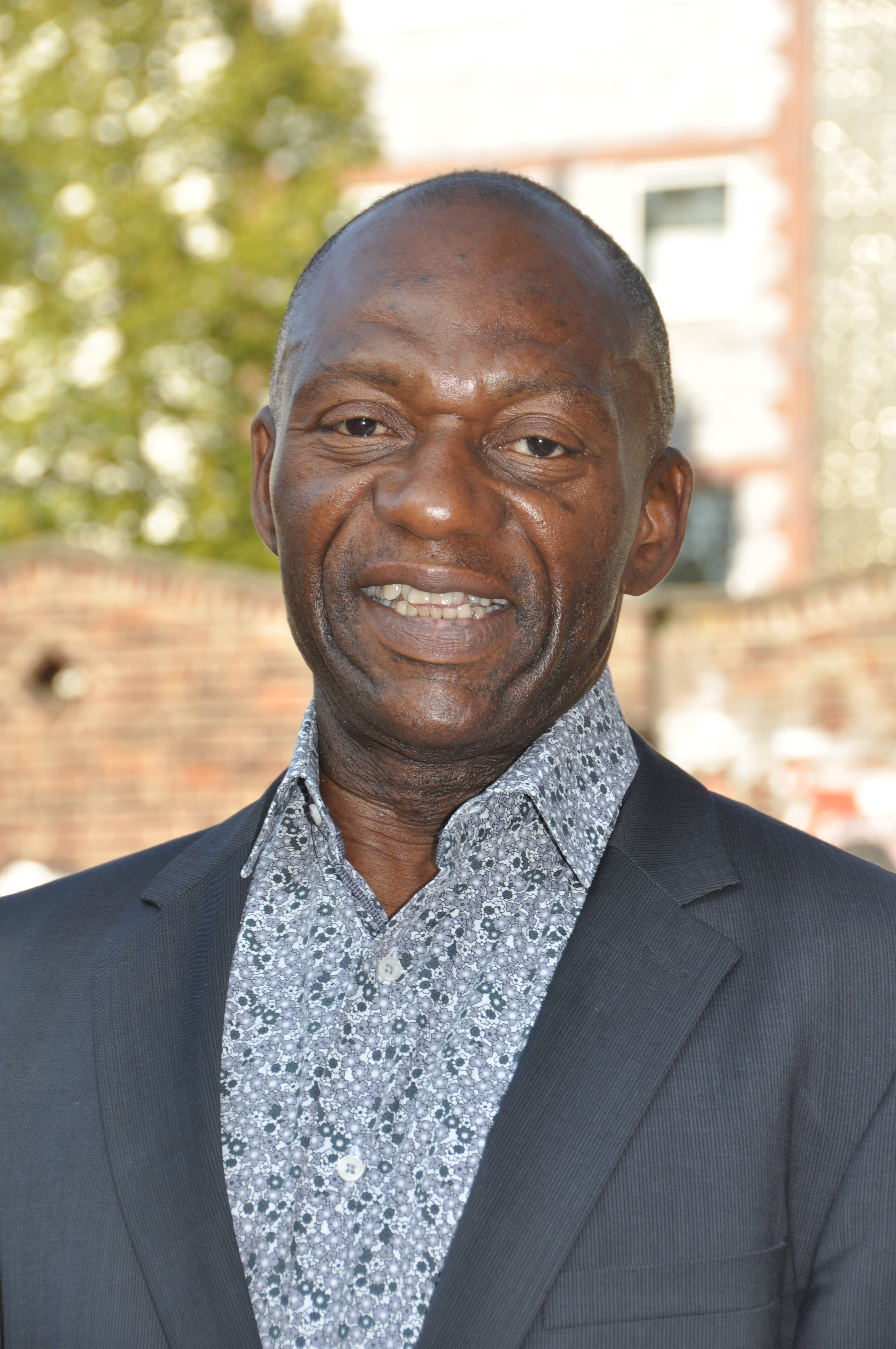
John Akude (* 1964)

- Akudowitsch, Waljanzin (* 1950), belarussischer Dichter, Philosoph, Literaturkritiker und Kulturwissenschaftler
- Akuetteh, Armah (* 1946), ghanaischer Fußballspieler
- Akuetteh, Ernestina, ghanaische Tischtennisspielerin
- Akufen, kanadischer Techno-Produzent und DJ
- Akuffo, Fred (1937–1979), ghanaischer Politiker, Staatschef von Ghana (1978–1979)
- Akuffo, Gloria (* 1954), ghanaische Politikerin, Ministerin für Luftfahrt
- Akuffo, Ohenewa (* 1979), kanadische Ringerin
- Akuffo, Sophia (* 1949), ghanaische Juristin
- Akufo-Addo, Edward (1906–1979), ghanaischer Politiker, Präsident von Ghana
- Akufo-Addo, Nana (* 1944), ghanaischer Politiker und Präsident
- Akulinzew, Wassili Kusmitsch (1916–1993), sowjetischer Politiker (KPdSU)
- Akulow, Iwan Alexejewitsch (1888–1937), sowjetischer Politiker
- Akulow, Nikolai Sergejewitsch (1900–1976), russischer Physiker
- Akulow, Wolodymyr (* 1944), ukrainischer Physiker
- Akulowa, Dinara (* 1964), kirgisische Sängerin
- Akumenos, antiker griechischer Arzt
- Akün, Ömer Faruk (1926–2016), türkischer Literaturwissenschaftler
- Akuna, Kelyn (1983–2020), US-amerikanischer Bahnradsportler und Radsportfunktionär
- Akuneto, Chijioke (* 1997), nigerianischer Fußballspieler
- Akunin, Boris (* 1956), russischer Kriminalschriftsteller, JapanologeBoris Akunin (* 1956)

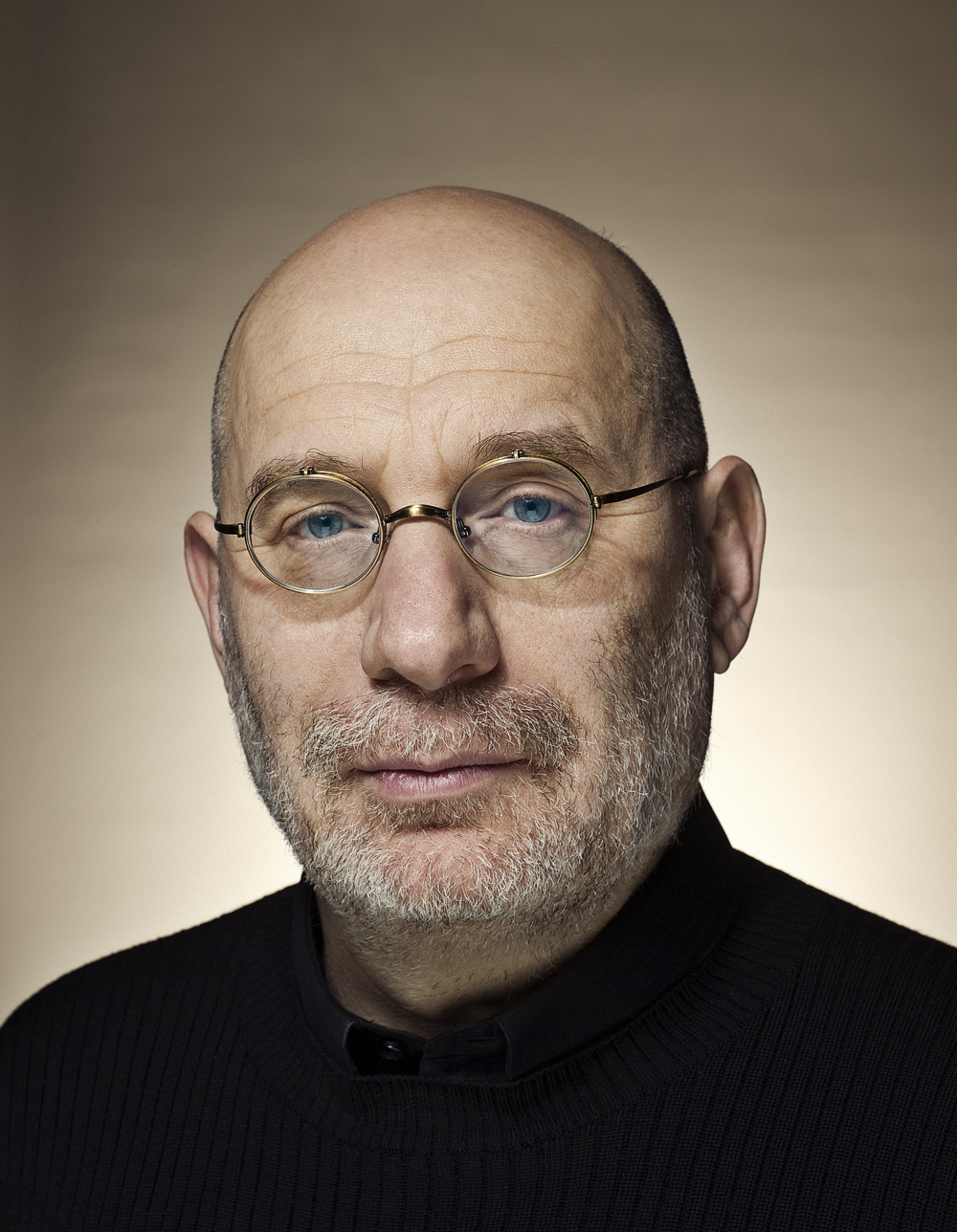
Boris Akunin (* 1956)

- Akunis, Ofir (* 1973), israelischer Politiker
- Akunyili, Dora (1954–2014), nigerianische Pharmakologin und Politikerin
- Akuo, Obuch Ojwok, südsudanesischer Politiker
- Akuong, Garang Diing (* 1963), südsudanischer Politiker und Diplomat
- Akurduana, Herrscher der ersten Meerland-Dynastie
- Akurgal, sumerischer König von Lagaš
- Akurgal, Ekrem (1911–2002), türkischer Klassischer Archäologe
- Akurgal, Meral, türkische Klassische Archäologin
- Akusilaos von Argos, griechischer Schriftsteller
- Akusilos, antiker griechisch-römischer Bildhauer
- Akustikrausch (* 1980), deutscher Liveact und Musikproduzent
- Akut, Bhushan (* 1962), indischer Badmintonspieler
- Akutagawa, Ryūnosuke (1892–1927), japanischer Dichter und Schriftsteller
- Akutagawa, Yasushi (1925–1989), japanischer Komponist
- Akutami, Gege (* 1992), japanischer Mangaka
- Akuwudike, Gabriel, britisch-nigerianischer Schauspieler
- Akuzun, Marco (* 1981), deutscher Koch

### Akv
- Akveld, Meike (* 1972), Schweizer Mathematikerin und Lehrbuchautorin

### Akw
- Akwá (* 1977), angolanischer Fußballspieler
- Akwa, Guy Nsangué, kamerunischer Jazz-Bassist
- Akwaʿ, Ismail bin Ali al- (1920–2008), jemenitischer islamischer Jurist und Historiker
- Akwenye, Nelson (* 1982), namibischer Fußballspieler
- Akwu, Noah (* 1990), nigerianischer Sprinter
- Akwuegbu, Benedict (* 1974), nigerianischer Fußballspieler
- Akwuegbu, Emmanuel (* 1978), nigerianischer Fußballspieler

### Aky
- Akyalçın, Ahmet (1949–2018), türkischer Jurist, Mitglied des türkischen Verfassungsgerichts, Präsident des Kompetenzkonfliktgerichts
- Akyeampong, Daniel (1938–2015), ghanaischer Mathematiker und Hochschullehrer
- Akyeampong, Emmanuel K. (* 1962), ghanaischer Historiker und Afrikanist
- Akyel, Fatih (* 1977), türkischer Fußballspieler und -trainerFatih Akyel (* 1977)

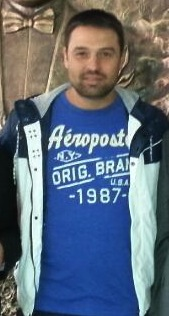
Fatih Akyel (* 1977)

- Akyel, Yusuf (* 1991), türkischer Fußballspieler
- Akyıldız, Burak (* 1985), türkischer Fußballspieler
- Akyıldız, Cengiz (* 1981), türkischer Eishockeyspieler und -funktionär
- Akyıldız, Gökçe (* 1992), türkische Schauspielerin
- Akyildiz, Ian F. (* 1954), türkischer Informatiker und Ingenieur
- Akyıldız, Lokman (* 1989), türkischer Fußballspieler
- Akyıldız, Muhammet (* 1995), türkischer Fußballspieler
- Akyıldız, Volkan (* 1995), türkischer Fußballspieler
- Akymenko, Wladyslaw (* 1953), sowjetischer Segler
- Akyol, Birkan (* 1992), deutscher Boxer
- Akyol, Cenk (* 1987), türkischer Basketballspieler
- Akyol, Çiğdem (* 1978), deutsche Journalistin und AutorinÇiğdem Akyol (* 1978)

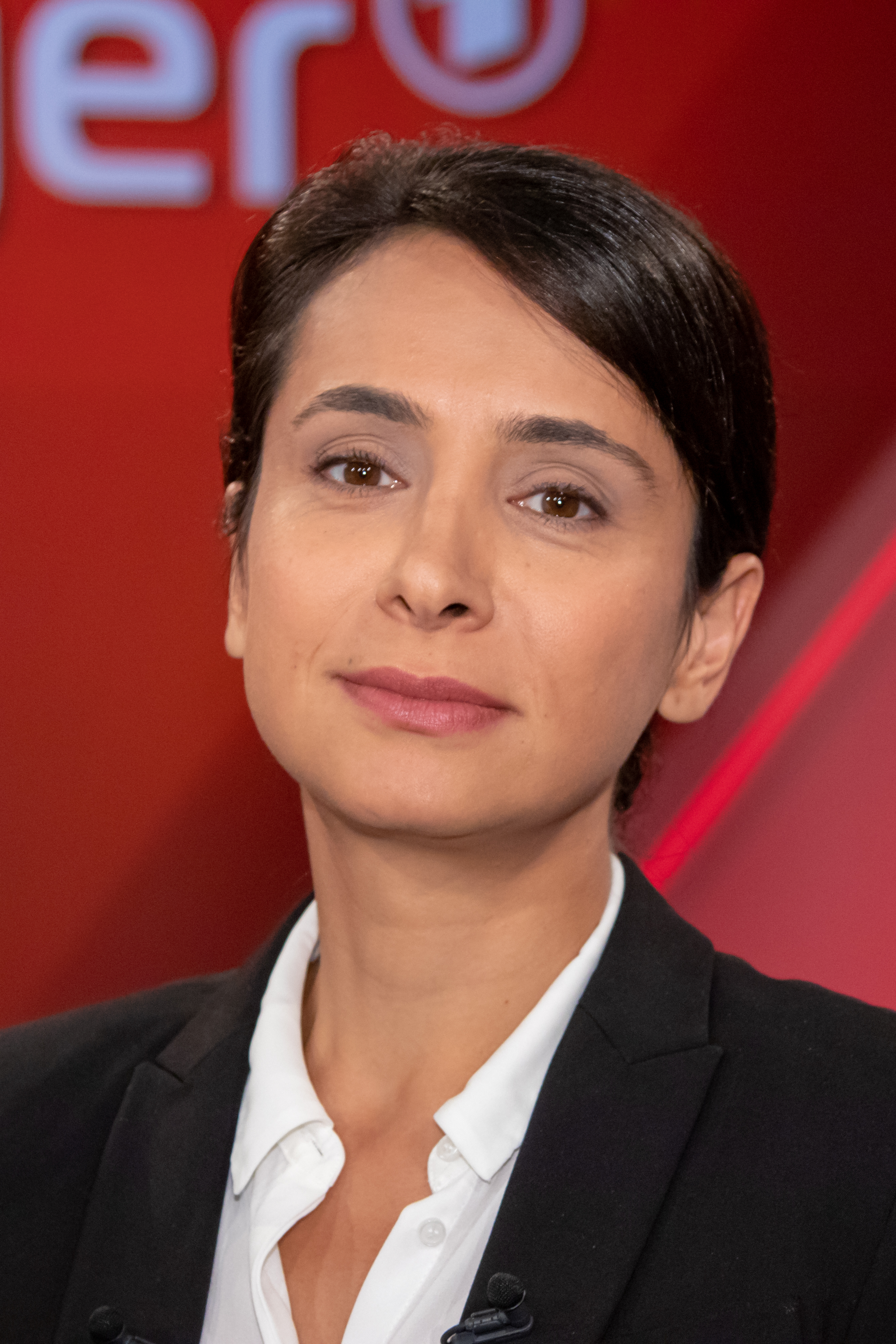
Çiğdem Akyol (* 1978)

- Akyol, Derya (* 2000), deutschtürkische Synchronsprecherin
- Akyol, Enes Yasin (* 1998), deutschtürkischer Fußballspieler
- Akyol, Fahri (* 1990), deutsch-türkischer Fußballspieler
- Akyol, Gaye Su (* 1985), türkische Künstlerin
- Akyol, Osman (* 1969), deutsch-türkischer Fußballspieler
- Akyol, Pınar (* 2003), türkische Kugelstoßerin
- Akyol, Sinem (* 1993), türkische Schauspielerin
- Akyol, Taner (* 1977), türkischer Saz-Spieler und Komponist
- Akyol, Türkân (1928–2017), türkische Politikerin, Ärztin und Wissenschaftlerin
- Akyol, Ufuk (* 1997), deutsch-türkischer Fußballspieler
- Akyün, Hatice (* 1969), deutsche freischaffende Journalistin und SchriftstellerinHatice Akyün (* 1969)

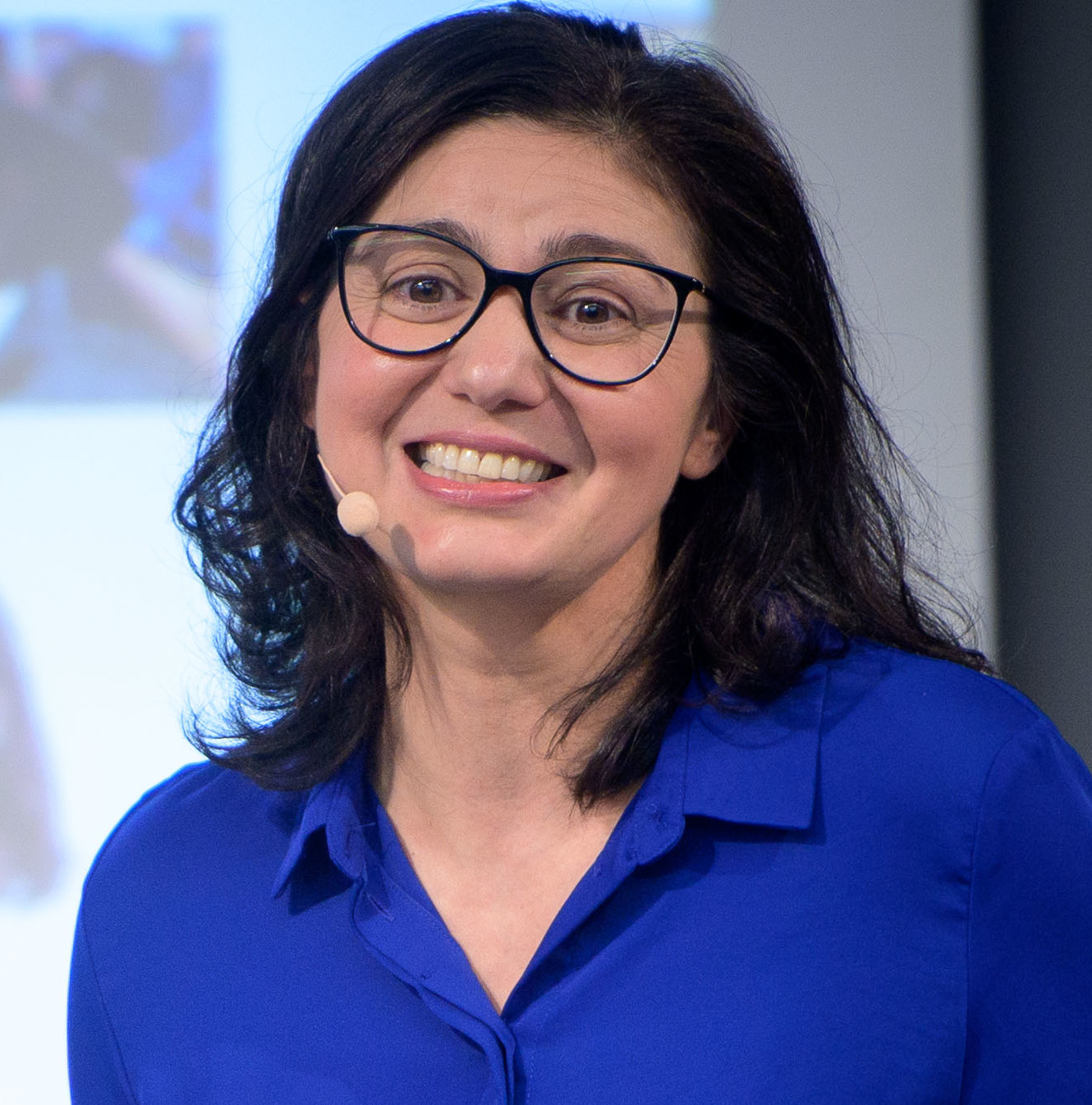
Hatice Akyün (* 1969)

- Akyürek, Yağızcan (* 1998), türkischer Fußballtorhüter
- Akyüz, Furkan (* 2005), türkischer Fußballtorhüter
- Akyüz, Kerem Can (* 1989), türkischer Fußballspieler
- Akyüz, Kubilay (* 1995), türkischer Fußballspieler
- Akyüz, Mehmet (* 1986), türkischer Fußballspieler
- Akyüz, Mert (* 1993), türkischer Fußballtorhüter
- Akyüz, Murat (* 1981), türkischer Fußballspieler
- Akyüz, Orhan (* 1954), türkischer Fußballspieler
- Akyüz, Saffet (* 1970), türkischer Fußballspieler
- Akyüz, Serhat (* 1984), türkischer Fußballspieler

### Akz
- Akzeybek, Tansel (* 1978), deutscher Tenor türkischer Abstammung
- Akzin, Benjamin (1904–1985), zionistischer Aktivist und israelischer Professor der Rechtswissenschaft